# バラ
バラ（薔薇）は、バラ科バラ属の総称である。あるいは、そのうち特に園芸種（園芸バラ・栽培バラ）を総称する（花が鑑賞用や食用とされる ）。本項では、後者の園芸バラ・栽培バラを扱うこととする。
バラ属の成形は、低木（灌木）、または木本性のつる植物で、葉や茎に棘を持つものが多い。葉は1回奇数羽状複葉。花は5枚の花びらと多数の雄蘂を持つ（ただし、園芸種では大部分が八重咲きである）。北半球の温帯域に広く自生しているが、チベット周辺、中国雲南省からミャンマーにかけてが主産地で、ここから中近東、ヨーロッパへ、また極東から北アメリカへと伝播した。南半球にはバラは自生しない。

## 名称
「ばら」の名は和語で、「いばら」の転訛したものと言われる。漢語「薔薇」の字をあてるのが通常だが、この語はまた音読みで「そうび」「しょうび」とも読む。漢語には「玫瑰」（まいかい）や「月季」（げっき）の異称もある。
ヨーロッパではラテン語の rosa に由来する名で呼ぶ言語が多く、また同じ語が別義として「薔薇色」として「ピンク色」の意味をもつことが多い。

## 分類
バラの分類方法は定まったものがなく、以下に示すのは一例である。
また、バラにはしばしば略式記号が用いられるため、それもともに記述する。

### 系統別の分類

#### 原種

##### 原産地別の原種
主なもののみ。
- ヨーロッパの原種
  - ロサ・アルバ（Rosa alba）
  - ロサ・カニナ（Rosa canina）
  - ロサ・ガリカ（Rosa gallica）

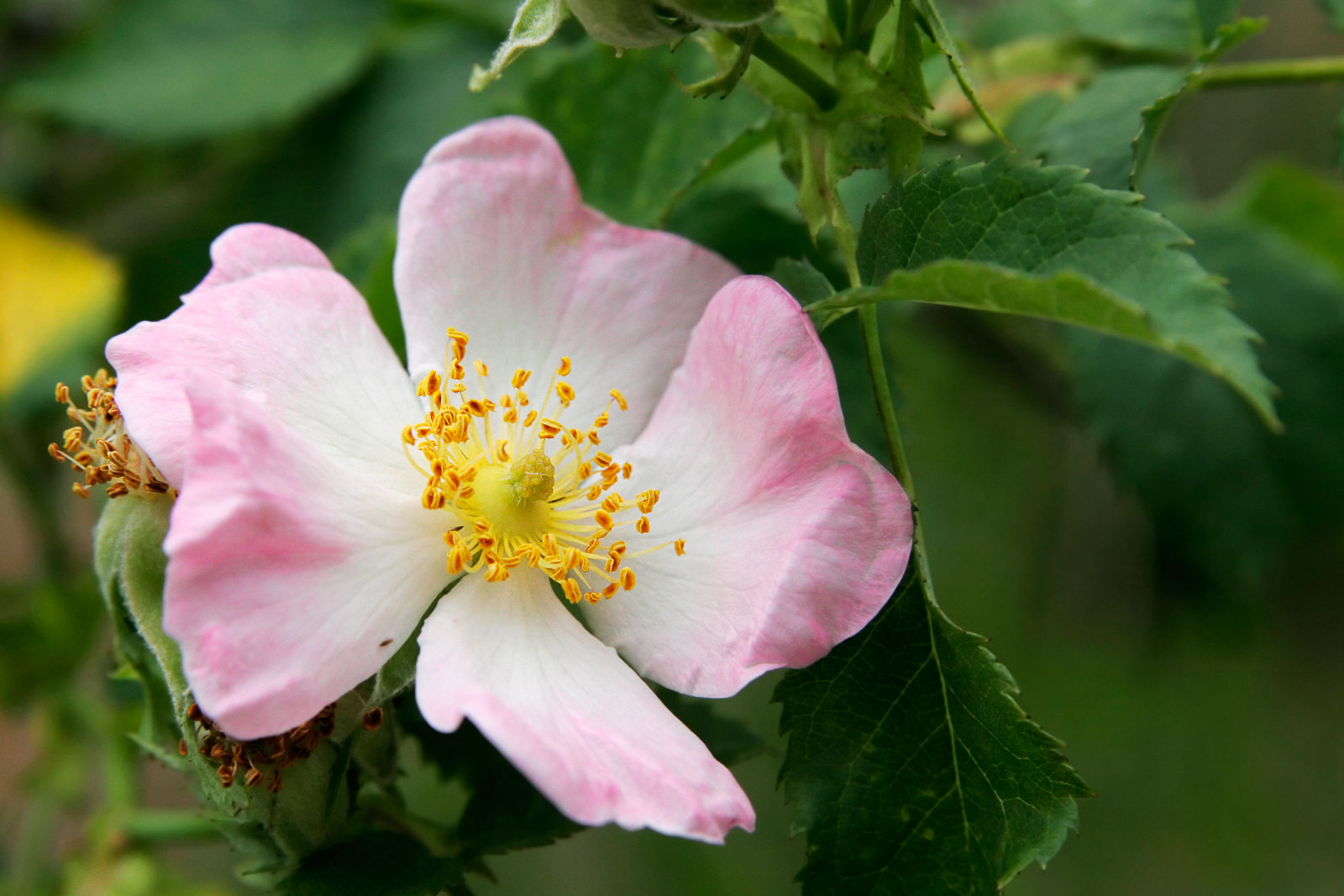
ロサ・カニナ

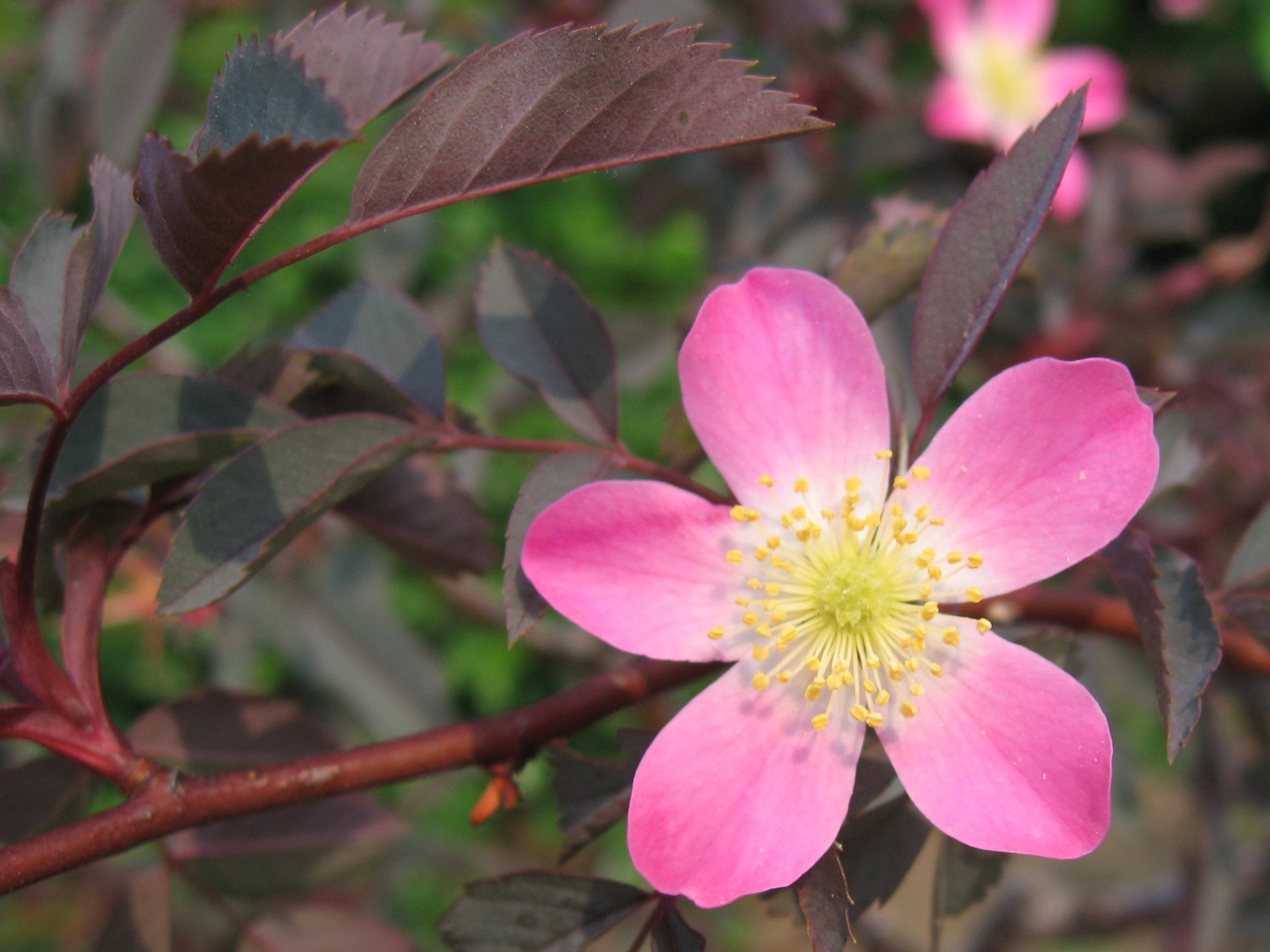
ロサ・グラウカ

  - ロサ・キナモメナ（Rosa cinnamomea）
  - ロサ・グラウカ（Rosa glauca）
  - ロサ・ケンティフォリア（Rosa centifolia）
  - ロサ・スピノシッシマ（Rosa spinosissma）

- 中近東の原種
  - ロサ・フェティダ（Rosa foetida）
  - ロサ・フェティダ・ビコロール（Rosa foetida bicolor）
  - ロサ・フェティダ・ペルシアナ（Rosa foetida persiana）
  - ロサ・フェッチェンコアナ（Rosa fedtschenkoana）
  - ロサ・ダマスケナ（Rosa damascena）
- 中国の原種
  - コウシンバラ（Rosa chinensis）
    - グリーンローズ var. Viridiflora - 花弁・雄蕊・雌蕊が葉に変化した品種、花期は長いが種子と花粉が出来ない。

  - ナニワイバラ（Rosa laevigata）
  - ロサ・ギガンティア（Rosa gigantea）
  - ロサ・プリムラ（Rosa primula）
  - ロサ・マリガニー（Rosa mulliganii）
  - ロサ・セリカナ・プテラカンサ（Rosa sericana pteracantha）
  - ロサ・ユゴニス（Rosa hugonis）
  - ロサ・バンクシアエ・ルテア（Rosa banksiae lutea）（モッコウバラ）
  - ロサ・キネンシス（Rosa chinensis）
- 日本の原種
  - イザヨイバラ（Rosa roxburghii）
  - オオタカネバラ（Rosa acicularis)
  - サンショウバラ（Rosa hirtula）
  - タカネイバラ（Rosa nipponensis）
  - テリハノイバラ（Rosa wichuraiana）
  - ノイバラ（Rosa mulitiflora）
  - ハマナス（Rosa rugosa） 英: Japanese Rose, Rugosa Rose
  - サクライバラ（Rosa uchiyamana）
  - モリイバラ（Rosa jasminoides）
  - フジイバラ（Rosa fujisanensis）
- 北米の原種ロサ・カリフォルニカ

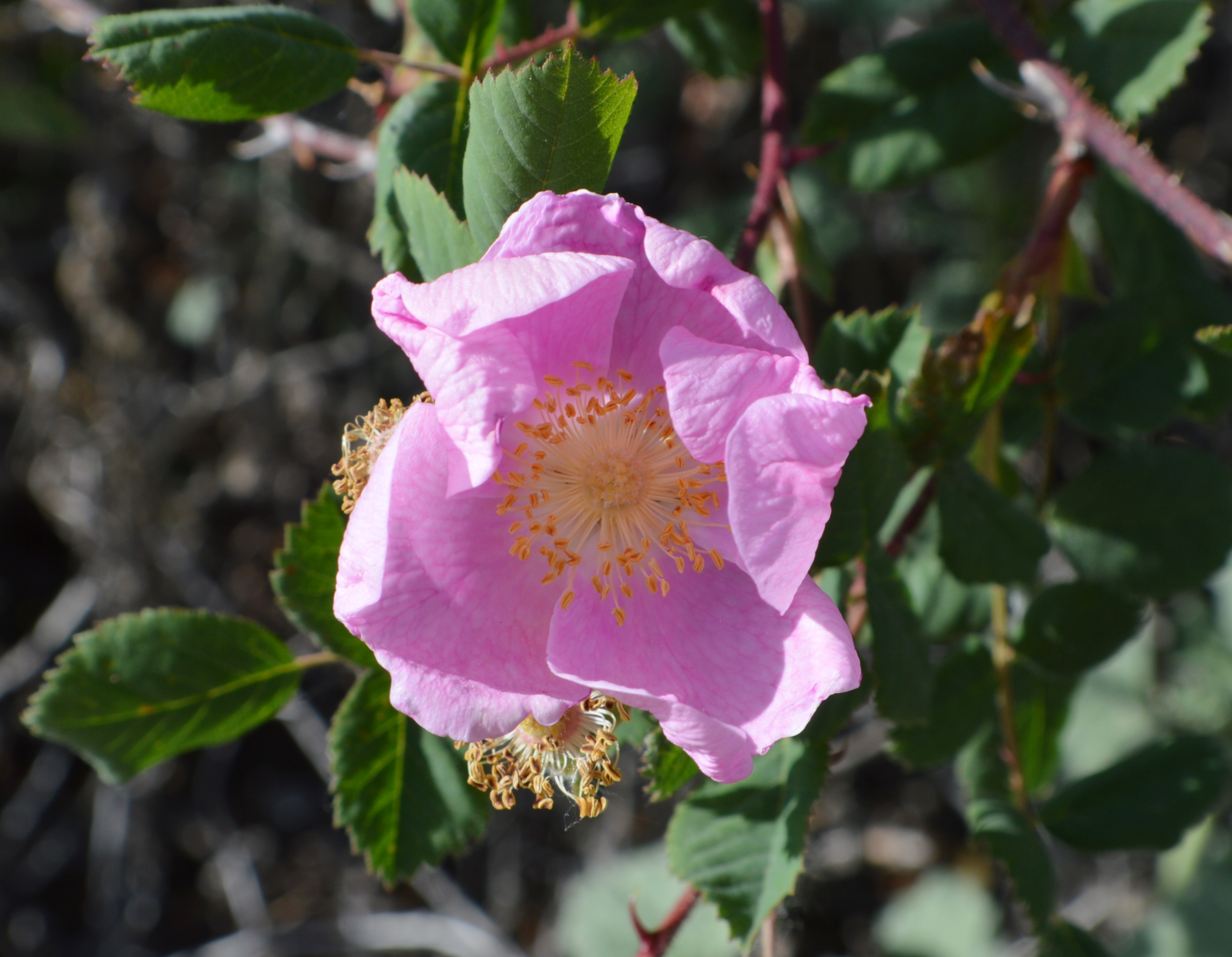
ロサ・カリフォルニカ

  - ロサ・キンナモメア（Rosa cinnamomea）
  - ロサ・ニティダ（Rosa nitida）
  - ロサ・カリフォルニカ（Rosa californica）
  - ロサ・ヴィルギニアナ（Rosa virginiana）
  - ロサ・パルストリス（Rosa palustris）

##### 品種改良に使用された原種
- - ロサ・ムルティフローラ（ノイバラ）（Rosa mulitiflora）
  - ロサ・ウィクライアナ (テリハノイバラ)（Rosa wichuraiana）
  - コウシンバラ（Rosa chinensis）
  - ロサ・ガリカ（Rosa gallica）
  - ロサ・アルバ（Rosa alba）
  - ロサ・ダマスケナ(Rosa damascena）
  - ロサ・ケンティフォリア（Rosa centifola）
  - ロサ・フェティダ（Rosa foetida）
  - ロサ・モスカータ（Rosa moschata）
  - ロサ・ギガンティア（Rosa gigantea）

#### 園芸品種

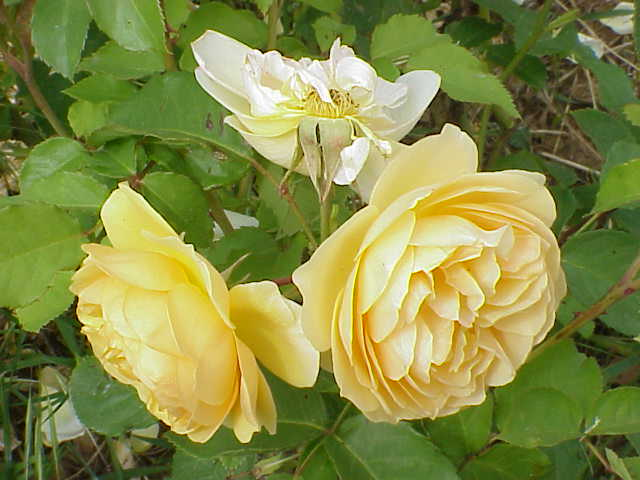
グラハム・トーマス(ER)、オールドローズの花容に黄色の花色は画期的であった。

##### オールドローズ(O)
後述の「ラ・フランス」より前の品種をいう。野生の原種であるワイルドローズを含めるが、含めない場合もある。主な系列としてガリカ、ダマスク、アルバ、ケンティフォリア（センティフォリア）などがある。優雅な花形に豊かな香りが特徴である。また一季咲きのものが多い。
- アルバ（Alba）(A)
- ケンティフォリア（Centifolia）(C)
- ダマスク（Damask）(D) - 香水などに利用される、香りの良い系統。
- ガリカ（Gallica）(G) - 赤や桃色の品種。背丈が低く、香りのあるものが多い。
- ブルボン（Bourbon）(B)
- ノワゼット（Noisette）(N) - つる性の系統。
- ティ（Tea）(T)
- チャイナ（China）(Ch) - 背丈の低い系統。
- モス（Moss）(M) - ケンティフォリアとダマスクの派生種。1696年頃、南フランスで発見された品種で、茎や蕾に苔の様なものがつく。和名はこけばら。
- ポートランド（Portland）(P)
- ポリアンサ（Polyantha）(Pol) - 小型で連続開花性に優れ、房状に花をつける系統。フロリバンダの元となった品種。
- ランブラー（Rambler）(R) - テリハノイバラを元に品種改良され、長くしなやかな枝を持つ系統。
- エグランティーヌ（Eglantine） - フランス語で野バラ。「棘の多い植物」を意味する[2]。
- エグラテリア・ローズ（Eglanteria Roses）
- ハイブリッド・パーペチュアル（H.Perpetual)
- ハイブリッド・フェティダ （H.foetida) (HFt)
- ハイブリッド・マクランタ（H.Macrantha)
- ハイブリッド・ムスク（H.Musk）(HMsk)
- ハイブリッド・モエシー（H.Moyesii）(HMoy)
- ハイブリッド・センパビエレン（H.Semperviren）
- ハイブリッド・ムルティフローラ（H.Multiflora）(HMult)
- ハイブリッド・ルゴサ（H.Rugosa）(HRg)

##### モダンローズ
後述の「ラ・フランス」以降に作出されたものを指す。
- ハイブリッド・ティー（Hybrid Tea）(HT) - 木立性で四季咲きの品種。
- フロリバンダ（Floribunda）(FもしくはFL) - 木立性で四季咲き、房状に花をつける。
- ミニチュア（Miniature）(Min) - 小型の品種。
- つるハイブリッド・ティー（Climbing Hybrid Tea）(CLHT) - ハイブリッド・ティーの枝変わり。
- つるフロリバンダ（Climbing Floribunda）(CLFもしくはCLFL) - フロリバンダの枝変わり。
- つるミニチュア（Climbing Miniature）(CLMin) - ミニチュアの枝変わり。
- つる（Climbing）(CL)
- シュラブ（Shrub）(SもしくはSh)
- イングリッシュ・ローズ（English Roses) (ER) - 1969年にデビッド・オースチンが発表した、世界初の四季咲き性品種シリーズ[3]。国際登録ではシュラブローズで登録。
- 修景用（Landscape Roses）(LS)
- ハイブリッド・コルデシー（H.Kordesii）

など

### 花弁の数による分類

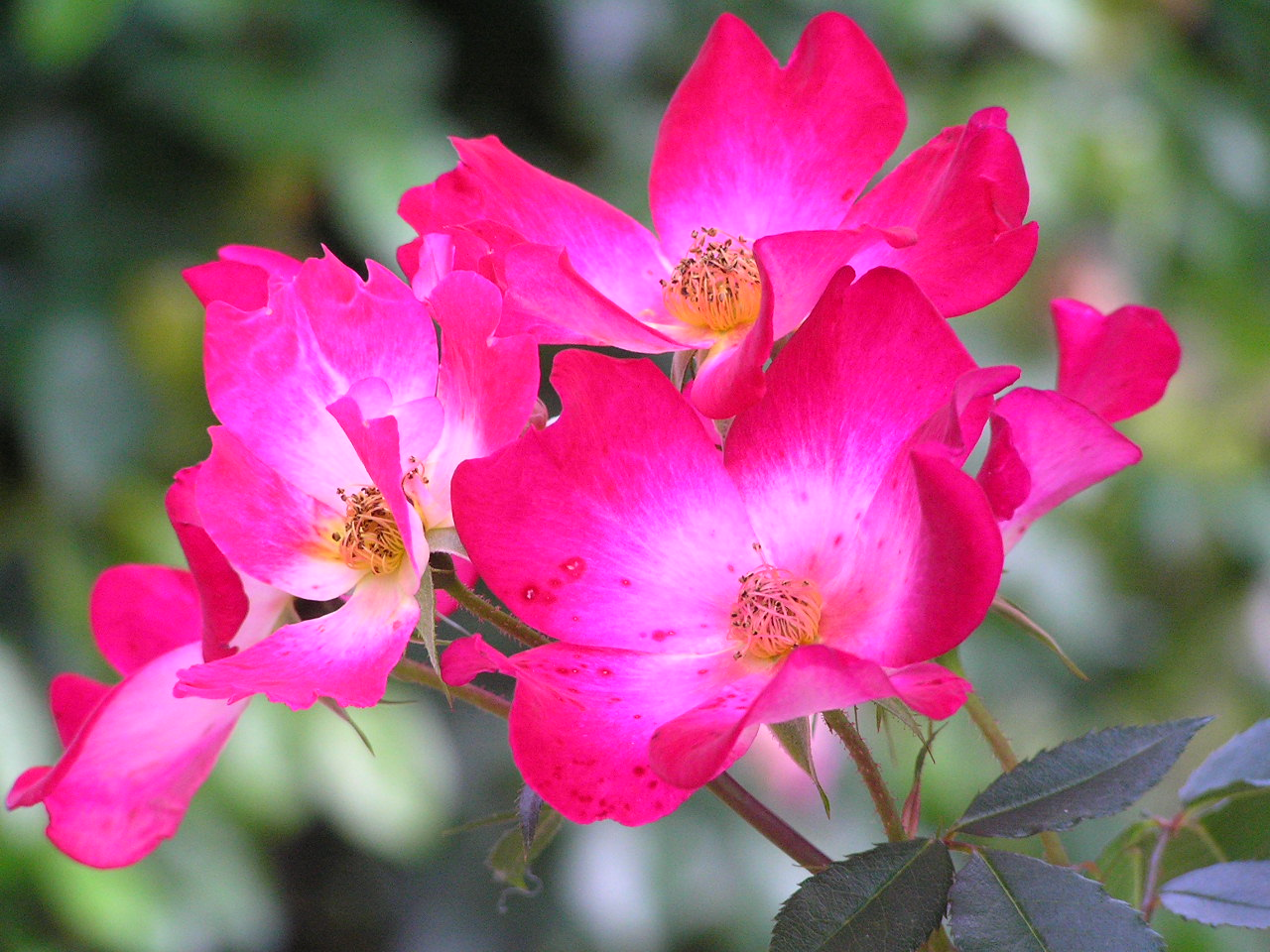
コクテール（カクテル）(CL) 一重咲き。
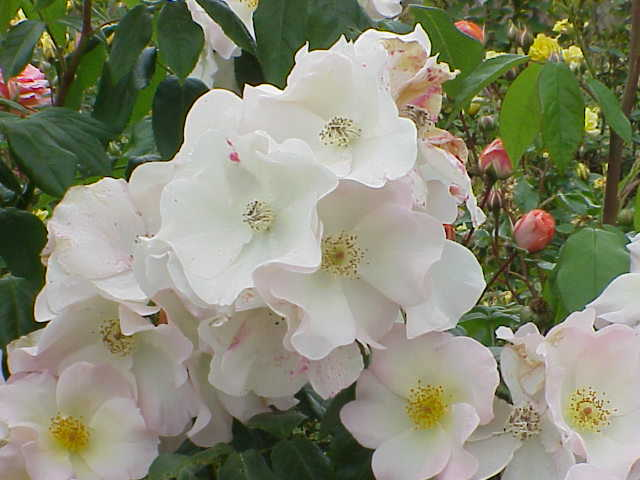
つるバラサリー・ホルムズ(CL) 原種を親に持つ、一重咲き。

- 一重咲き
- 半八重咲き
- 八重咲き

### 花型による分類

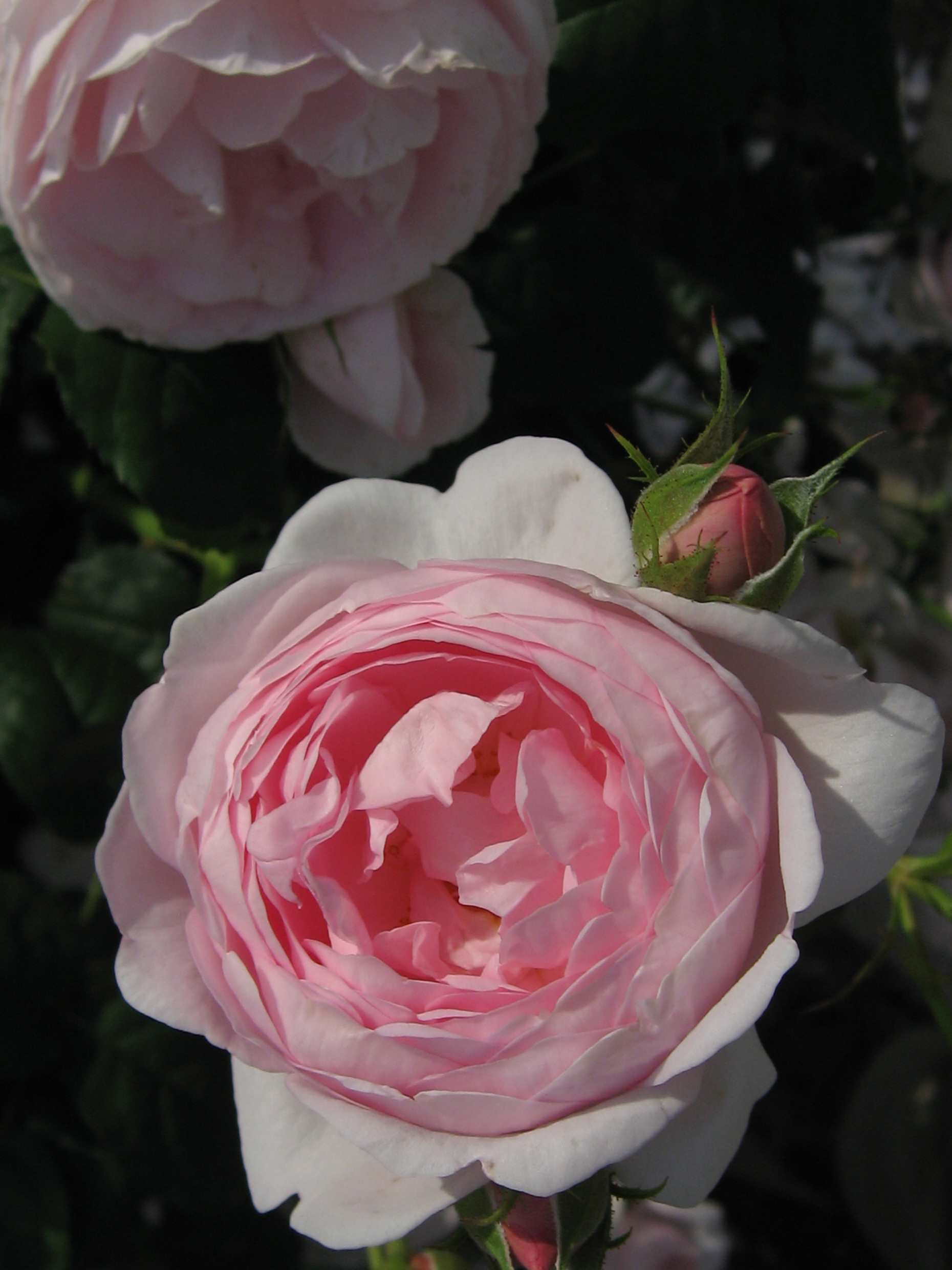
セプタード・アイル(ER) カップ咲き。
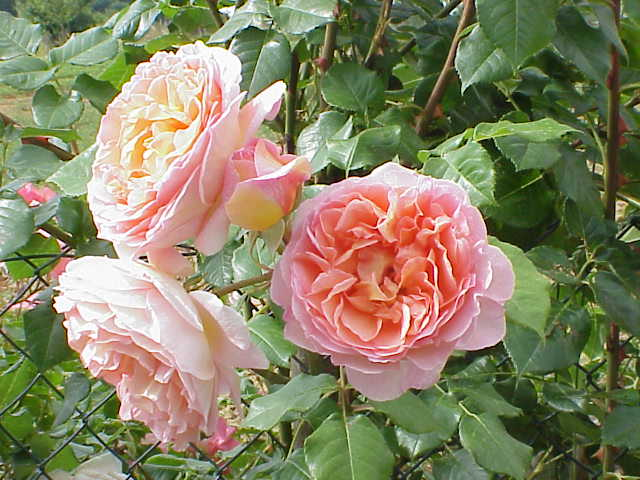
アブラハム・ダービー(ER) ロゼット咲き。

- 平咲き
- カップ咲き
- ロゼット咲き
- クオーター咲き
- ポンポン咲き
- 剣弁高芯咲き
- 半剣弁高芯咲き
- 丸弁抱え咲き

### 花期による分類
- 一季咲き
- 返り咲き
- 繰り返し咲き
- 四季咲き

### 樹形による分類
- 木立性 (ブッシュ)
- 半つる性 (シュラブ)
- つる性 (クライミング)

その他、小型つる性 (ショートクライマー)、大型つる性 (ロングクライマー)、枝垂れ状 (ランブラー)、匍匐性 (グラウンドカバー)など細かく分類される場合がある。

## 用途

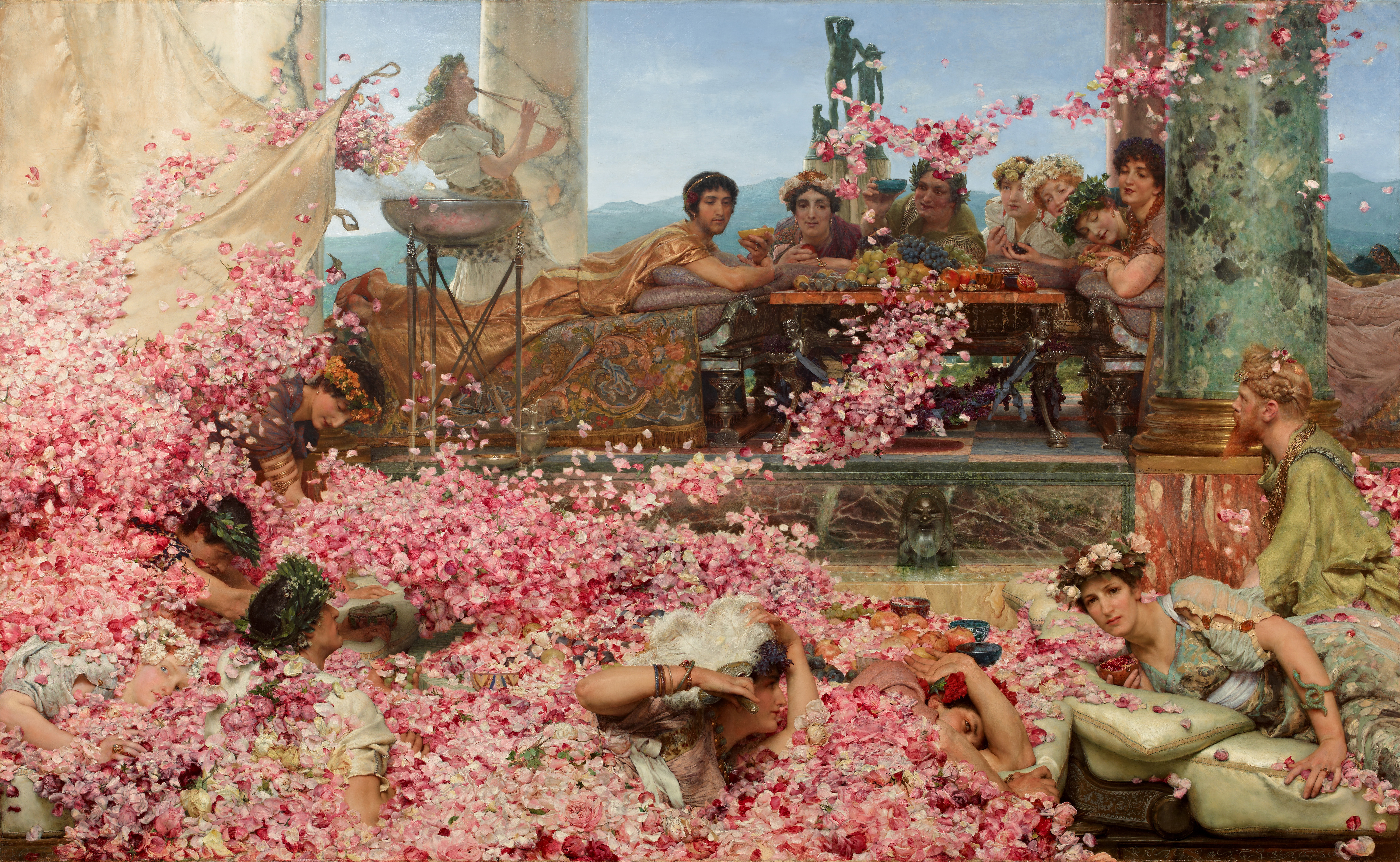
退廃のローマ皇帝として有名なヘリオガバルスは天井から客人に大量の薔薇を落として楽しんだという逸話で知られる

花を鑑賞するため栽培されることが圧倒的に多いが、他にもダマスクローズ（Damask rose）の花弁から精油を抽出した「ローズオイル（Rose oil）」は、香水の原料やアロマセラピーに用いられる。
花弁を蒸留すると香水となるバラ油（ローズオイル）と副産物の液体「ローズウォーター（rose water）」が得られる。
ローズウォーター
ローズウォーターは、中東やインドなどでデザートの香りづけ に用いられるほか、化粧水としても利用される。宗教施設の清掃、中世においては医薬品・点眼薬ともされた。
食用としては、農薬のかかっていない花弁をエディブル・フラワーとして生食したり、花弁をジャムや砂糖漬けに加工したり、乾燥させてハーブティーとして飲用し香りを楽しむ。また、乾燥した花弁をガラムマサラに調合したり、ペルシャ料理では薬味として用いる。
またバラの実である「ローズヒップ」は、ビタミンCを多量に含み強い酸味がある。花弁と同様に、ローズヒップオイルやローズヒップティーとして利用される。

## 栽培の歴史

### 西洋
バラは古代ギリシャから栽培されており、イスラム教徒によりイベリア半島に持ち込まれ、ヨーロッパ中心部まで伝わったとされている。
バラが人類の歴史に登場するのは古代バビロニアの『ギルガメシュ叙事詩』である。この詩の中には、バラの棘について触れた箇所がある。
紀元前1500年頃の古代オリエントの地では約4種の野生バラがあり、ここから交雑によっていくつかの品種が誕生したといわれている。バラはギリシャ時代を経て古代ローマへと伝播し、ヨーロッパの文化に定着することとなる。
古代ギリシア・ローマでは、バラは愛の女神アプロディテもしくはウェヌス（ヴィーナス）と関係づけられた。女神フローラ（クローリス）が、美しいニンフの亡骸に不死の花に変えようと考え、神々が恩恵を与えてバラに変えたという伝説が残っている。また香りを愛好され、香油も作られた。プトレマイオス朝エジプトの女王クレオパトラはバラを愛好し、ユリウス・カエサルを歓待したときもふんだんにバラの花や香油を使用したと伝えられている。
ローマにおいてもバラの香油は愛好され、北アフリカや中近東の属州で盛んにバラの栽培が行われた。クレオパトラと同様にバラを愛した人物に、暴君として知られる第5代ローマ皇帝ネロがいる。彼がお気に入りの貴族たちを招いて開いた宴会では、庭園の池にバラが浮かべられ、バラ水が噴き出す噴水があり、部屋はバラで飾られ、皇帝が合図をすると天井からバラが降り注ぎ、料理にもバラの花が使われていたと伝えられる。
イスラム世界では、白バラはムハンマドを表し、赤バラが唯一神アッラーを表すとされた。また、香油などが生産され愛好された。『千夜一夜物語』などやウマル・ハイヤームの『ルバイヤート』にもバラについての記述がある。イランの古典文学にも、数多くのエピソードが残っている。
中世ヨーロッパではバラの美しさや芳香が「人々を惑わすもの」としてキリスト教会によってタブーとされ、修道院で薬草として栽培されるにとどまった。
十字軍以降、中近東のバラがヨーロッパに紹介され、ルネサンスの頃には再び人々の愛好の対象になった。イタリアのボッティチェッリの傑作「ヴィーナスの誕生」においてもバラが描かれ、美の象徴とされているほか、ダンテの『神曲』天国篇にも天上に聖人や天使の集う純白の「天上の薔薇」として登場する。またカトリック教会は聖母マリアの雅称として「奇しきばらの花」（Rosa Mystica）と呼ぶようになる。イギリス、オランダでは、16世末にオーストリアから輸入されたことから、ブライアー・ローズと呼ばれる。

#### 白バラの別称
15世紀にその存在が知られていて白バラ、アルバ・マキシマは、王位を巡り英国のランカスター家とヨーク家の間で勃発した薔薇戦争（1455-1485）で、ヨーク家の象徴である”白バラ”と同一視されたことから、ホワイト・ローズ・オブ・ヨーク（White Rose of York）とも呼ばれる。
16世紀のスコットランド女王メアリー・ステュワートは、狩人に白銀のバラを与えた。白バラとステュアート家の結びつきはこのとき始まる。ステュアート王朝はその後失権するが、17世紀にステュアート王朝の復位を目指してスコットランドで起こったジャコバイトによる叛乱の際、白バラがシンボルとされた。このことから、ジャコバイト・ローズ（Jacobite Rose）と呼ばれることもあり、歴史に彩られた数多くの別称を持っている。

#### バラの母ジョゼフィーヌ皇后
ナポレオン・ボナパルトの皇后ジョゼフィーヌはバラを愛好し、夫が戦争をしている間も、敵国とバラに関する情報交換や原種の蒐集をしていた。ヨーロッパのみならず日本や中国など、世界中からバラを取り寄せマルメゾン城に植栽させる一方、ルドゥーテに「バラ図譜」を描かせた。
このころにはアンドレ・デュポンによる人為交配（人工授粉）による育種の技術が確立された。ナポレオン失脚後、またジョゼフィーヌ没後も彼女の造営したバラ園では原種の蒐集、品種改良が行われ、19世紀半ばにはバラの品種数は3千種を超え、これが観賞植物としての現在のバラの基礎となった。

#### モダンローズの誕生

##### ハイブリッド・ティー（HT）系の誕生
1867年にフランスのギョーがハイブリッド・パーペチュアル系の「マダム・ビクトル・ベルディエ」を母にティー系の「マダム・ブラビー」を交配して「ラ・フランス」を作出し、これがモダンローズの第1号となり、品種改良が一層進むことになった。「ラ・フランス」が冬を除けば一年中花を咲かせる性質は「四季咲き性」といわれ、画期的なものであった。
英国のベネットはこれに追随し、ティー系「デボニエンシス」とハイブリッド・パーペチュアル系「ビクトール・ベルディエ」を交配し、「レディ・マリー・フィッツウィリアム」を1882年に作り出し、これを新しいバラの系統として「ハイブリッド・ティー」系と命名した。ベネットの新品種は整った花容から、交配の親として広く利用されていった。

##### 黄色いバラの誕生
当時のハイブリッド・ティー系には純粋な黄色の花はなかった。そこで、黄色のハイブリッド・ティー系の品種を作り出すことが課題とされた。1900年にフランスのジョセフ・ペルネ＝デュシェ (Joseph Pernet-Ducher) が「アントワーヌ・デュシェ」の実生に原種の「ロサ・フェティダ（オーストリアン・イエロー）」をかけあわせて「ソレイユ・ドール」を作出、黄バラ第1号となった。しかし「ソレイユ・ドール」は「四季咲き性」がないので、一層の改良が加えられ、1907年には四季咲き性の「リヨン・ローズ」、さらに1920年には完全な黄色のバラ「スブニール・ド・クロージュ」を完成させた。ドイツのコルデスは「スブニール・ド・クロージュ」の子の「ジュリアン・ポタン」から1933年に「ゲハイムラート・ドイスゲルヒ（ゴールデン・ラピチュア）」を作出した。これが今の黄色のバラの親である。

##### 欧米での品種改良の進展
コルデスは黄色のみならず、赤バラの改良にも尽力した。1935年に「クリムゾン・グローリー」を作り出し、これが後世の赤バラの品種改良に広く利用されることになる。英国では1912年に「オフェリア」を発表、花容、芳香に優れるだけでなく実をつけ易いことから、多くの品種の親になる。このようなヨーロッパでの品種改良は、第二次世界大戦で中断する。品種改良の中心は、戦火に見舞われないアメリカ合衆国に移る。1940年にラマーツが「クリムゾン・グローリー」から「シャーロット・アームストロング」を作り出し、フランスのメイアンの「マダム・アントワーヌ・メイアン」がアメリカで「ピース」と名づけられ、1945年に売り出された。「ピース」は大きな花をつけることから「巨大輪」と呼ばれ、品種改良に利用されるとともに、戦後のバラの流行を作り出すことになる。

##### フロリバンダ系（FL）の誕生
デンマークのポールセン兄弟が従来ある「ドワーフ・ポリアンサ系」の花を大きくし、北ヨーロッパの寒さに耐えられる品種を作出しようとしていた。1911年にポリアンサ系の「マダム・ノババード・レババースル」とランブラー系の「ドロシー・パーキンス」をかけ合わせ「エレン・ポールセン」を作り出し、続く1924年にはポリアンサ系の「オルレアンローズ」とハイブリッド・ティー系「レッドスター」の交配で「エルゼポールセン」「キルステンポールセン」などを出し、「ハイブリッド・ポリアンサ系」と命名された。
これを受けて、アメリカのブーナーなどが改良を続け、この系統は「フロリバンダ系」と命名された。さらにドイツのコルデスが1940年に「ピノキオ」を発表した。ブーナーがこれに追随して「レッド・ピノキオ」「ラベンダー・ピノキオ」を発表し、これがフロリバンダ系の完成と言われる。
その後、フロリバンダ系の改良は色の多様性を求めることに重点がおかれ、1944年にはドイツのタンタウが「フロラドラ」、1949年ブーナーが「マスケラード」を、1951年にコルデスが「インデペンデンス」を作出した。「フロリバンダ系」は新しい系統であるが、切り花ではスプレーバラとして利用されるため、多くの品種が作り出されることとなった、またハイブリッド・ティーとの交配も試みられ、ますます多様性を強めている。

#### 青いバラへの挑戦
青い色素を持つ原種バラは発見されておらず、交配育種法では完全に青いバラの作出は不可能とされてきた。いくつかの品種は「青バラ」と呼ばれるが、それらは主に赤バラから赤い色素を抜くことで紫や藤色といった青系色にしたものである。
しかし、純粋な青さを湛えたバラを作り出すことは、青いチューリップと同様に世界中の育種家の夢であり、各国で品種改良競争が行われた。オールド・ローズでは「カーディナル・ド・リシュリュー」が青バラとして知られていた。1957年、アメリカのフィッシャーが「スターリング・シルバー」を出し青バラの決定版とされた。しかし、その後も品種改良がなされ、1957年にはタンタウが一層青い「ブルームーン」を、コルデスが1964年に「ケルナーカーニバル」、1974年にフランスのメイアンが「シャルル・ド・ゴール」を発表した。日本でも青いバラに対する挑戦は盛んで、今日までに数多くの品種が生み出され、世界でも注目を浴びている。2008年現在、一般的な交配による品種改良では、岐阜県の河本バラ園が2002年に発表した「ブルーヘブン」、アマチュア育成家である小林森治が1992年に発表した「青龍」や2006年に発表した「ターンブルー」等が、青に近い品種として知られている。
一方、サントリーの福井祐子らの研究により、バラ独自の青い色素が発見され、「ロザシアニン」(Rosacyanin) と命名された。しかし、この色素を持つ「青龍」は花粉をほとんど出さないために、交配親としては不向きとされており、遺伝子操作に頼らない青バラへの道は依然険しく長いままではある。

### 中国
中国の唐の末期の詩人高駢（821年-887年）の七言絶句『山亭夏日』には薔薇（しょうび）としてバラが詠まれている。『和漢古典植物名精解』によると「牆薇 (墻薇・薔薇)」という表記の起源について考察がある。
中国の庭園で伝統的に栽培されたバラは8種である。18世紀に中国を旅したヨーロッパ人が中国庭園で見たバラは、灌木性で四季咲き、多くは重弁の品種群であった。特に華中地域では優れたバラ類が庭園に栽培されており、ヨーロッパにも持ち込まれた。
カール・フォン・リンネは1753年、ロサ・インディカ（R. indica) について年報『植物の種』Species Plantarum に掲載した。またジャカンは1768年、ロサ・キネンシス（R. chinensis) について植物誌『Observationum Botanicarum Pars III』に記載した。これらは赤花の園芸品種であったが、近縁の品種であったと考えられている。中国のバラはヨーロッパに先んじて日本へも伝来した。

### 日本

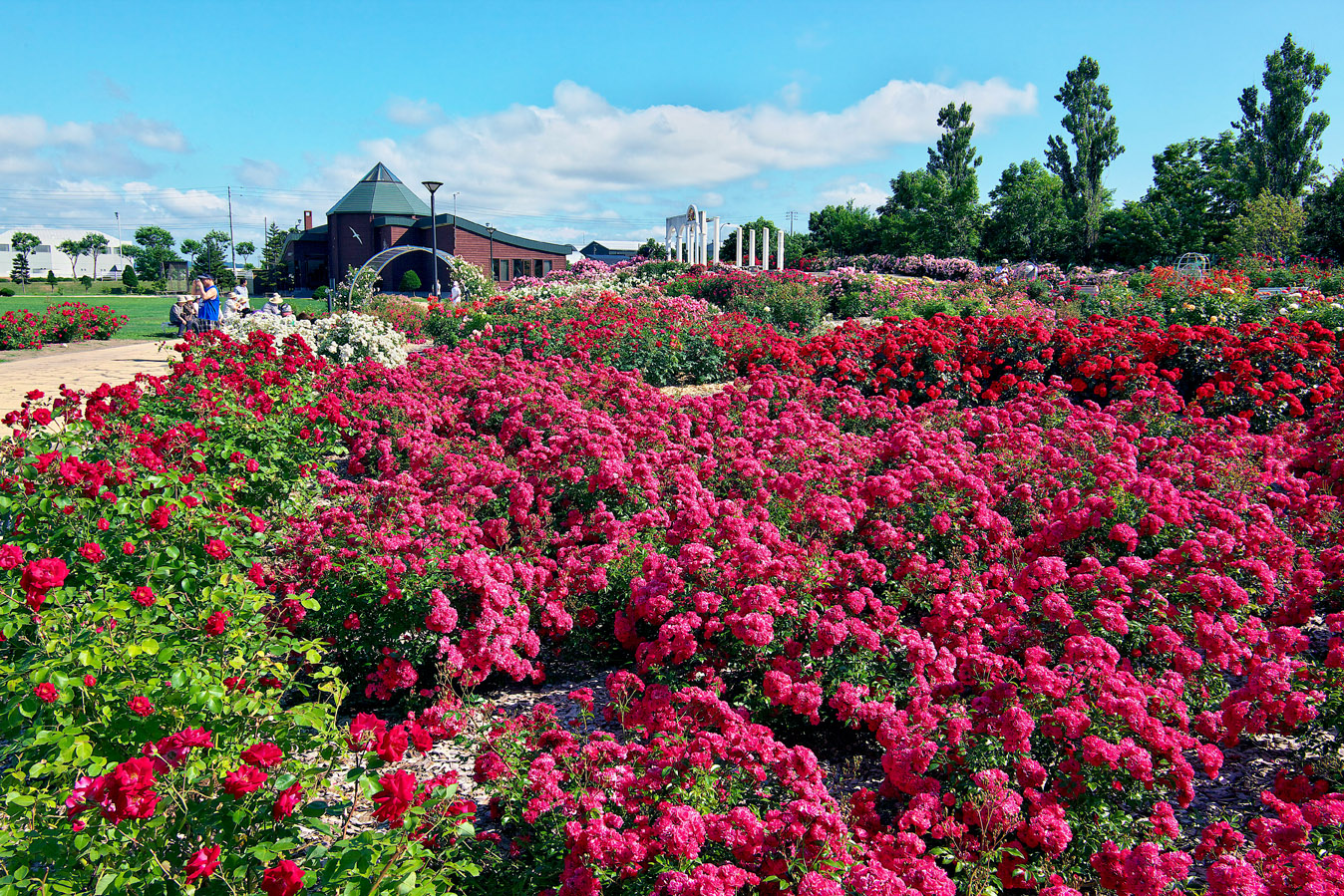
はぼろバラ園
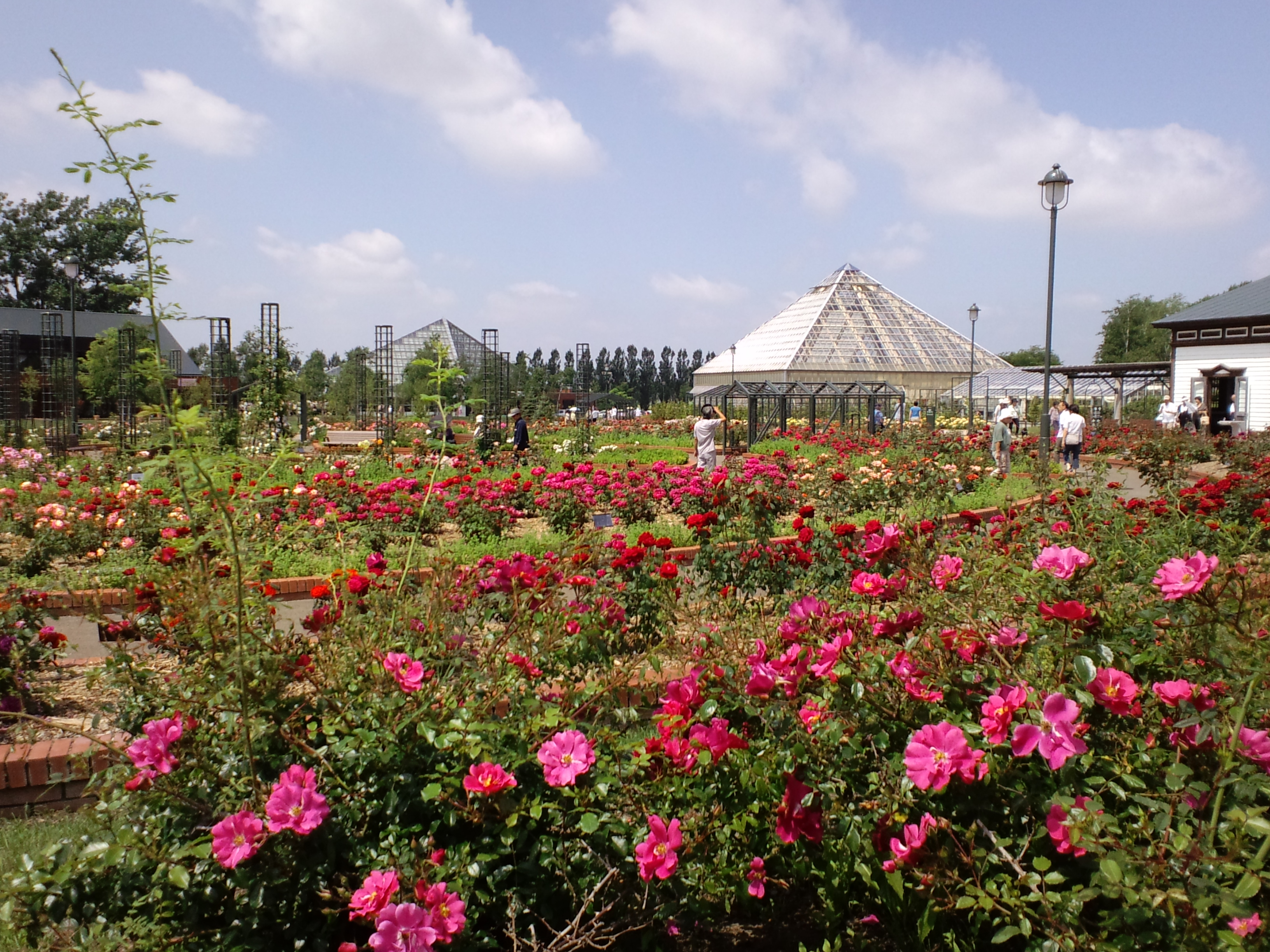
いわみざわ公園バラ園
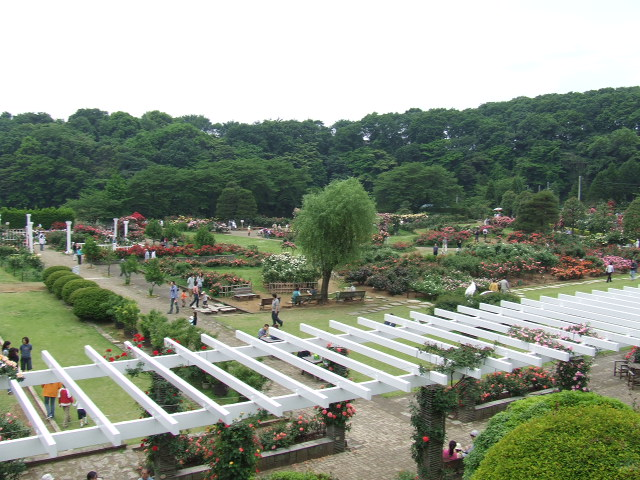
生田緑地ばら苑
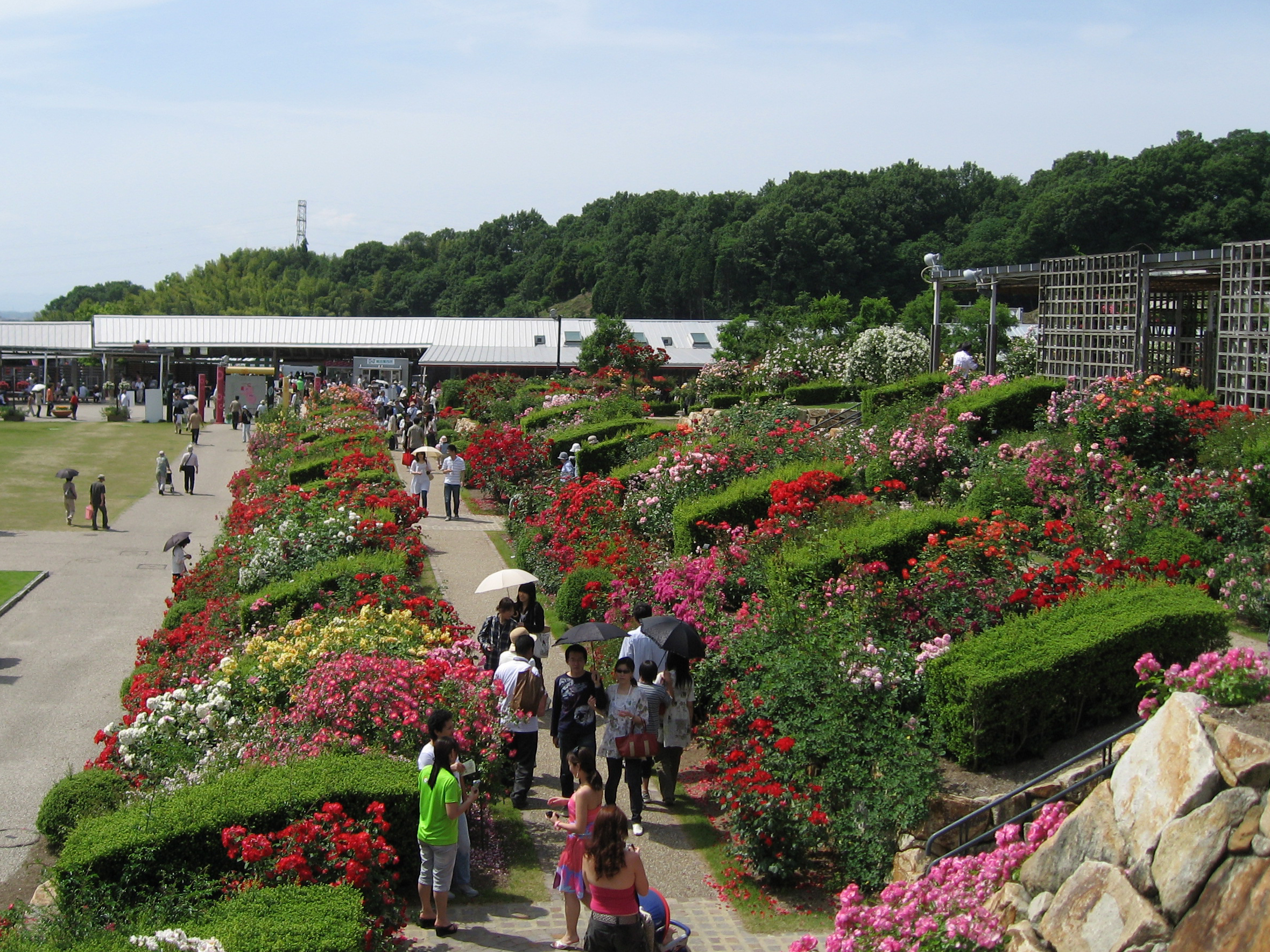
ぎふワールド・ローズガーデン
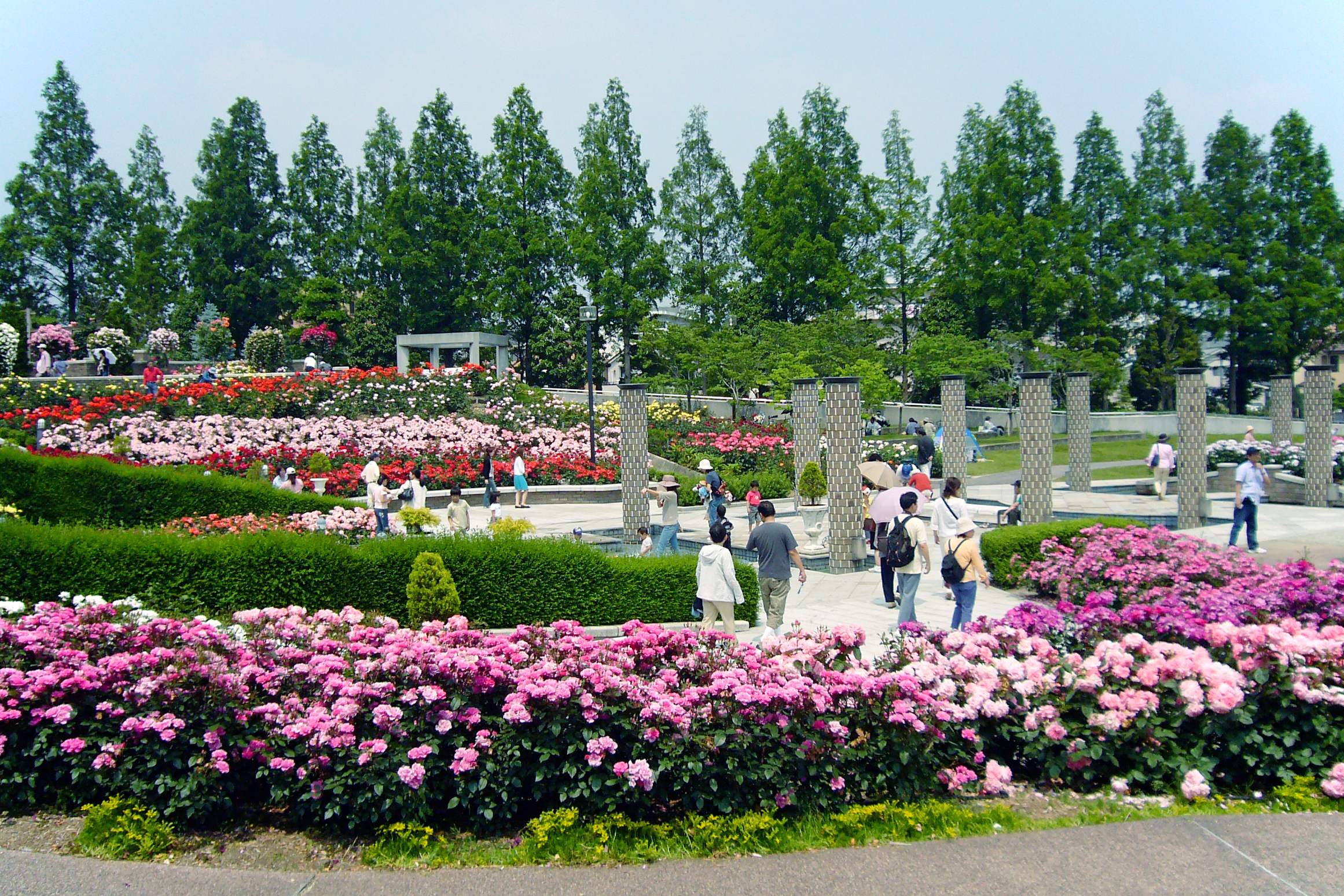
荒牧バラ公園
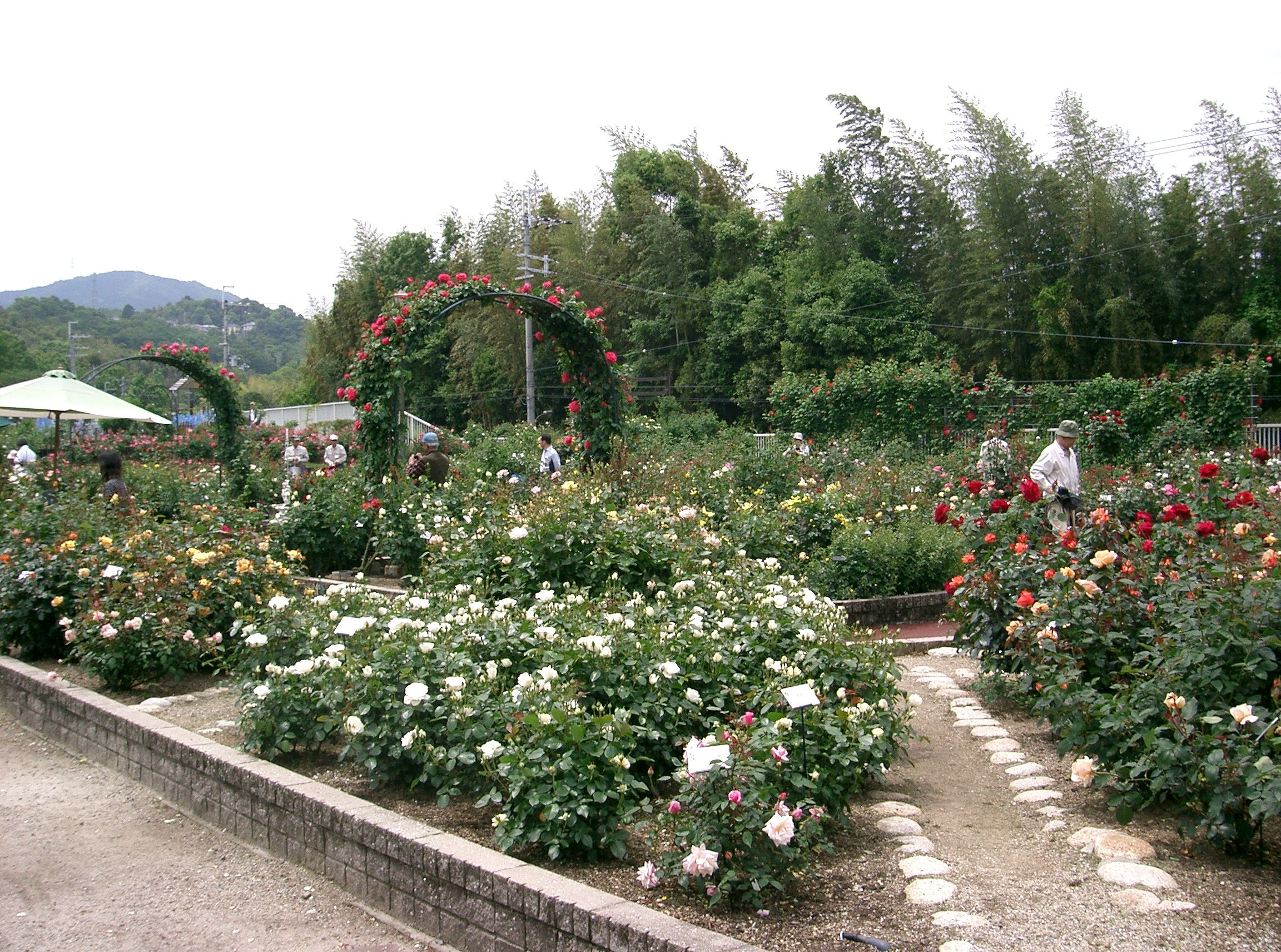
大阪府立花の文化園

#### 近代以前
日本はバラの自生地として世界的に知られており、品種改良に使用された原種のうち3種類（ノイバラ、テリハノイバラ、ハマナス）は日本原産である。ノイバラの果実は利尿作用があるなど薬用として利用された。
古くバラは「うまら」「うばら」と呼ばれ、『万葉集』にも「みちのへの茨（うまら）の末（うれ）に延（ほ）ほ豆のからまる君をはかれか行かむ」という歌がある。『常陸国風土記』の茨城郡条には、「穴に住み人をおびやかす土賊の佐伯を滅ぼすために、イバラを穴に仕掛け、追い込んでイバラに身をかけさせた」とある。常陸国にはこの故事にちなむ茨城（うばらき）という地名があり、茨城県の県名の由来ともなっている。
また、中国で栽培されていたバラもその多くは江戸時代までに日本に渡来している。江戸時代には身分・職業を問わず園芸が流行したが、中国原産のバラであるモッコウバラ、コウシンバラなどが園芸品種として栽培されていた。江戸時代に日本を訪れたドイツ人ケンペルも「日本でバラが栽培されている」ことを記録している。また与謝蕪村が「愁いつつ岡にのぼれば花いばら」の句を残している。

#### 明治以後
このように日本人にゆかりのある植物であるが、バラが日本でも愛好されるようになるのは明治以降である。
明治維新を迎えると、明治政府は「ラ・フランス（和名：天地開) 」を農業試験用の植物として取り寄せ、青山官制農園（現：東京大学農学部）で栽培させた。香りを嗅ごうと見物客がしばしば訪れたので、株には金網の柵がかけられたという。
その後、バラが接ぎ木で増やせることから、優秀な接ぎ木職人のいる東京郊外の埼玉県川口市安行や、京阪神郊外の兵庫県宝塚市山本で栽培が行われるようになった。バラは皇族、華族、高級官僚といったパトロンを得て、日本でも徐々に愛好され始め、生産量も増え始めた。
大正から昭和の頃に普及し、宮沢賢治が「グリュース・アン・テプリッツ（和名：日光) 」を愛し、北原白秋の詩にもバラが登場するなど、日本文学においてバラが題材とされることも増えた。
しかし第二次世界大戦下では、日本でもバラなどの花卉より野菜などの栽培が優先され、生産は一旦停滞した。

#### 戦後
戦後すぐの1948年には東京・銀座でバラの展示会が開かれた。さらに1949年には神奈川県横浜市でバラの展示会が開かれ、そのときにはアメリカから花を空輸して展示用の花が揃えられた。鳩山一郎や吉田茂などのバラ愛好家は戦後日本でのバラの普及に貢献した。高度経済成長の波に乗って日本でもバラは普及し、農業試験場を中心に品種改良が行われるようになった。また戦後進められたインフラ整備の一環として、公立・私立の植物園や公園等が全国各地に設置され、その中にはバラ園で知られる施設もある。
戦後個人栽培家が増えると、ハイブリッドティーの花の出来栄えを競うコンテストが盛んに行われた。これは菊の品評会と同様に栽培技術を競うもので、栽培技術の向上につながった。バラは切り花としても普及し、日本においても花卉としてバラはキク、カーネーションと並ぶ生産高があり、ハウス栽培で年中市場に供給されている。近年は一般家庭でもガーデニングが流行し、オールドローズなどが植栽素材として再び注目を集め、多くの人に愛好されるようになった。

##### 大手私鉄の参入
1950年代には、大手私鉄各社が沿線開発の一環としてバラ園の造営を行うようになり、各地にバラ園が開園された。
京阪電気鉄道は戦前から大阪府枚方市で菊人形の展示などを行っていたが、秋の風物である菊に対し、春の風物としてバラ園を開園し集客を図ることとした。同社は「東洋一のバラ園」の造園を企画し、当時は日本人でただ一人の英国園芸協会会員で、バラの導入や品種改良で実績のあった岡本勘治郎をバラ園造営の監督に迎えた。1955年に京阪ひらかた園芸企画（現：京阪園芸）を設立、同年12月23日にひらかたパーク内に「ひらかた大バラ園」を開園した。現在は「ひらかたパーク・ローズガーデン」の名称で営業している。
関東でも同時期に、京成電鉄が戦前から千葉県習志野市で直営していた遊園地「谷津遊園」内に、1957年にバラ園を開園。谷津遊園でも秋には菊人形展が行われていた。1959年には京成バラ園芸を設立するとともに、千葉県八千代市に「京成バラ園」を開園した。谷津遊園の閉鎖後もバラ園は習志野市営「谷津バラ園」として残されている。
続いて小田急電鉄の直営遊園地「向ヶ丘遊園」にも1958年に「ばら苑」が開園。向ヶ丘遊園の閉鎖後は川崎市により「生田緑地ばら苑」として保全されている。また東京都調布市にあった京王帝都電鉄の直営遊園地「京王遊園」に1952年に開園した東京菖蒲園（のち京王百花苑）は1997年に「京王フローラルガーデンANGE」としてリニューアルされ「ローズガーデン」が設置された（2021年閉鎖）。
大手私鉄系園芸・造園会社の中でも、とりわけ京阪園芸と京成バラ園芸の2社は、沿線観光施設としてバラ園を運営するだけでなく、バラの育種も手がけ新品種を多数作出している。このように農業試験場や種苗会社だけでなく、鉄道事業者がバラの育種を牽引している点は日本の特徴である。

#### バラ生産
- 鹿屋市 - 鹿児島県の都市。「ばらのまち」として丘陵地にバラ園を設置しており、西日本一の規模を誇る。
- 静岡県静岡市清水区 - （旧・清水市、日本一のバラの生産量を誇る）
- 岐阜県揖斐郡大野町 - （日本一のバラの苗木生産量を誇る）

## バラ園
バラ園はバラを育てて展示鑑賞するための庭園。
日本のバラ園は以下を参照。

### 日本
- はぼろバラ園
- いわみざわ公園バラ園
- 生田緑地ばら苑
- ぎふワールド・ローズガーデン
- 荒牧バラ公園
- 大阪府立花の文化園

#### 北海道
- はぼろバラ園（北海道苫前郡羽幌町） - 日本最北のバラ園。300種、約2000株を栽培。
- いわみざわ公園バラ園 （北海道岩見沢市） - 約4haの敷地にオリジナル品種のスカーレット・イワミザワをはじめ、国内流通の極めて少ないカウンティー・オブ・チェシャー、バラの原種にあたるハマナス[注 4]など計490種、国内第7位の約8600株[注 5]を栽培（入園無料の施設で最大[いつ?]）。
- ゆにガーデン ローズガーデン（北海道夕張郡由仁町）
- ローズガーデンちっぷべつ（北海道雨竜郡秩父別町）
- 旧イギリス領事館庭園 バラ園（北海道函館市元町）
- 銀河庭園小さなバラの村（北海道恵庭市牧場）
- 十勝千年の森ローズ・ガーデン（北海道上川郡清水町）
- 雪印種苗バラ見本園（北海道札幌市厚別区）
- 大通り公園バラ園（北海道札幌市中央区）
- 白い恋人パーク ローズガーデン（北海道札幌市）
- 北海道大学植物園 バラ園（北海道札幌市中央区）

#### 東北
- ニッカウヰスキー弘前工場 バラ園（青森県弘前市栄町）
- 弘前城植物園 バラ園（青森県弘前市）
- 東八甲田ローズカントリー（青森県上北郡七戸町）
- 高松公園 バラ園（岩手県盛岡市高松）
- 花巻温泉バラ園（岩手県花巻市湯本）
- サンテミリオン バラ園（岩手県紫波郡紫波町）
- 盛岡城址公園 バラ園（岩手県盛岡市内丸）
- 滝沢総合公園 バラ園（岩手県滝沢市）
- 仙台市農業園芸センター バラ園（宮城県仙台市若林区）
- やくらいガーデン ローズガーデン（宮城県加美郡加美町）
- フロム蔵王アイランド バラ園（宮城県白石市福岡深谷）
- 蔵王酪農センター バラ園（宮城県刈田郡蔵王町）
- 泉ボタニカルガーデン バラ園（宮城県仙台市泉区）
- 東北電力女川原発PRセンター バラ園（宮城県牡鹿郡女川町）
- ハナトピア岩沼 バラ園（宮城県岩沼市三色吉）
- 円通院（宮城県宮城郡松島町） - 通称「バラ寺」。バラ園もある。
- 双葉ばら園（福島県双葉郡双葉町） - 700種、日本第8位の約7500株を栽培。
- 白河バラ園（福島県白河市郭内）
- 開成山公園 バラ園（福島県郡山市）
- 四季の里緑水苑 バラ園（福島県郡山市）
- コリーナ バラ園（福島県いわき市川部町）
- 梨園ローズロード（福島県福島市下野寺）
- 石田ローズガーデン（元は石田博英宅の庭園、秋田県大館市）
- 秋田県立農業科学館 バラ園（秋田県大仙市内小友）
- 日本国花苑 バラ園（秋田県南秋田郡井川町）
- 横手ばら園（秋田県横手市城山町）
- あつみ温泉ばら園（山形県鶴岡市湯温海）
- 双松バラ園（山形県南陽市宮内）
- 坂元ローズガーデン（山形県山形市）
- 東沢バラ公園（山形県村山市） - 750種、日本第4位の約2万株を栽培。

#### 関東（東京を除く）
- 茨城県フラワーパーク バラ園 （茨城県石岡市） - 500品種、日本第3位の約3万株を有する。
- 国営ひたち海浜公園 バラ園（茨城県ひたちなか市）
- 茨城県植物園 バラ園（茨城県那珂市）
- ローズガーデン坂野（茨城県常総市大生郷町）
- 神生バラ園（茨城県石岡市）
- 井頭公園 バラ園（栃木県真岡市）
- あしかがフラワーパーク ばらの咲く島（栃木県足利市迫間町）
- とちぎ花センター バラ園（栃木県下都賀郡岩舟町）
- 那須フラワーワールド バラ園（栃木県那須郡那須町）
- 玉村町北部公園 バラ園（群馬県佐波郡玉村町）
- 安中総合学園高等学校 バラ園（群馬県安中市）
- 赤城ローズ&ベリーガーデン バラ園（群馬県前橋市金丸町）
- アンディ&ウイリアムスボタニックガーデン バラ園（群馬県太田市新田市野井町）
- 松井田バラ園（群馬県安中市松井田町）
- 東武トレジャーガーデン ローズガーデン（群馬県館林市堀工町）
- 赤城高原牧場クローネンベルク バラ園（群馬県前橋市苗ヶ島町）
- ぐんまフラワーパーク バラ園（群馬県前橋市）
- 敷島公園ばら園（群馬県前橋市）
- 群馬県立高崎高等学校 バラ園
- 川口市立グリーンセンター バラ園（埼玉県川口市）
- 道の駅めぬま（めぬまアグリパーク） バラ園（埼玉県熊谷市）
- 花園フォレスト ローズガーデン（埼玉県深谷市小前田）
- 花久の里 バラ園（埼玉県鴻巣市関新田）
- 埼玉スタジアムバラ園（埼玉県さいたま市緑区）
- 滝ノ入ローズガーデン（埼玉県入間郡毛呂山町）
- 智光山公園バラ園（狭山市都市緑化植物園）（埼玉県狭山市）
- 平成の森公園 バラ園（埼玉県比企郡川島町） - 全長340.5 mの日本一長い「バラのトンネル」がある[30]。
- 与野公園 バラ園（埼玉県さいたま市中央区）
- 伊奈町制施行記念公園 バラ園（埼玉県北足立郡伊奈町） - 埼玉県内最大規模[31]の300種4800株を有する[32]。
- 京成バラ園ローズガーデン（千葉県八千代市） - 700品種、日本第9位の約7000株を栽培。
- 谷津バラ園（千葉県習志野市） - 旧・谷津遊園。
- 佐倉草ぶえの丘バラ園（千葉県佐倉市）
- ドリプレ・ローズガーデン（千葉県君津市大野台）
- レイクウッズガーデン バラ園（千葉県茂原市上永吉）
- 柏の葉公園 バラ園（千葉県柏市柏の葉）
- 広尾防災公園 バラ園（千葉県市川市広尾）
- 市川市動植物園 バラ園（千葉県市川市大町）
- 式場病院 バラ園（千葉県市川市国府台）
- 清水公園花ファンタジア バラ園（千葉県野田市清水）
- 千葉市花の美術館 バラ園（千葉県千葉市美浜区）
- 千葉市中田都市農業交流センター 野バラ園（千葉県千葉市若葉区）
- 千葉市都市緑化植物園 バラ園（千葉市中央区）
- 東京ドイツ村ローズガーデン（千葉県袖ケ浦市）
- 南行徳公園 バラ園（千葉県市川市相之川）
- 里見公園 バラ園（千葉県市川市国府台）
- 須和田公園 バラ園
- 古石場川親水公園 バラ園
- 生田緑地内ばら苑（旧向ヶ丘遊園内）（神奈川県川崎市多摩区）
- 港の見える丘公園ローズガーデン （神奈川県横浜市中区）
- ヴェルニー公園 バラ園 （神奈川県横須賀市）
- タカナシ乳業 バラ園（神奈川県横浜市旭区）
- のむぎ地域教育文化センター 平和のバラ園（神奈川県横浜市青葉区）
- バラの里おぎの聖地公園（神奈川県厚木市上荻野）
- 横浜イングリッシュガーデン（神奈川県横浜市西区）
- 横浜市こども植物園 バラ園（神奈川県横浜市保土ケ谷区）
- 横浜八景島 バラ園（神奈川県横浜市金沢区）
- 花菜ガーデン バラ園（神奈川県平塚市寺田縄）
- 鎌倉文学館 バラ園（神奈川県鎌倉市長谷）
- 強羅公園バラ園 「ローズガーデン」（神奈川県足柄下郡箱根町）
- 栗の里ローズガーデン（神奈川県厚木市山際）
- あいかわ公園 バラ園（神奈川愛甲郡愛川町）
- 光綾公園 バラ園（神奈川県綾瀬市深谷）
- 江の島サムエル・コッキング苑 バラ園（神奈川県藤沢市江の島）
- 山下公園 バラ園（神奈川県横浜市中区）
- 山手資料館 バラ園（神奈川県横浜市中区）
- 港の見える丘公園 イングリッシュガーデン (神奈川県横浜市中区)
- 小田急山のホテル バラ園（神奈川県足柄下郡箱根町）
- 小田原フラワーガーデン バラ園（神奈川県小田原市久野）
- 城山公園 バラ園（神奈川県綾瀬市早川城山）
- 神奈川県立フラワーセンター大船植物園 バラ園（神奈川県鎌倉市岡本1018）
- 相模原北公園 バラ園（神奈川県相模原市下九沢）
- 相模川ローズガーデン（神奈川県厚木市厚木）
- 大庭城址公園 バラ園（神奈川県藤沢市大庭）
- 長久保公園都市緑化植物園 バラ園（神奈川県藤沢市辻堂太平台）
- 都筑中央公園 バラ園（神奈川県横浜市都筑区）
- 日本フルハーフ厚木工場のバラ園（神奈川県厚木市上依知上ノ原）
- 日本大学生物資源科学部付属農場バラ園（神奈川県藤沢市亀井野）
- 平塚市総合公園 バラ園（神奈川県平塚市大原）
- 野毛山公園 バラ園（神奈川横浜市西区）

#### 東京
- 駒場・バラの小径（東京都目黒区）
- 駒場バラ園（東京都目黒区）- 明治44年開園。駒場にある。
- 神代植物公園 バラ園（東京都調布市）
- アークヒルズ ローズガーデン（東京都港区）
- ファンケル銀座スクエア ローズガーデン（東京都中央区）
- ベルモント公園 バラ園（東京都足立区）
- ロザリアン八王子バラ園（個人庭園）（東京都八王子市丹木町）
- 奥戸フラワーパーク バラ園（東京都葛飾区）
- 砧公園 バラ園（東京都世田谷区）
- 京王フローラルガーデン アンジェ バラ園（東京都調布市多摩川）
- 皇居東御苑 本丸バラ園（東京都千代田区）
- 荒川・都電荒川線沿線のバラ群（東京都荒川区）
- 芝浦中央公園 バラ園（東京都港区）
- 芝久保バラ園（東京都西東京市芝久保）
- 秋留台公園 バラ園（東京都あきる野市二宮）
- 新宿御苑 バラ園（東京都新宿区）
- 新田さくら公園 バラ園（東京都足立区）
- 青和ばら公園（東京都足立区）
- 江戸川区立総合レクリエーション公園バラ園（東京都江戸川区）
- 代々木公園 バラ園（東京都渋谷区）
- 大蔵運動公園バラ花壇（東京都世田谷区）
- 築地川祝橋公園 バラ園（東京都中央区）
- 野津田公園 バラ広場（東京都町田市）
- 東京競馬場ローズガーデン（東京都府中市）
- 日比谷公園バラ花壇（東京都千代田区）
- 鳩山会館 バラ園（東京都文京区）
- 豊住公園 バラ園（東京都江東区）
- 本郷給水所公苑 バラ園（東京都文京区）
- 木場公園 バラ園（東京都江東区）
- 四季の香ローズガーデン（旧四季の香公園）（東京都練馬区）

#### 甲信越
- 寺尾中央公園 バラ園（新潟県新潟市西区）
- 冬鳥越スキーガーデン バラ園（新潟県加茂市大）
- お杉ばら園（新潟県新潟市西蒲区）
- 二宮家バラ園（新潟県北蒲原郡聖籠町）
- 国営越後丘陵公園 バラ園（新潟県長岡市）
- 小平花木園 バラ園（長野県上伊那郡箕輪町）
- 山梨県立フラワーセンターハイジの村ヨーロピアン・ローズガーデン「バラ回廊」（山梨県北杜市明野町）
- みさかの湯 ローズガーデン（山梨県笛吹市御坂町）
- 河口湖音楽と森の美術館 ローズガーデン（山梨県南都留郡富士河口湖町）
- 芸術の森公園 バラ園（山梨県甲府市貢川）
- 東光寺バラ園（甲府TDK跡地のバラ）（山梨県甲府市東光寺町）
- TDK株式会社旧甲府工場 バラ園（山梨県南アルプス市）
- 石和温泉駅前バラ花壇（山梨県笛吹市石和町）
- 山梨ワイン王国 ローズガーデン（山梨県甲府市猪狩町）
- ハーブ庭園旅日記 ローズガーデン（山梨県甲州市勝沼町）
- ローズガーデンフェアリーテイルズ（山梨県北杜市高根町）
- 一本木公園 バラ園（長野県中野市）− 別名バラ公園。1984年（昭和59年）に開園した後、須坂市在住の元高校教諭黒岩喜久雄が40年をかけて個人で蒐集していたバラ180種180株を寄贈。度々バラ苗を追加して寄贈するかたわら、公園のバラの管理にもボランティアで積極的に関わった。現在は570種1200株が植栽され、春と秋の年2回バラまつりが開催されている。指定管理者団体の「一本木公園バラの会」が「信州一」といわれる[誰?]園の維持管理にあたっている。
- しんわの丘ローズガーデン（長野県伊那市高遠町）
- 軽井沢タリアセン バラ園（長野県北佐久郡軽井沢町）
- 豊科近代美術館 バラ園（長野県安曇野市豊科）
- 信州夢ばらの里（長野県埴科郡坂城町）
- 夢ハーベスト農場ハーブ＆ローズガーデン（長野県小諸市八満）
- さかき千曲川バラ公園（長野県埴科郡坂城町）
- 蓼科高原 バラクラ イングリッシュ ガーデン（長野県茅野市北山栗平）
- みらいバラ園（長野県伊那市長谷黒河内）
- メルヘンローズガーデン（長野県上水内郡信濃町）
- 軽井沢レイクガーデン バラ園（長野県北佐久郡軽井沢町）
- 南信州四季彩の丘スイートガーデン バラ園（長野県飯田市山本）

#### 東海
- 虹の郷 バラ園（静岡県伊豆市）
- 島田市ばらの丘公園（静岡県島田市） - 350種類、日本第6位の約8700株を栽培。
- アカオハーブ＆ローズガーデン（静岡県熱海市熱海）
- エルローザ杉山バラ園（静岡県駿東郡清水町）
- おかみさんのバラ園（静岡県伊豆の国市）
- はままつフラワーパーク ローズガーデン（静岡県浜松市中央区）
- リビングローズガーデン御殿場（静岡県御殿場市深沢）
- 河津バガテル公園ローズガーデン（静岡県賀茂郡河津町） - 日本第3位の1100品種を栽培。規模は約5000本。
- 原里ばら園（静岡県御殿場市）
- 天城高原ベゴニアガーデン内ローズガーデン（静岡県伊東市天城高原 天城東急リゾート）
- 田貫湖ハーバル・ガーデン バラ園（静岡県富士宮市猪之頭）
- 磐田農業高校 バラ園（静岡県磐田市中泉）
- 浜名湖ガーデンパーク バラ園（静岡県浜松市中央区）
- 富士市広見公園 バラ園（静岡県富士市伝法）
- 富士市中央公園 バラ園（静岡県富士市永田町）
- 河本バラ園（岐阜県）
- ぎふワールド・ローズガーデン バラ園（岐阜県可児市） - 2003年世界バラ会議の優秀庭園賞を日本で初めて受賞。7000品種・6万1000株でともに日本第1位の規模。
- 神戸町ばら公園 イングリッシュローズガーデンG（岐阜県安八郡神戸町柳瀬）
- 各務原浄化センター バラ園（岐阜県各務原市前渡西町）
- 岐阜市畜産センター公園 バラ園（岐阜県岐阜市椿洞）
- 香愛ローズガーデン（岐阜県飛騨市河合町）
- 大野町バラ公園（岐阜県揖斐郡大野町）
- 日本大正村 バラ園（岐阜県恵那市明智町）
- 薔薇館イングリッシュガーデン（岐阜県岐阜市則武中）
- 西尾市憩の農園 西尾市バラ園（愛知県西尾市寄住町）
- GAタワーローズガーデン（愛知県名古屋市中区）
- 猿渡公園 バラ園（愛知県刈谷市半城土西町）
- 奥殿陣屋バラ園（愛知県岡崎市奥殿町）
- 王子バラ園（愛知県春日井市王子町）
- 国営木曽三川公園 バラ園（愛知県稲沢市祖父江町）
- 市民四季の森 バラ園（愛知県小牧市大草）
- 庄内緑地公園 バラ園（愛知県名古屋市西区）
- 西山公園 バラ園（愛知県豊田市西山町）
- 鶴舞公園 バラ園（愛知県名古屋市昭和区）
- 東山動植物園 バラ園（愛知県名古屋市千種区）
- 日本モンキーパーク バラ園（愛知県犬山市犬山官林）
- 豊橋総合動植物公園 バラ園（愛知県豊橋市大岩町）
- 神宮バラ園（三重県伊勢市宇治中之切町）
- なばなの里 バラ園（三重県桑名市長島町）
- 高根山バラ園（三重県志摩市磯部町）
- 松阪農業公園ベルファーム バラ園（三重県松阪市伊勢寺町）
- 三重県立津東高等学校のバラ園（三重県津市一身田上津部田）
- 志摩ローズファーム バラ園（志摩市阿児町）
- 南部丘陵公園 バラ園（四日市市西日野町）

#### 北陸
- 富山県花総合センター エレガガーデンバラ花壇（富山県砺波市高道）
- フォレストフローラル氷見あいやまガーデン バラ園（富山県氷見市稲積）
- おとぎの森公園 バラ園（富山県高岡市佐野）
- 金沢南総合運動公園 バラ園（石川県金沢市富樫）
- 金沢・姉妹都市公園 バラ園（石川県金沢市駅西新町）
- ばら観音大津峰山大光寺（石川県羽咋郡志賀町）
- 友好のバラ園（石川県小松市末広町）
- レインボーライン山頂公園 バラ園（福井県三方上中郡若狭町）
- ゆりの里公園バラ園（福井県坂井市春江町）

#### 近畿
- 庄堺公園 バラ園（滋賀県彦根市開出今町）
- もりやまバラ・ハーブ園（滋賀県守山市幸津川町）
- 滋賀農業公園ブルーメの丘 バラ園（滋賀県蒲生郡日野町）
- 湖西浄化センター バラ花壇（滋賀県大津市苗鹿）
- びわ湖大津館 バラ園（滋賀県大津市柳が崎）
- 宇治市植物公園 バラ園（京都府宇治市広野町）
- ガレリアかめおかバラ園（京都府亀岡市余部町）
- 京都府立植物園 バラ園（京都府京都市左京区）
- すとろべりぃあいすバラ園（京都府舞鶴市福来）
- 美山町自然文化村 バラ園（京都府南丹市美山町）
- 京都府立大学 バラ園（京都府京都市左京区）
- 綾部バラ園（京都府綾部市青野町）
- 中之島公園 バラ園 （大阪府大阪市北区）
- 靱公園 バラ園（大阪府大阪市西区） - 2006年（平成18年）世界バラ会議で、福山市ばら公園と共に優秀庭園賞に選定された。
- 若園公園 バラ園（大阪府茨木市）
- 蜻蛉池公園 バラ園（大阪府岸和田市三ヶ山町）
- 万博記念公園平和のバラ園（大阪府吹田市千里万博公園）
- 長居植物園 バラ園（大阪府大阪市東住吉区）
- 大阪府立花の文化園 バラ園（大阪府河内長野市高向）
- 浜寺公園ばら庭園（大阪府堺市浜寺公園町）
- 花博記念公園鶴見緑地 バラ園（大阪府大阪市鶴見区）
- ひらかたパーク ローズガーデン（大阪府枚方市枚方公園町）
- 服部緑地 バラ園（大阪府豊中市服部緑地）
- 二ノ切池公園 バラ園（大阪府豊中市東豊中町）
- 清谷池公園 バラ園（大阪府豊中市緑丘4丁目）
- 豊島公園 バラ園（大阪府豊中市曽根南町）
- 豊島温水プール バラ園（大阪府豊中市服部西町）
- 天王寺公園 バラ園（大阪府大阪市天王寺区）
- 片山公園 バラ園（大阪府吹田市出口町）
- ユニバーサル・スタジオ・ジャパンローズ・オブ・フェイム バラ園（大阪府大阪市此花区）
- 花咲きファームイングリッシュローズガーデン（大阪府泉南市幡代）
- 粟生外院バラ園（大阪府箕面市粟生外院）
- 霊山寺バラ庭園 − 奈良県奈良市にある古刹霊山寺で新田伸三が手がけた庭園。開園は1957年。
- おふさ観音 バラ園（奈良県橿原市小房町）
- 松尾寺 (大和郡山市) バラ園（奈良県大和郡山市山田町）
- 馬見丘陵公園 バラ園（北葛城郡河合町）
- 須磨離宮公園 バラ園（兵庫県神戸市） - 旧武庫離宮。本園内の平面幾何学式庭園の生垣でもある「王侯貴族のバラ園」
- 兵庫県立北播磨余暇村公園 バラ園 （兵庫県多可町）
- 荒牧バラ公園 バラ園 （兵庫県伊丹市） - 数々のバラの品種を生み出した西洋式庭園
- 尼崎市農業公園 バラ園（兵庫県尼崎市）
- 大井戸公園 バラ園（兵庫県尼崎市）
- 兵庫県立播磨中央公園 バラ園（兵庫県加東市）
- 兵庫県立フラワーセンター バラ園（兵庫県加西市豊倉町）
- 姫路ばら園（兵庫県姫路市豊富町）
- 六甲山カンツリーハウス ローズウォーク（兵庫県神戸市灘区）
- 北山緑化植物園 バラ花壇（兵庫県西宮市）
- 宝塚市立宝塚園芸振興センターあいあいパーク バラ園（兵庫県宝塚市）
- 奇跡の星の植物館 バラ園（兵庫県淡路市夢舞台）
- 鳴尾浜臨海公園ローズガーデン（兵庫県西宮市）
- 本山街園バラ園（兵庫県神戸市東灘区）
- 水明公園バラ園（兵庫県尼崎市）
- 潮江公園バラ園（兵庫県尼崎市）
- 蓮川緑地バラ園（兵庫県尼崎市）
- 上坂部西公園バラ園（兵庫県尼崎市）
- 瓦林公園バラ園（兵庫県西宮市）
- 四季の郷公園 バラ園（和歌山県和歌山市明王寺）
- 平草原公園 バラ園（和歌山県白浜町）
- アトリエ・ギャルリー・フォーレ バラ園（和歌山県田辺市上三栖）
- 和歌山県植物公園緑花センターバラ園（和歌山県岩出市東坂本）

#### 中国
- とっとり花回廊 バラ園（鳥取県西伯郡南部町）
- 松江イングリッシュガーデン バラ園（島根県松江市西浜佐陀町）
- 香木の森公園 バラ園（島根県邑智郡邑南町）
- 大根島ローズランド（島根県松江市八束町）
- RSKバラ園（岡山県岡山市） - 国内第5位の約1万5千株を栽培。品種は300種。
- グリーンヒルズ津山 バラ園（岡山県津山市大田）
- 深山公園 深山イギリス庭園 バラ園（岡山県玉野市）
- 岡山市半田山植物園 バラ園（岡山県岡山市法界院）
- 熊山英国庭園 バラ園（岡山県赤磐市殿谷）
- もりおか友遊ハウスバラ園（岡山県和気町）
- ばら公園（広島県福山市） − 1956年（昭和31年）戦災復興事業で設置された南公園（当時）に付近住民が植樹・栽培した1000株の苗木をきっかけに、1961年（昭和36年）から都市計画公園としてバラ花壇中心の整備が行われた。1976年（昭和51年）通称「バラ公園」を正式の公園名に、1985年（昭和60年）には「ばら公園」に改称している。2006年（平成18年）世界バラ会議で、靱公園と共に優秀庭園賞に選定された[33]。
- 湧永満之記念庭園 バラ園（広島県安芸高田市甲田町）
- 広島市植物公園 バラ園（広島市佐伯区）
- 緑町公園 バラ園（広島県福山市緑町）
- 広島平和記念公園 バラ園（広島市中区）
- ヒロローズガーデン（広島県府中市元町）
- 蜂ヶ峯総合公園 バラ園（山口県玖珂郡和木町）
- グリーンヒル・アトー バラ園（山口県山口市阿東徳佐下）
- 冠山総合公園 バラ園（山口県光市大）
- 山口県立江汐公園 バラ園（山口県山陽小野田市大）
- やまぐちフラワーランド バラ園（山口県柳井市新庄）
- リフレッシュパーク豊浦 バラ園（山口県下関市豊浦町）
- 吉香公園 バラ園（山口県岩国市横山二丁目）
- 下関市園芸センター（山口県下関市富任町）

#### 四国
- 徳島中央公園 バラ園（徳島県徳島市徳島町）
- 藍住町バラ園（徳島県板野郡藍住町）
- キナシばら園（香川県高松市鬼無町）
- 高松市サンポート バラ園（香川県高松市サンポート）
- 番の州公園 バラ園（香川県坂出市番の州公園）
- 瓦のふるさと公園 バラ園（愛媛県今治市菊間町）
- 伊予三島運動公園 バラ園（愛媛県四国中央市中之庄町）
- 東予高バラ園（愛媛県西条市周布）
- よしうみバラ公園（愛媛県今治市）- 国内第10位の約6500株を栽培し、品種は400種類。
- ローズティーガーデン（高知県高岡郡四万十町）
- イングリッシュガーデンハウス（高知県香南市香我美町）
- 鷹匠公園バラ園（高知県高知市鷹匠町）

#### 九州
- 国営海の中道海浜公園 バラ園（福岡県福岡市東区）
- 福岡市植物園 バラ園（福岡県福岡市中央区）
- 石橋文化センター バラ園（福岡県久留米市野中町）
- 駕与丁公園 バラ園（福岡県粕屋町）
- かしいえん バラ園（福岡県福岡市東区）
- 響灘緑地グリーンパーク バラ園（福岡県北九州市若松区）
- 北九州市総合農事センター バラ園（福岡県北九州市小倉南区）
- 福智山ろく花公園 バラ園（福岡県直方市）
- いのうえ薔薇園（佐賀県神埼市千代田町）
- ハウステンボス バラ園（長崎県佐世保市ハウステンボス町）
- 西海国立公園 九十九島動植物園森きらら バラ園（長崎県佐世保市船越町）
- あぐりの丘バラ園（長崎県長崎市四杖町）
- はな阿蘇美 バラ園（熊本県阿蘇市小里）
- 監物台樹木園 バラ園（熊本県熊本市中央区）
- エコパーク水俣 バラ園（熊本県水俣市汐見町）
- 人吉駅前ふれあい広場 バラ園（熊本県人吉市中青井町）
- 熊本県農業公園カントリーパーク バラ園（熊本県合志市栄）
- おもやい市民花壇のバラ（熊本県荒尾市大島町）
- 大神ファーム ローズガーデン（大分県速見郡日出町）
- ローズヒルあまがせ（天瀬農業公園） バラ園（大分県日田市天瀬町）
- 平和市民公園・国際交流広場 バラ園（大分県大分市古ケ鶴）
- のじりアグリサービス のじりこぴあ観光バラ園（宮崎県小林市野尻町）
- 青島リゾートこどもの国バラ園（宮崎県宮崎市青島）
- 宮崎県総合運動公園 バラ園（宮崎県宮崎市熊野）
- かのやバラ園（鹿児島県鹿屋市霧島ヶ丘公園内）- 4000品種・5万株でともに日本第2位。
- フラワーパークかごしま バラ花壇（鹿児島県指宿市）
- 錦江湾公園 バラ園（鹿児島市平川町）
- 沖縄かぐや姫 バラ園（沖縄県東村慶佐次）

#### 苗木生産施設
- イタミ・ローズ・ガーデン
- 京成バラ園芸
- 京阪園芸
- コマツガーデン
- 杉山バラ園
- 広島バラ園
- 村田ばら園
- ローズ・オブ・ローゼズ
- にしむらバラ園

## バラのイベント
- 世界バラ会議
- 西武ドームイベント『国際バラとガーデニングショウ』
- ハウステンボスイベント『100万本のバラ祭』
- バラ制定都市会議（通称・ばらサミット）
- 花フェスタ記念公園 春のバラまつり 〜世界の薔薇をあなたへ〜 2017年5月13日（土）〜6月18日（日）
- ジェルブロワ（フランス）ばら祭り - 毎年6月の第3日曜日に開催される。

## 育種家と研究家収集家

### 日本
- 今井清（今井ナーセリー）
- 鈴木省三
- 平林浩
- 岡本勘治郎
- 柴田正
- 寺西致知
- 寺西菊雄
- 小山内健
- 河合伸志
- 小林森治
- 大野耕生
- 有島薫
- 田中綾華

### イギリス
- ジャック・ハークネス
- デヴィッド・オースティン（"イングリッシュ"・ローズ）
- ポール・バーデン（英語版） 専門は園芸種のオールドローズならびにその後の栽培種[34][リンク切れ]、珍しい品種
- ピーター・ビールズ
- フライヤー社
- マグレディ社

イギリスのNCCPGが推進する全国の園芸種の保存庫では、#オースティンと#ビールズがそれぞれ専門の分野を維持してきた。王立ローズ・ソサエティ（RNRS＝1876年-2017年）は両分野を「ヨーロッパのバラの歴史遺産」に指定し、1900年以前のシュラブローズを維持したモティスフォント修道院、コレクションを維持したバーミンガム大学付属ウィンターボーン植物園とともに讃えている。

### フランス
- ジャン＝バティスト・ギヨー（フランス語版、ドイツ語版、英語版）：父と2代の育種家
- メイアン
- デルバール社
- ドリュ社
- ジュール・グラヴロー（フランス語版、英語版）
- 大ペルネ（フランス語版、ドイツ語版、英語版）：子息ジョゼフ・ペルネ＝ドゥシェ（英語版）もバラの育種家。

### ドイツ
- コルデス家（ドイツ語版、英語版、フランス語版）
- ローゼン・タンタウ

### オランダ
- デイルスター社
- インタープランツ社
- ジョセフ・ペーター・ダッチャー

### アメリカ合衆国
- ジャクソン・アンド・パーキンス社（英語版、フランス語版）
- トム・キャルース（フランス語版）：ウィークスローズ社のバラの育種家、9つの「オール・アメリカン・セレクション賞」を受賞。
- ポール・ケスム（Paul Chessum）
- コナード・パイル社（英語版、フランス語版）：スター・ローズ社に改称。
- ルドルフ・ムーア：シークオイア・ナーサリ―を営む。ミニチュアローズの専門家。
- グリフィス・バック（英語版）：アイオワ州立大学園芸学の教授職（1948年–1985年）、90近いバラの品種を作成した[注 6][要出典]。

### チェコ
- ルドルフ・ゲシュヴィント（1829年 - 1910年）現チェコ共和国（当時はオーストリア＝ハンガリー帝国）の人物。

## バラの品種名になった固有名詞

### 人名
- アメリカ合衆国 「マリア・カラス」(HT) Meilland (1965)

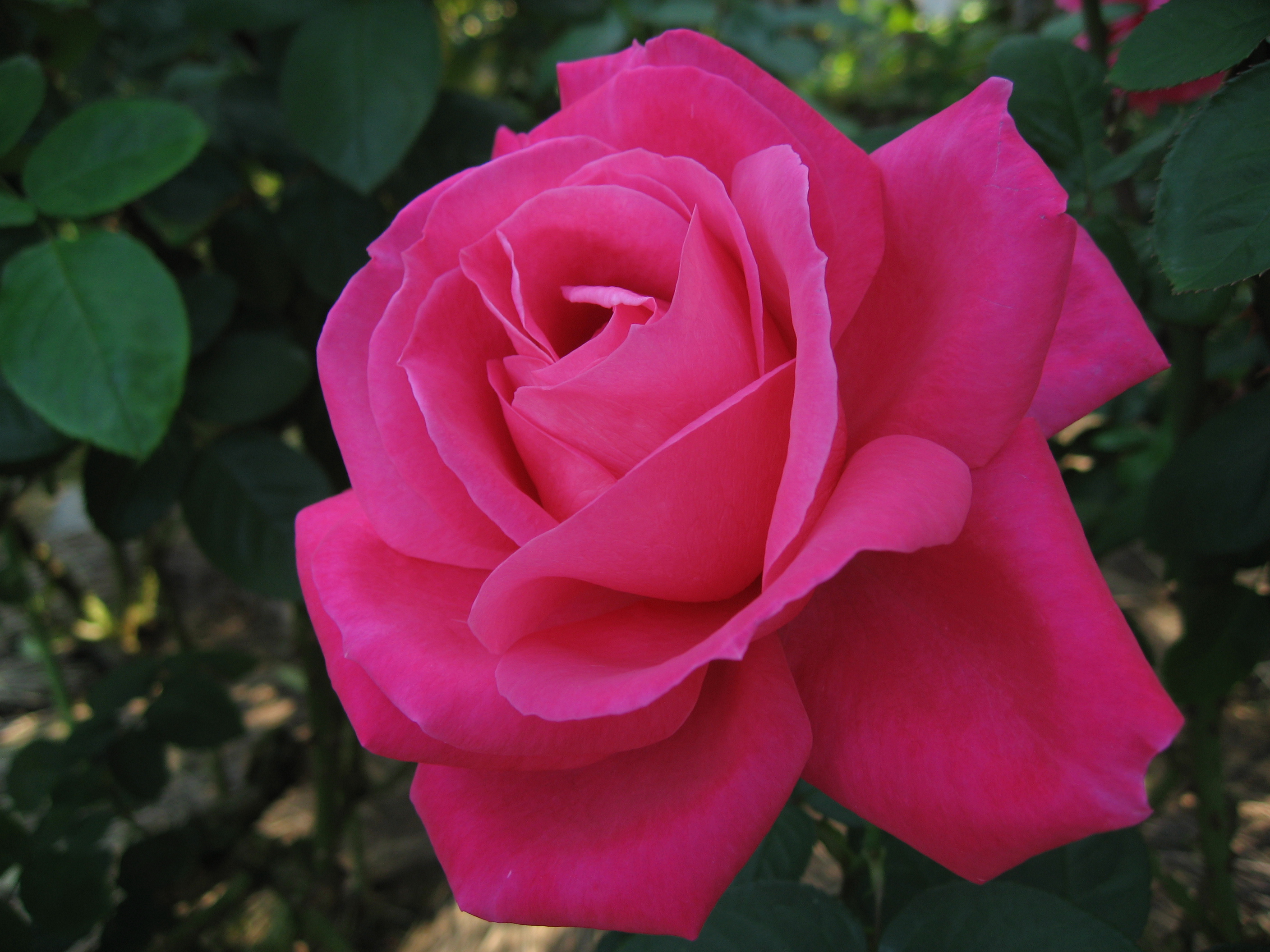
「マリア・カラス」(HT) Meilland (1965)

  - エイブラハム・リンカーン - 「ミスター・リンカーン」「スヴニール・ド・プレジデント・リンカーン」という2つの品種がある。
  - クリス・エバート
  - クリストファー・ストーン (法哲学者)
  - ケーリー・グラント
  - ジーン・ティアニー
  - ジョン・F・ケネディ
  - ジンジャー・ロジャース
  - ティナ・ターナー
  - バーバラ・ブッシュ
  - バーブラ・ストライサンド
  - ヘレン・トローベル
  - ヘンリー・フォンダ
  - マリア・カラス
  - マリリン・モンロー
  - ロナルド・レーガン
- イギリス

- - アラン・ティッチマーシュ

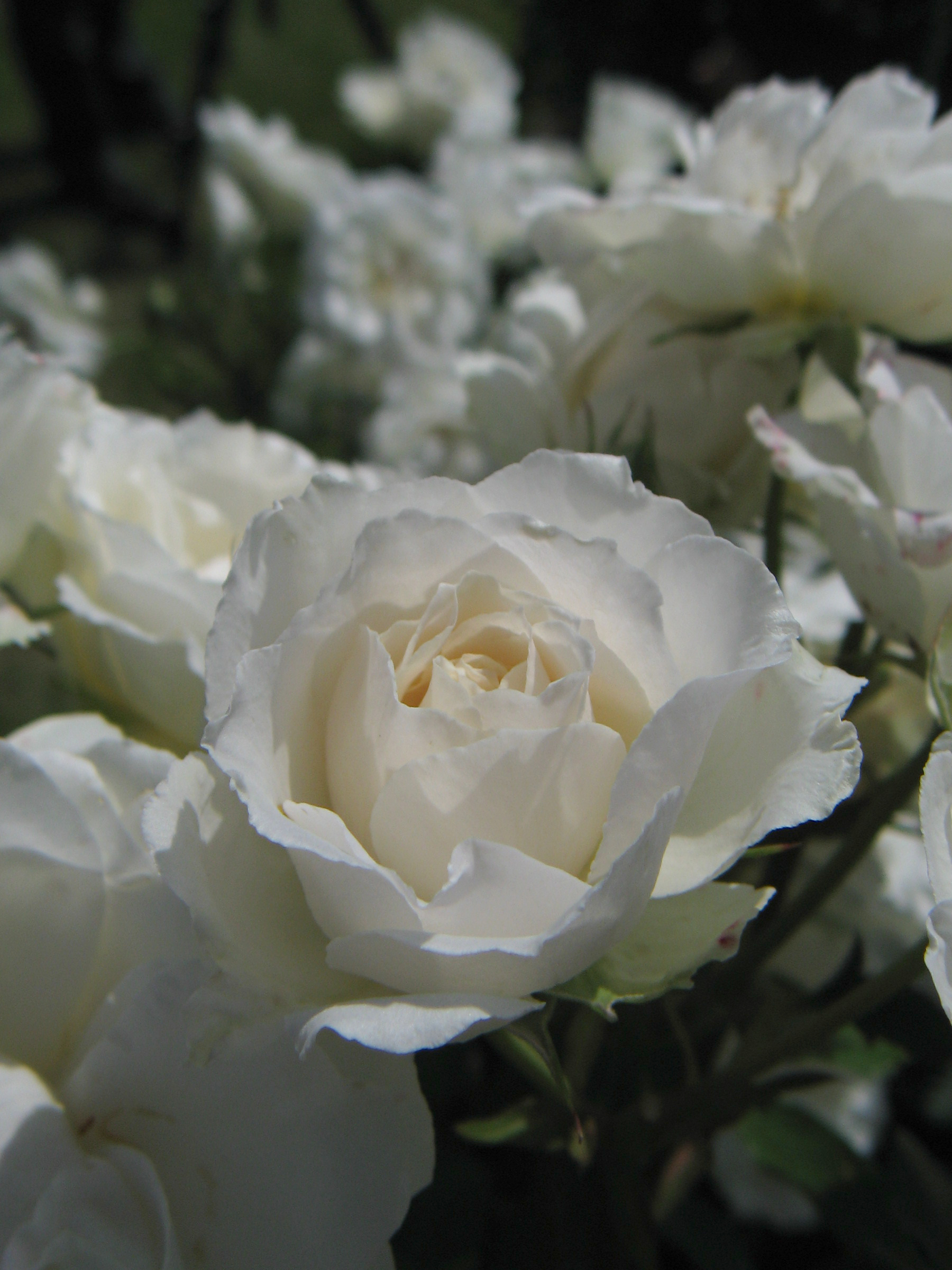
「プリンセス・オブ・ウェールズ」(FL)
Harkness（1997)

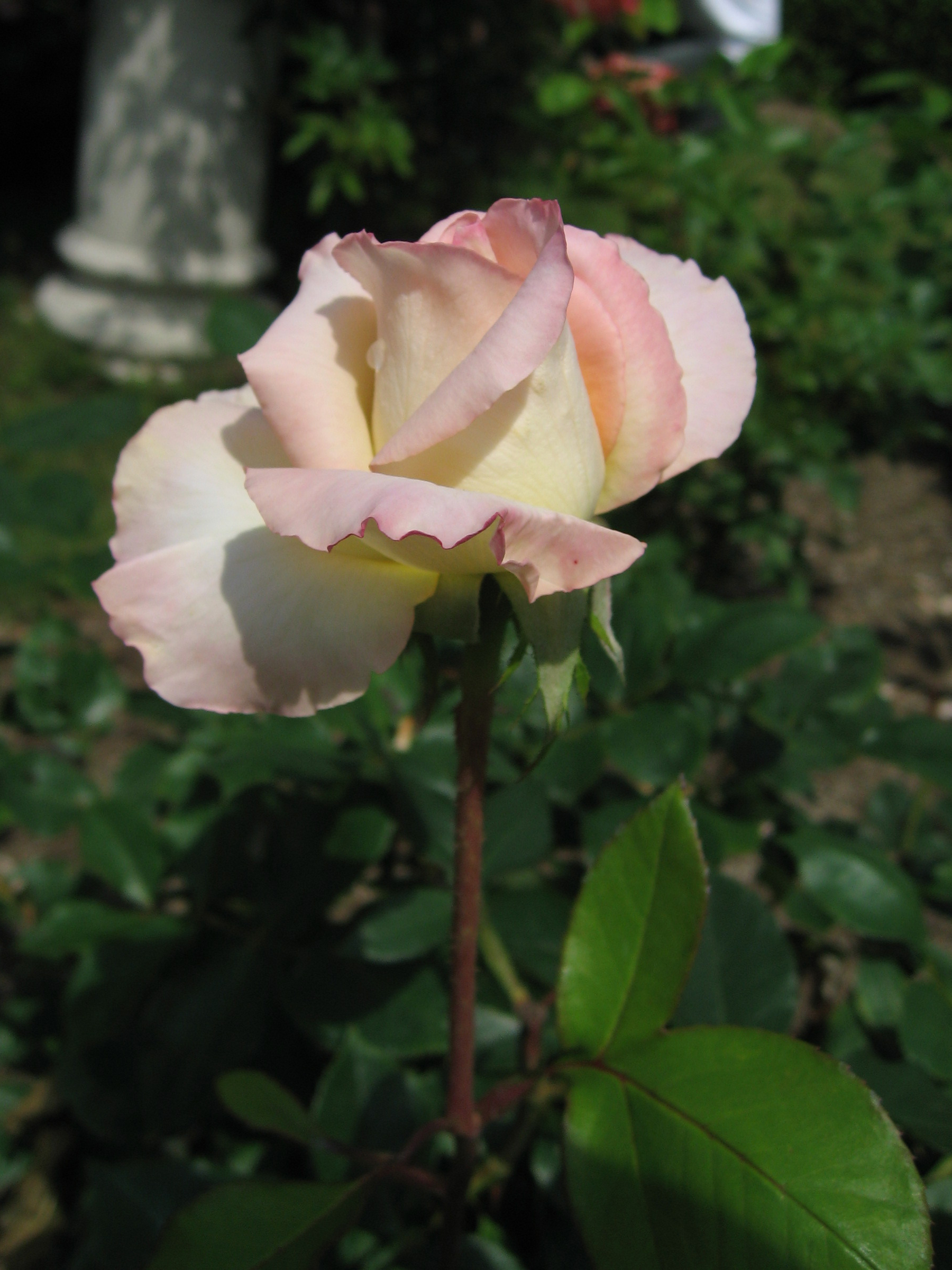
「ダイアナ・プリンセス・オブ・ウェールズ」(HT)
Jackson&Perkins（1999)

  - アレクサンドラ王女 - 品種名は結婚前の呼び名である「プリンセス・アレクサンドラ・オブ・ケント」。
  - アン王女
  - アン女王
  - アン・ブーリン
  - ウィリアム皇太子
  - ウィリアム・シェイクスピア
  - ウィリアム・モリス
  - エイブラハム・ダービー
  - エドワード黒太子
  - レディ・エマ・ハミルトン
  - エリザベス2世
  - オードリー・ヘプバーン
  - オクタヴィア・ヒル
  - ガートルード・ジーキル
  - キャサリン皇太子妃 - 品種名は「ウィリアム&キャサリン」
  - グラハム・トーマス
  - クリストファー・マーロウ
  - ジャクリーヌ・デュ・プレ
  - ジュディ・デンチ
  - ジュリー・アンドリュース
  - ジョージ・ベスト
  - ジョージ4世
  - ダーシー・バッセル
  - ダイアナ元皇太子妃 - 品種名には、生前命名された「プリンセス・オブ・ウェールズ」と、死後命名された「ダイアナ・プリンセス・オブ・ウェールズ」の2品種がある。
  - ダンテ・ゲイブリエル・ロセッティ - 品種名は「ロセッティ・ローズ」。
  - チャールズ3世
  - チャールズ・ダーウィン
  - チャールズ・レニー・マッキントッシュ
  - ナイジェル・ホーソーン
  - ヴィクトリア女王
  - フレディ・マーキュリー - 品種名は「BATmercury」。
  - ベンジャミン・ブリテン
  - ポール・マッカートニー - 品種名は「ザ・マッカートニー・ローズ」。
  - マーガレット・オブ・コノート-品種名は「クラウンプリンセス・マルガリータ」
  - ローラ・アシュレイ
  - ローレンス・ジョンストン - ヒドコート・マナー・ガーデンの設計者。
  - ロブ・ロイ
- フランス 「ピエール・ド・ロンサール」(CL) Meilland (1987)
  - アルフォンス・ドーデ
  - アルフレッド・シスレー
  - アンドレ・ル・ノートル
  - アントワーヌ・ド・サン＝テグジュペリ
  - アントワーヌ・メイアン

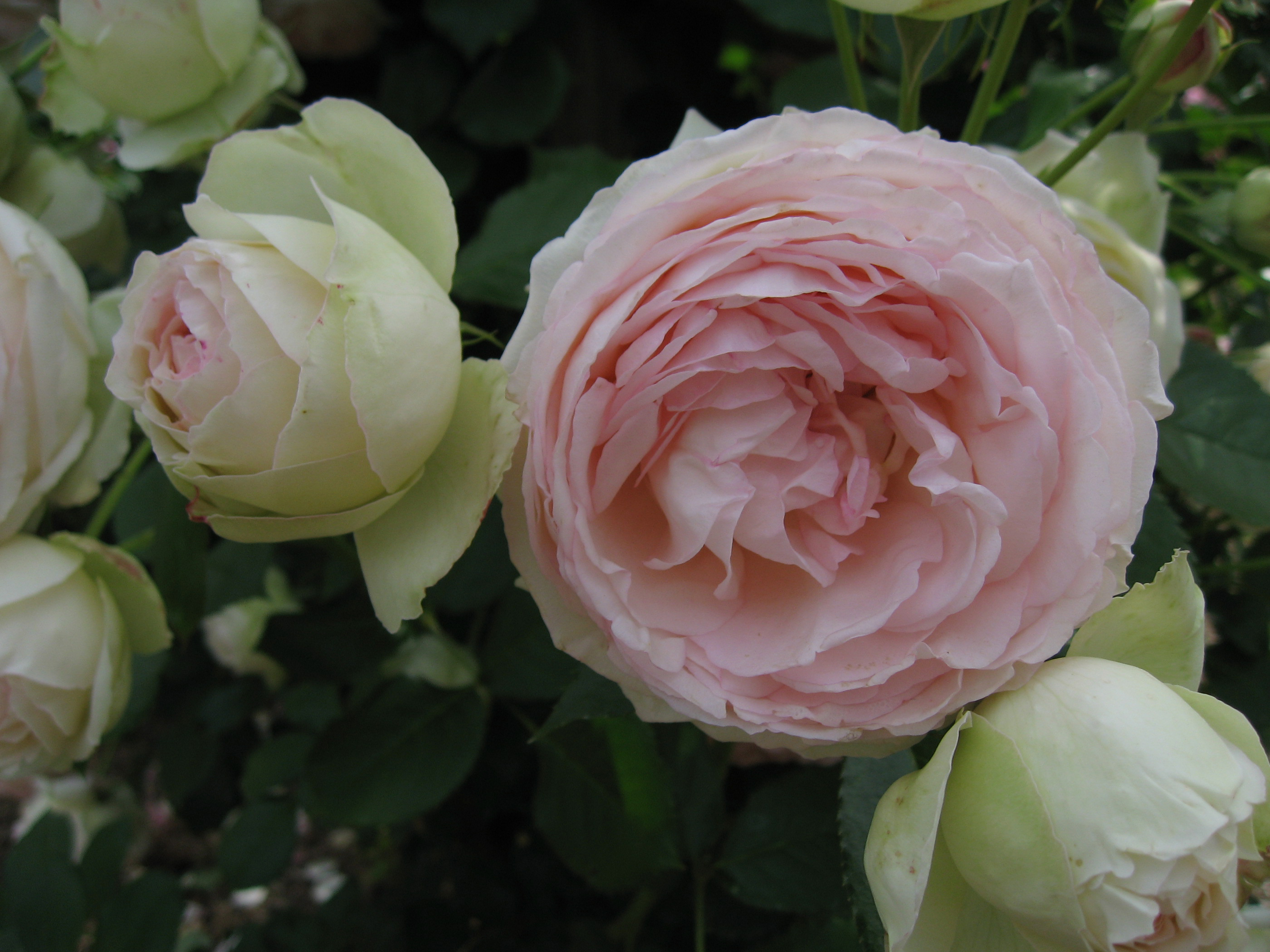
「ピエール・ド・ロンサール」(CL) Meilland (1987)

  - アンリ・ダルトワ - 「コンテ・ドゥ・シャンポール」という名前の品種は彼にちなむ。
  - アンリ・ド・トゥールーズ＝ロートレック
  - アンリ・ジャン・テオドール・ファンタン＝ラトゥール
  - アンリ・マティス
  - エディット・ピアフ
  - エドガー・ドガ
  - エレーヌ・ジュグラリス
  - オノレ・ド・バルザック
  - カトリーヌ・ドヌーヴ
  - ギ・ド・モーパッサン
  - クリスチャン・ディオール
  - クロード・モネ
  - コリューシュ
  - ジャコブ・カミーユ・ピサロ
  - ジャック・カルティエ
  - シャルル・ド・ゴール
  - ジャンヌ・ダルク
  - ジュリエット・グレコ
  - ジョゼフィーヌ・ド・ボアルネ - 品種名は「エンプレス・ジョセフィーヌ」
  - ソニア・リキエル
  - ナポレオン・ボナパルト
  - バルバラ (歌手) - 「オマージュ・ア・バルバラ」と「バルバラ」は、それぞれ彼女にちなむ。
  - ヴィクトル・ユゴー
  - ピエール・カルダン
  - ピエール・ド・ロンサール
  - フィリップ・ノワレ
  - ブノワ・マジメル
  - フレデリック・ミストラル
  - ポール・ゴーギャン
  - ポール・セザンヌ
  - ポール・ボキューズ
  - ポンパドール夫人（ジャンヌ＝アントワネット・プワソン） - 品種名は「ローズ・ポンパドール」。
  - マヌエル・カノヴァス
  - マリー・アントワネット - 「マリー・アントワネット」及び「王妃アントワネット」の品種がある。
  - アングレーム公爵夫人マリー・テレーズ - 品種名は「デュシェス・ダングレーム」。
  - マリー・ルイーズ・ドートリッシュ - 品種名は「マリー・ルイーズ」。
  - マルク・シャガール
  - マルセル・プルースト - 品種名は「スヴニール・ド・マルセル・プルースト」。
  - ミュリエル・ロバン
  - モーリス・ユトリロ
  - ランバル公妃マリー・ルイーズ - 品種名は「プリンセス・デ・ランバル」。
  - リシュリュー
  - ルイ14世
  - ルイ・ド・フュネス
- ドイツ
  - アウグステ・ヴィクトリア - ヴィルヘルム2世 (ドイツ皇帝)の妃。
  - アルブレヒト・デューラー - 品種名は「アルブレヒト・デューラー・ローズ」。
  - エミール・ノルデ
  - ヨハン・ヴォルフガング・フォン・ゲーテ
  - コンラート・アデナウアー
  - セバスチャン・クナイプ
  - ノヴァーリス
  - ヴィクトリア皇后
  - ハイジ・クラム
  - ヘルムート・シュミット
  - ヘルムート・コール
  - ヨハン・ヴォルフガング・フォン・ゲーテ
  - ロミー・シュナイダー -「カクテル」というバラは彼女に捧げられた。
- オーストリア
  - マリア・テレジア
  - ヨハン・シュトラウス2世
- ポーランド
  - マリ・キュリー
  - フレデリック・ショパン
- デンマーク
  - マルグレーテ2世
- イタリア
  - オルソーラ・スピノーラ - トリノ近郊に有名なバラ園を所有
  - ガイウス・ユリウス・カエサル - 品種名は「シーザー」。
  - クラウディア・カルディナーレ
  - ジーナ・ロロブリジーダ
  - ニコロ・パガニーニ
  - マルコ・ポーロ
  - レオナルド・ダ・ヴィンチ
- スペイン
  - パブロ・ピカソ
- オランダ
  - アンネ・フランク -「スヴニール・ド・アンネフランク」、「エトワール・ド・アンネ」などの品種がある。
  - ベアトリクス女王
- ベルギー
  - ピエール＝ジョゼフ・ルドゥーテ
- モナコ プリンセス・ドゥ・モナコ（HT）「ジュビレ・デュ・プリンス・ドゥ・モナコ」(FL) Meilland (2000)
  - カロリーヌ・ド・モナコ

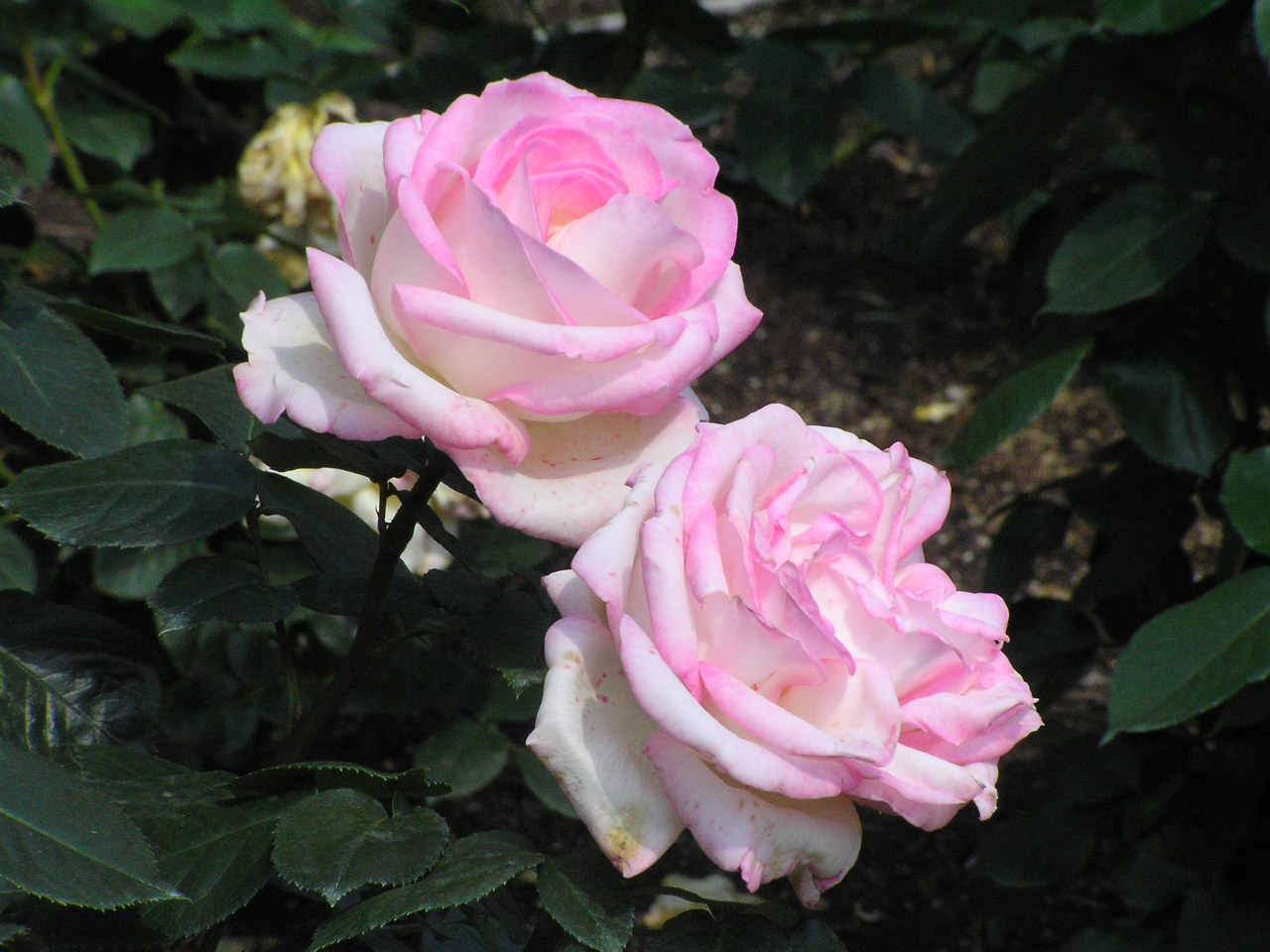
プリンセス・ドゥ・モナコ（HT）

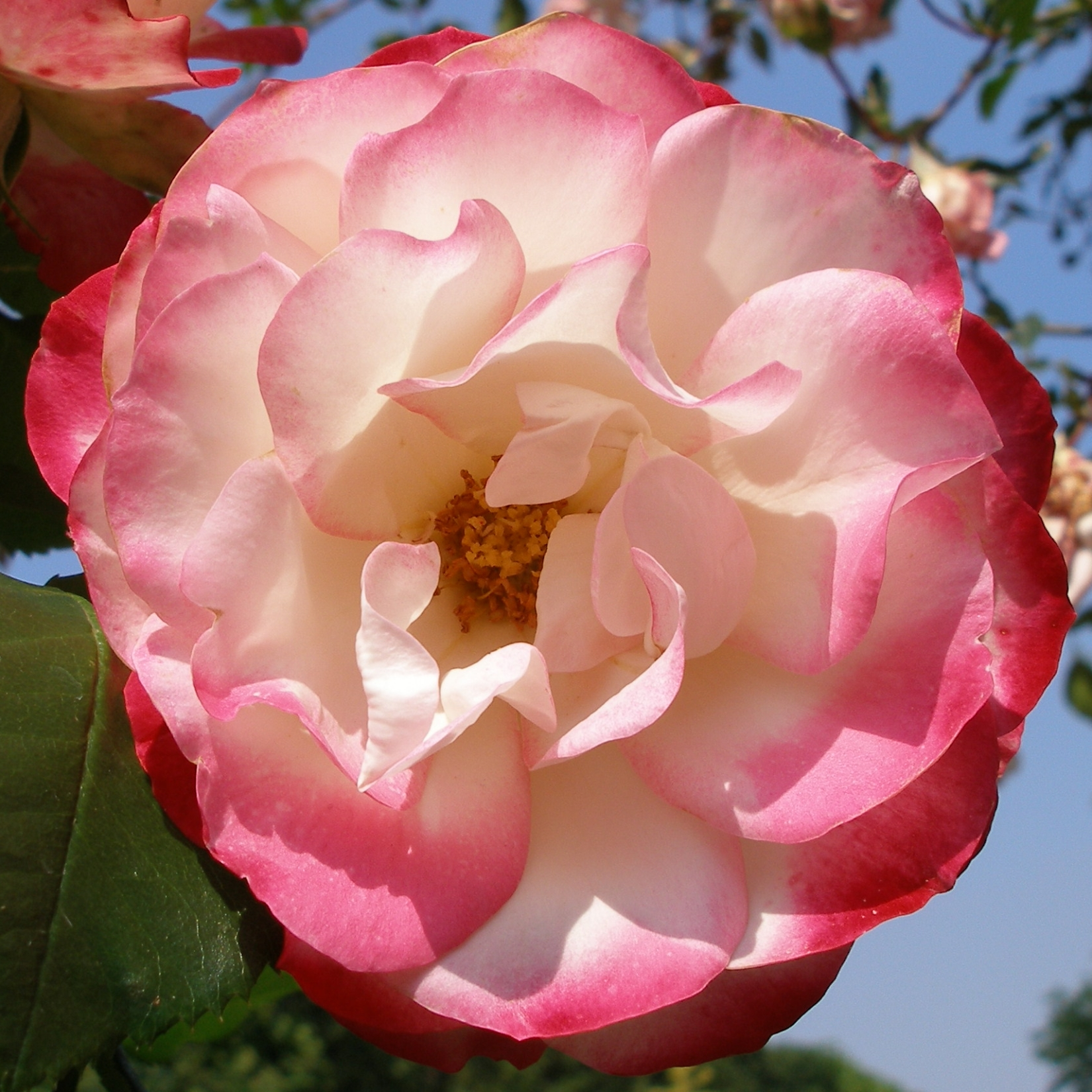
「ジュビレ・デュ・プリンス・ドゥ・モナコ」(FL) Meilland (2000)

  - グレース・ケリー：品種名「プリンセス・ドゥ・モナコ」
  - ステファニー・ド・モナコ
  - レーニエ3世 - 品種名は「ジュビレ・デュ・プリンス・ドゥ・モナコ」。即位50周年を記念して捧げられた。
  - シャルレーヌ・ド・モナコ-品種名は「プランセス・シャルレーヌ・ド・モナコ」
- ギリシャ
  - ナナ・ムスクーリ
- スウェーデン 「クラウン・プリンセス・マルガレータ」(ER)
David Austin (1999)
  - イングリッド・バーグマン

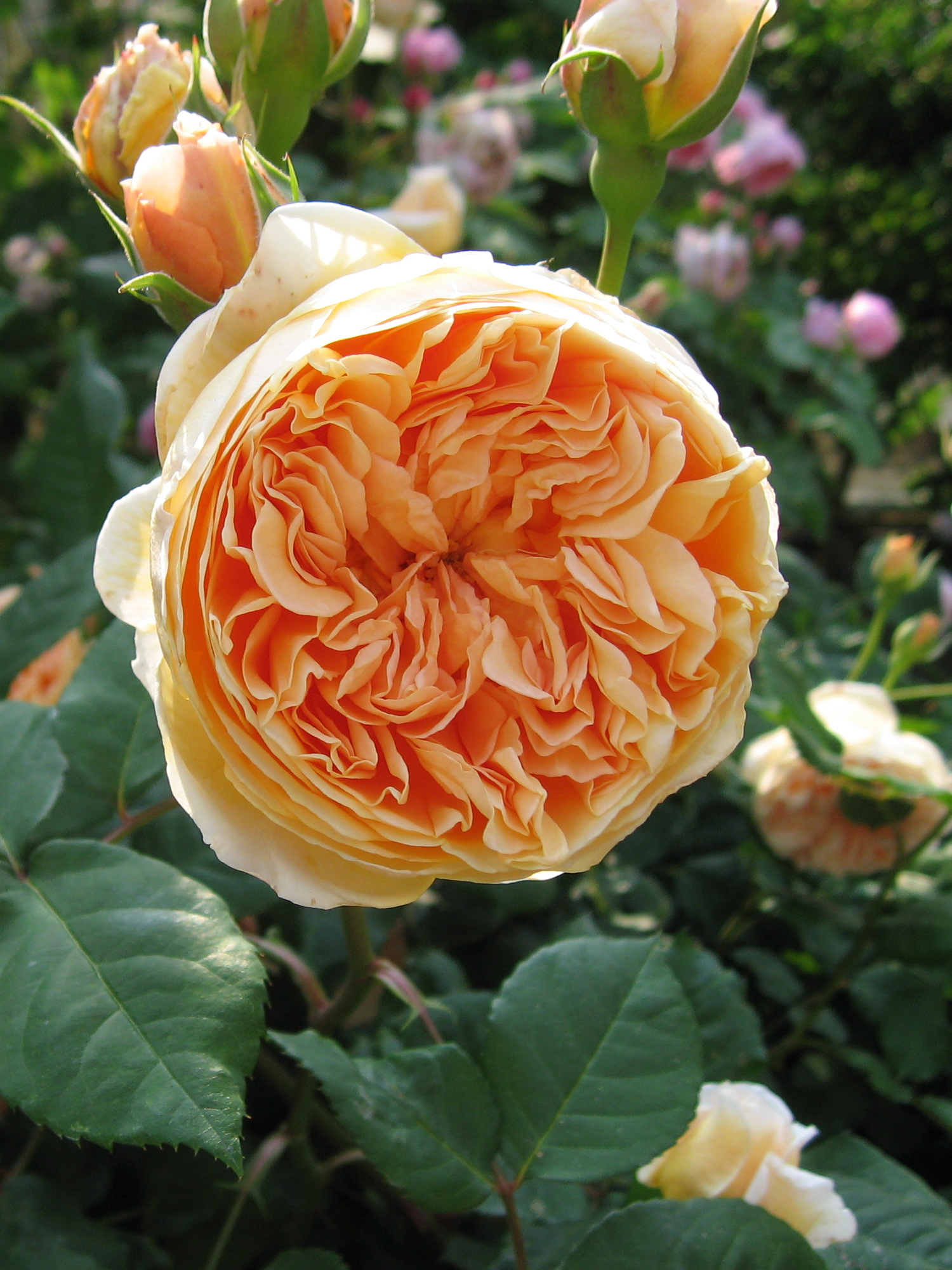
「クラウン・プリンセス・マルガレータ」(ER)
David Austin (1999)

  - シルヴィア王妃 - 品種名は「クイーン・オブ・スウェーデン」
  - マルガレータ妃 - 品種名は「クラウン・プリンセス・マルガレータ」
- ロシア
  - アンナ・パヴロワ
  - チャイコフスキー
- イラン
  - ウマル・ハイヤーム
- オマーン
  - シャリファ・アスマ
- エジプト
  - クレオパトラ
  - ネフェルティティ
- ニュージーランド
  - スーザン・デボイ
- 日本天津乙女（HT）

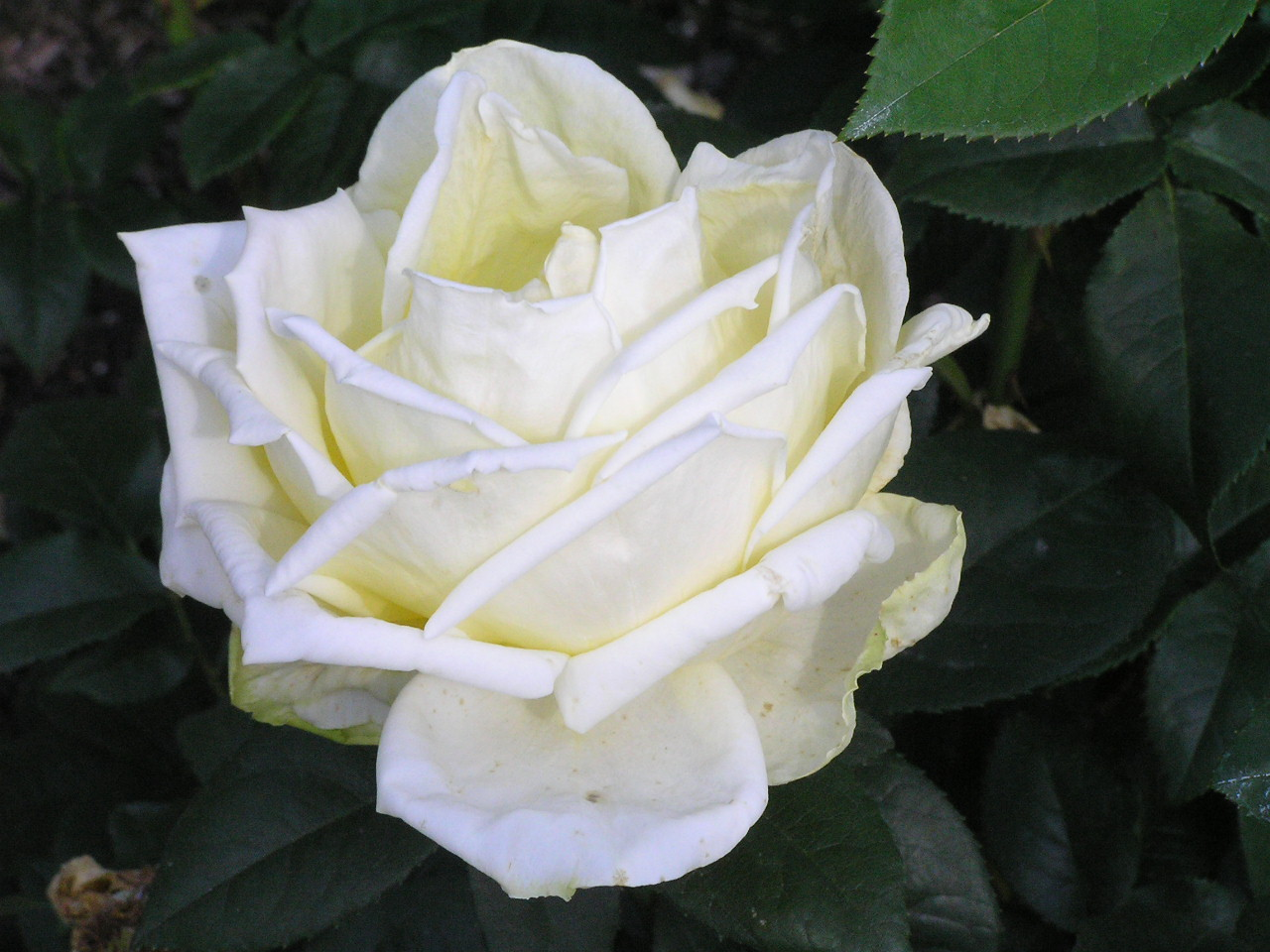
天津乙女（HT）

  - 上皇后美智子 - 皇太子妃時代に捧げられた「プリンセス・ミチコ」と皇后になった後捧げられた「エンプレス・ミチコ」の2種がある。
  - 皇后雅子 - 「マサコ・エグランティーヌ」「プリンセス・マサコ」「ハイネス雅」の3種がある。
  - 敬宮愛子内親王 - 「ロイヤル・プリンセス」「プリンセス・アイコ」「ハイネス愛」の3種がある。
  - 崇仁親王妃百合子 - 品種名は「プリンセス・ミカサ」。
  - 正仁親王妃華子 - 品種名は「プリンセス・ハナコ」。
  - 宣仁親王妃喜久子 - 品種名は「プリンセス・タカマツ」。
  - 雍仁親王妃勢津子 - 品種名は「プリンセス・チチブ」。
  - 寬仁親王妃信子 - 品種名は「プリンセス・ノブコ」。
  - 憲仁親王妃久子 - 品種名は「プリンセス・ヒサコ」。
  - 有島薫 - 「フレグランス・オブ・フレグランシス」というバラは彼に捧げられた。
  - 大姫
  - 天津乙女
  - 假屋崎省吾 - 品種名は「ショウゴ・エレガン」。
  - 黒田清子 - 品種名は「プリンセス・サヤコ」。
  - 黒柳徹子 - 品種名は「トットちゃん」。
  - 小林清美 - 青バラの育種家で知られる小林森治氏の妻。品種名は「きよみ」。
  - 静御前 - 品種名は「静の舞」。
  - 鈴木さち - 鈴木善幸の妻。品種名は「マダムサチ」。
  - 鈴木省三 - 「ミスター・ローズ」は彼の生誕百周年を記念し発表された。
  - 大地真央
  - 高木絢子 - バラの栽培で知られる園芸家。品種名は「マダム高木」。
  - 手児奈
  - 天璋院 - 品種名は「篤姫」。2010年に開催された「第28回全国都市緑化かごしまフェア」で、篤姫をイメージするバラとして選定された[35]。
  - 鳩山薫 - 鳩山一郎の妻。品種名は「薫夫人」。
  - 鳩山幸 - 鳩山由紀夫の妻。品種名は「マダムミユキ」。
  - 林和枝 - 横浜米軍機墜落事件の犠牲者。品種名は「カズエ」。
  - 引田天功 - 品種名は「プリンセス・テンコー」。
  - 樋口一葉 - 品種名は「一葉」
  - 細川ガラシャ - 品種名は「伽羅奢」。
  - 淀殿 - 品種名は「茶々」
  - 渡辺美里 - 品種名は「シャンテロゼミサト」。
- 架空の人物
  - 織姫
  - 乙姫
  - オフィーリア - 「ハムレット」のヒロイン。
  - かぐや姫
  - クレシダ - 「トロイラスとクレシダ」のヒロイン。
  - ジェシカ - 「ヴェニスの商人」の登場人物。品種名「プリティ・ジェシカ」。
  - シェヘラザード - 「千夜一夜物語」の登場人物。
  - ジークフリート - ドイツの英雄叙事詩、「ニーベルンゲンの歌」の主人公。
  - ジュリエット -「ロミオとジュリエット」のヒロイン。
  - 白雪姫 - 品種名は「アイスバーグ」「シュネーヴィッチェン」。
  - シンデレラ
  - タモラ - 「タイタス・アンドロニカス」の登場人物。
  - チャーリー・ブラウン (ピーナッツ)
  - ナエマ - 同名のゲランの香水からつけられたが、その由来は「千夜一夜物語」の登場人物。
  - 匂宮 - 「源氏物語」の登場人物。
  - バース夫人 - 「カンタベリー物語」に登場する語り部の一人。品種名「ワイフ・オブ・バース」。
  - ファウスト博士 - 「ファウスト」の登場人物。品種名「ドクター・ファウスト」。
  - ホレおばさん - 品種名は「フラウ・ホレ」。
  - ヴォランジュ夫人 -「危険な関係」の登場人物。品種名は「セシル・ドゥ・ヴォーランジェ」。
  - 紫の上 - 「源氏物語」の登場人物。品種名は「若紫」。
  - ロミオ - 「ロミオとジュリエット」の主人公。

### 神話、伝承
- アブデル
- アフロディーテ
- アルテミス
- ウリエル
- エアリエル
- ガブリエル
- キュベレー - 品種名は「シベール」。
- クリシュナ
- セラフィム
- ペガサス
- ヘーラー - 品種名「ジュノー」
- ミカエル
- ラファエル
- ルシファー
- レーダー (ギリシア神話)

### 地名、国名、建造物

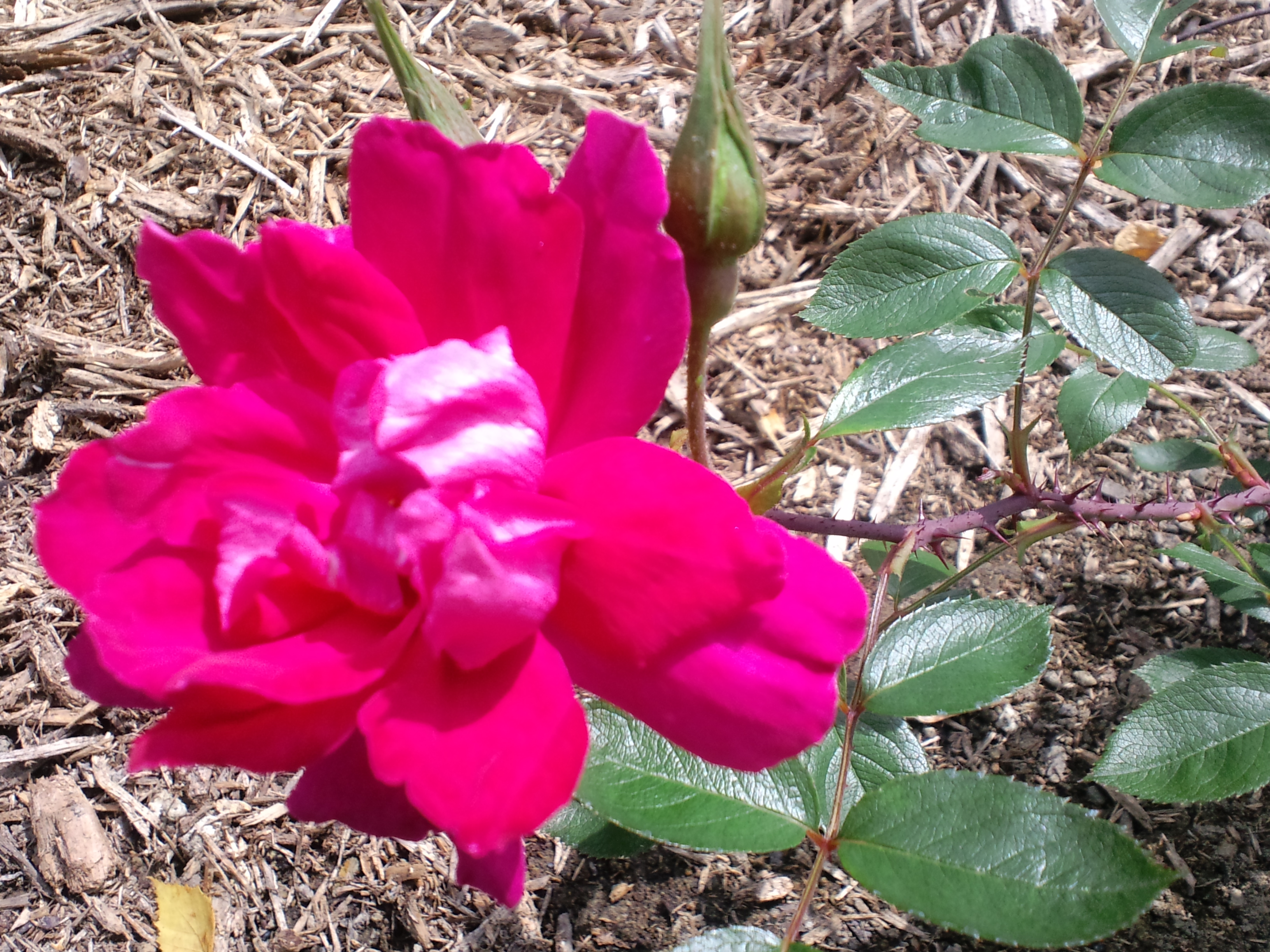
スカーレット・イワミザワ（HT）

- アイルランド - 「エメラルド・アイル」は緑の島を意味し、アイルランドを指す。
- アクロポリス - 「アクロポリス・ロマンティカ」
- アトランティス
- 安曇野
- 天香久山 - 品種名は「香久山」。
- アメリカ
- アリゾナ
- アンブリッジ - 「アーチャー家の人々」に登場する架空の街の名前。
- 岩見沢 - 品種名は「スカーレット・イワミザワ」。
- インカ
- ウィンダーメア湖
- ウィンチェスター大聖堂 - 品種名は「ウィンチェスター・キャセドラル」。
- ウィンブルドン
- エッフェル塔 - 品種名は「トゥール・エッフェル2000」。
- 大阪 - 品種名は「ローズ・オオサカ」。2006年、大阪で開かれた世界バラ会議のシンボルローズ[36]。
- 奥入瀬渓流 - 品種名は「おいらせ」。
- エンジェル・フォール
- ロサ・オクラホマ
- カメルーン - 「カメルーン・フォーエバー」
- カリフォルニア - 「カリフォルニア・ドリーミング」
- キューガーデン
- 金閣寺 - 品種名は「金閣」。
- グラームス城 - 品種名は「グラミス・キャッスル」。
- グラナダ
- 化粧坂
- コペンハーゲン
- コロンビア
- サハラ砂漠 - 品種名は「サハラ'98」
- シャスタ山 - 品種名は「マウント・シャスタ」。
- ダブリン湾 - 品種名は「ダブリン・ベイ」。
- つくばエクスプレス
- ナイアガラ
- ニュージーランド
- 花見小路
- バレンシア
- バンクーバー - 品種名は「スピリット・オブ・バンクーバー」。2009年、バンクーバーで開かれた世界バラ会議のシンボルローズ。
- パリ - 「エイプリル・イン・パリ」など。
- ベストファーレン公園 - ドイツの公園。
- ヴェルシーニ城 - 品種名は「ヴェルシーニ」
- 三毳山 - 品種名は「みかも」。
- モリニュー・スタジアム - 品種名は「モリニュー」。
- モンテカルロ
- ユーフラテス川
- 横浜 - 品種名は「ローズ横浜」。
- ラスベガス

### その他
- インターナショナル・ヘラルド・トリビューン
- ウェッジウッド - 品種名は「ウェッジウッド・ローズ」。
- クラブツリー&イヴリン - 「イヴリン」は同名の香水のシンボルローズ。
- ティファニー
- マイン・ショーナー・ガルテン - ドイツの園芸誌の名前。
- マダムフィガロ - フランスの雑誌「madame FIGARO」から。
- ラデュレ
- ラミ・デス・ジャルダン - フランスの園芸誌の名前。
- レオニダス
- 春の雪 (Haru no Yuki) - 三島由紀夫の小説『春の雪』から。

## バラに関する文化
ペルシャでは、ナイチンゲール（小夜啼鳥）が唄い始めると、バラの花が咲くと信じられている。アラーの神は、バラを花の女王とした。ナイチンゲールは白いバラに恋をして、バラの芳香に惹かれて飛んで行った。バラのとげが胸に刺さったにも関わらず、ナイチンゲールはバラに寄り添い、白い花びらを赤く染めながらバラへの愛を死ぬまで唄い続けた。こうして真紅のバラが生まれたとされている。

### シンボルとしてのバラ
- sub rosa（英語版） - 「バラの下で」を意味するラテン語でスブ・ロサーと読む。ローマ神話などで沈黙の神ハルポクラテスへの贈り物にバラが用いられたという神話が由来で秘密をバラさないことを示すシンボルとなった。フランス語で、Découvrir le pot aux roses （バラの鉢を発見する）という慣用句は、真実の発見を意味する。
- 黄金のバラ - ローマのカトリック教会の教皇が伝統的に祝福を行う。敬意や愛情の証として教会や国家元首などに贈られる造花。
- バラ窓 - 聖女マリアの象徴として、教会のステンドグラスのモチーフであった。

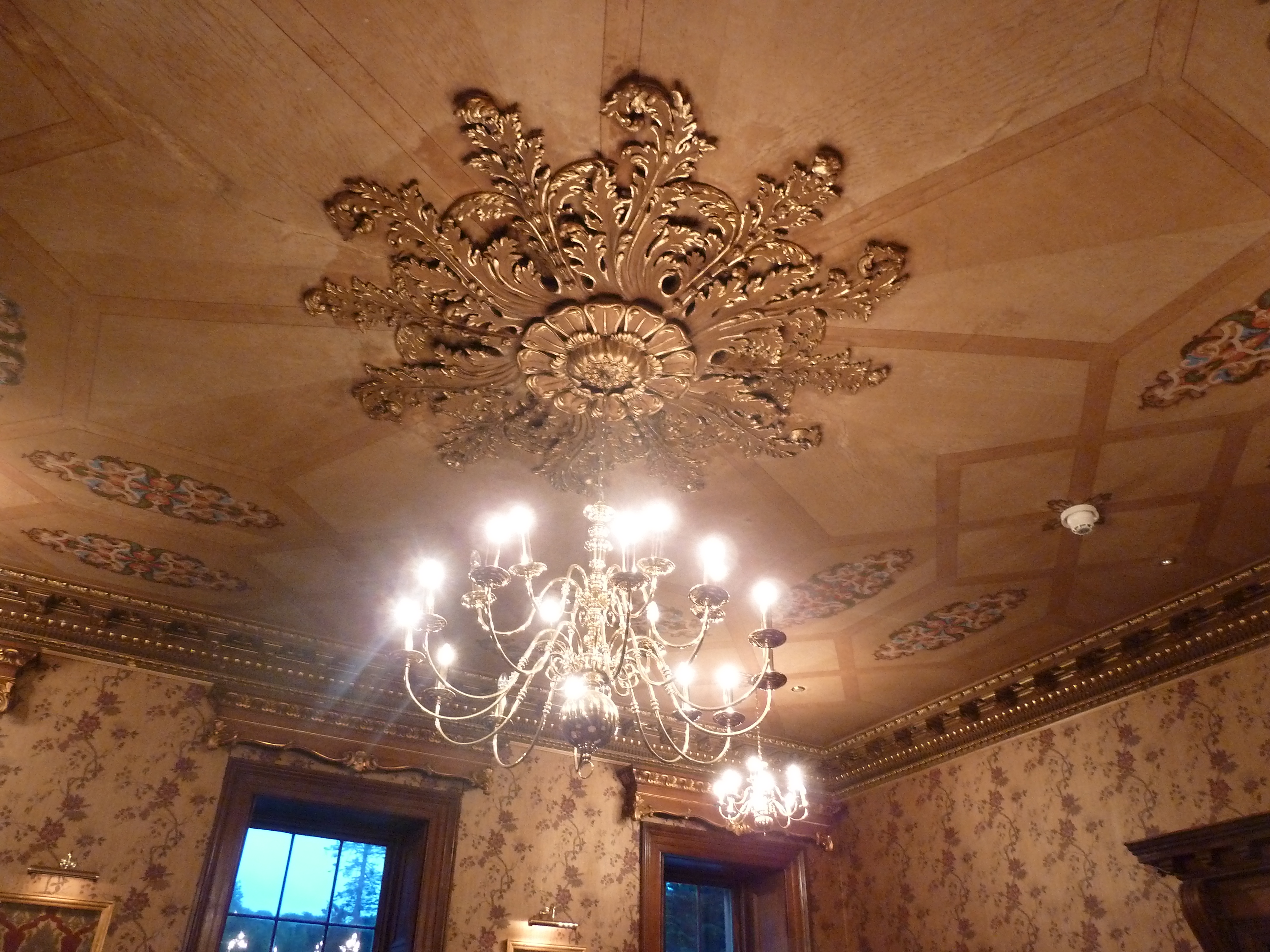
シーリング・ローズ（英語版）。ローマ時代、バラの花を天井につるした宴会の内容は口外してはならないという習慣から[39]。
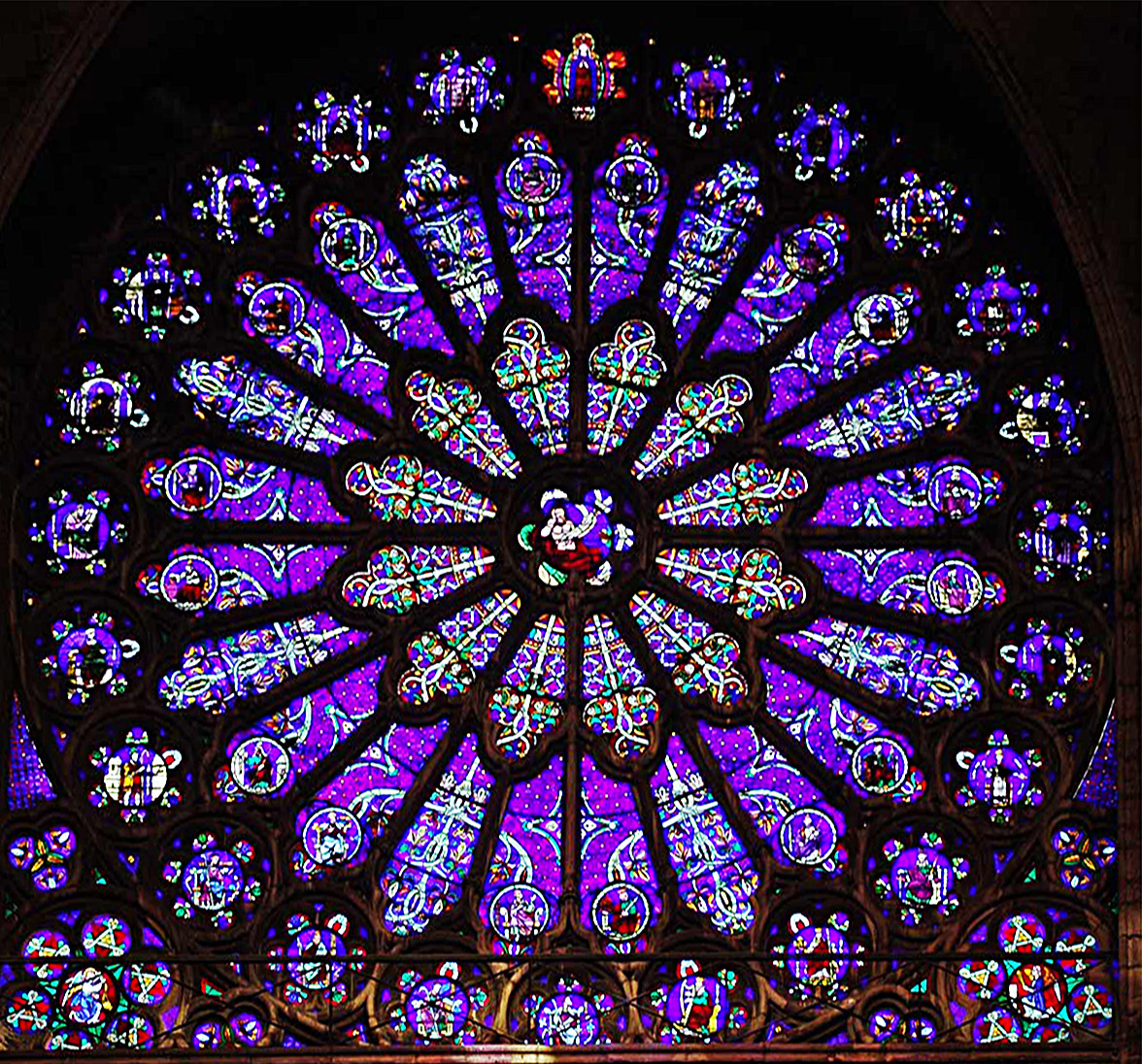
サン・ドニ修道院南翼廊のバラ窓

- 社会主義インターナショナルや社会民主主義政党のシンボルに赤いバラが使われる。ポルトガル社会党のロゴとしては、1992-2016年の間に使用された。

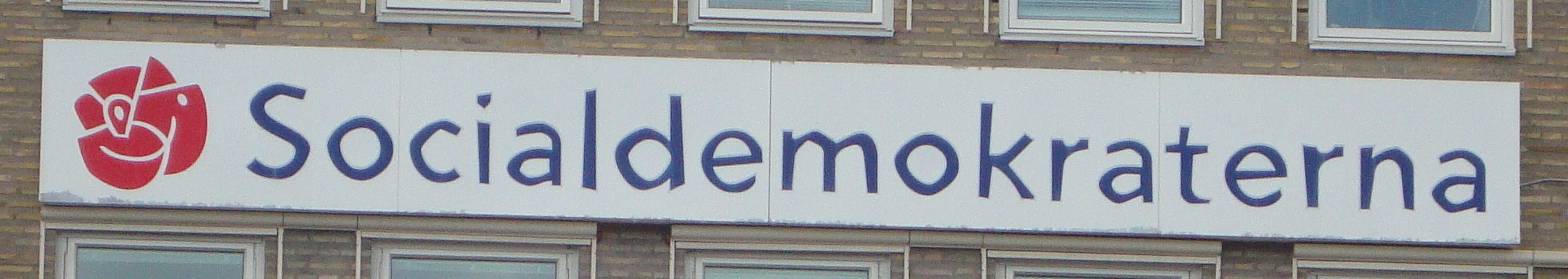
スウェーデン社会民主労働党のロゴ
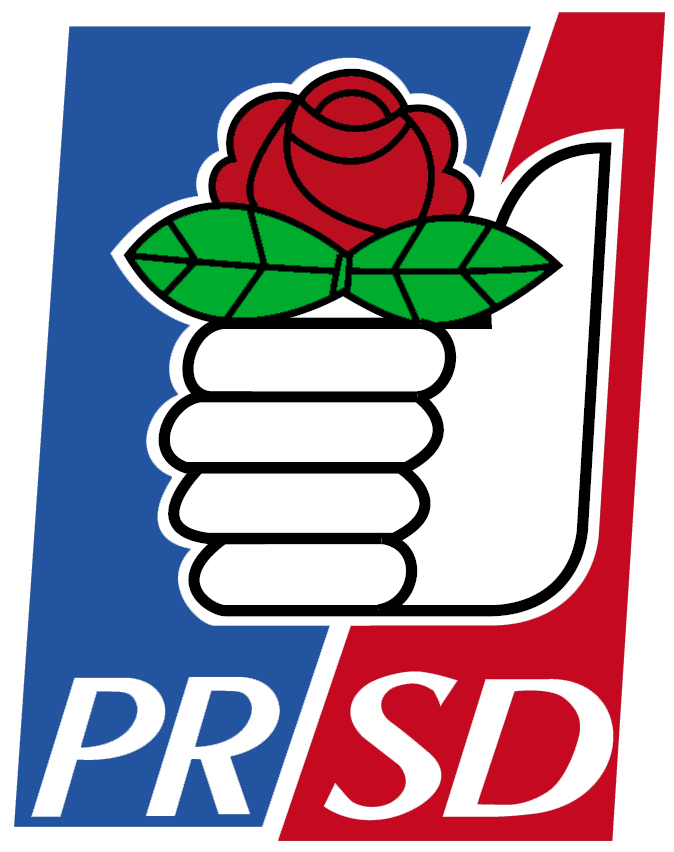
チリ急進社会民主党のロゴ

### 国や自治体の花
以下、バラをシンボルとする国・地域・自治体名を明確にするため、太字で表記。

#### アジア
- 日本
  - 北海道 - 札幌市白石区、岩見沢市、秩父別町、羽幌町
  - 秋田県 - 潟上市
  - 山形県 - 村山市
  - 茨城県 - 五霞町（茨城県の花もバラ）
  - 群馬県 - 前橋市、玉村町
  - 埼玉県 - 伊奈町
  - 千葉県 - 市川市、八千代市、神崎町
  - 東京都 - 港区
  - 神奈川県 - 横浜市、綾瀬市
  - 山梨県 - 笛吹市、山中湖村
  - 長野県 - 中野市、坂城町
  - 岐阜県 - 可児市、神戸町、大野町
  - 静岡県 - 富士市、島田市
  - 愛知県 - 西尾市
  - 京都府 - 精華町
  - 大阪府 - 大阪市北区・西区・東成区、松原市、茨木市、豊中市、寝屋川市、岸和田市
  - 広島県 - 福山市
  - 福岡県 - 粕屋町
  - 鹿児島県 - 鹿屋市
- 大韓民国
  - 京畿道 - ソウル特別市中区 龍山区 西大門区 瑞草区、仁川広域市、光明市、高陽市、安山市、東豆川市
  - 江原道 - 原州市
  - 忠清北道 - 鎮川郡
  - 慶尚北道 - 大邱広域市寿城区・達西区、浦項市、永川市、尚州市
  - 慶尚南道 - 馬山市
- 中華人民共和国
  - 山西省 - 晋城市
  - 陝西省 - 銅川市
  - 江蘇省 - 常州市
- イラク
- イラン
- サウジアラビア

#### アフリカ
- モロッコ

#### ヨーロッパ
- イギリス
  - イングランド - バラがモチーフの紋を持つ家の争い薔薇戦争を経て、テューダー朝にテューダー・ローズとして統合。
- ブルガリア
  - カザンラク
- ポルトガル
- ルーマニア
- ルクセンブルク

#### 北アメリカ
- アメリカ合衆国
  - ニューヨーク州

### 慣用句・熟語
- under the rose - 秘密の意味。
- 茨の道 - 辛く険しい道のりのこと。
- 青いバラ（the blue rose） - 神の祝福、または、不可能の意。
- きれいなバラには棘がある - 外見の美しさに気を取られると危険な目に会う事がある。
- There's no rose without a thorn. - 「棘のないバラは無い」または「世に完全な幸福はない」。フランスでは「誰にでも弱点がある」という意味。
- Run for the roses - ケンタッキーダービーの意。

## ギャラリー

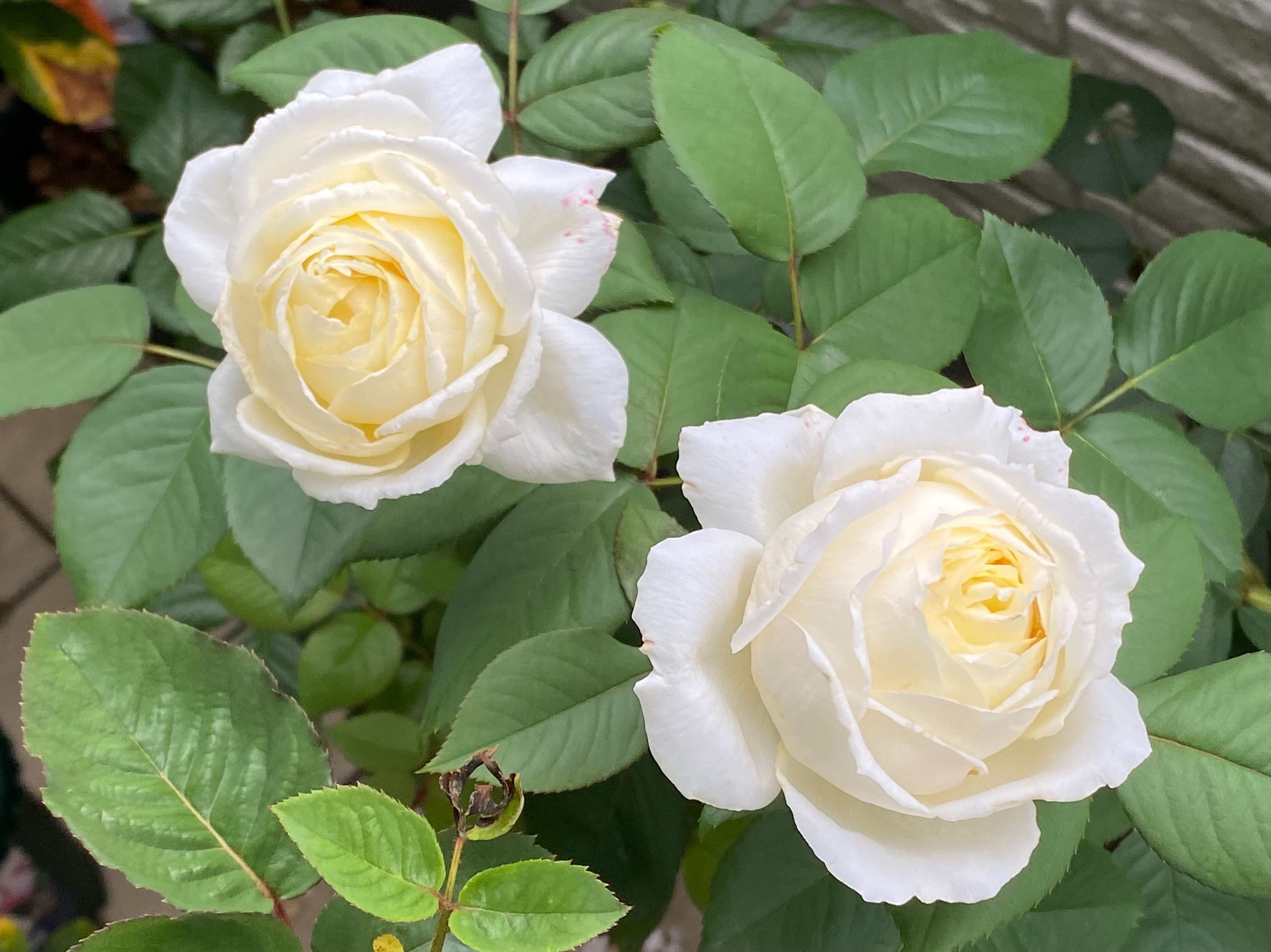
薔薇の品種「ロイヤルプリンセス」
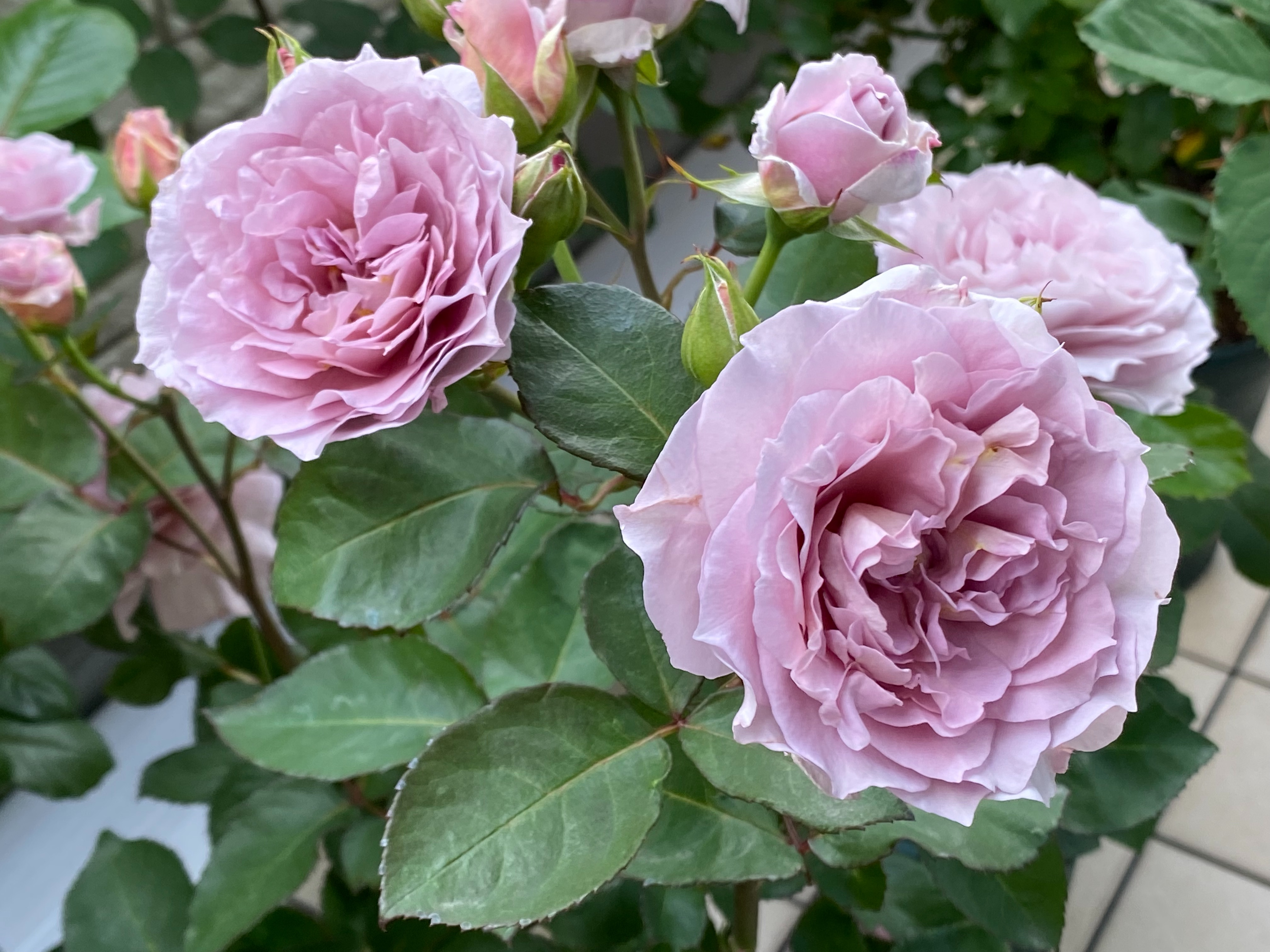
京成バラ園芸2020年発表品種「令の風（Reinokaze）」
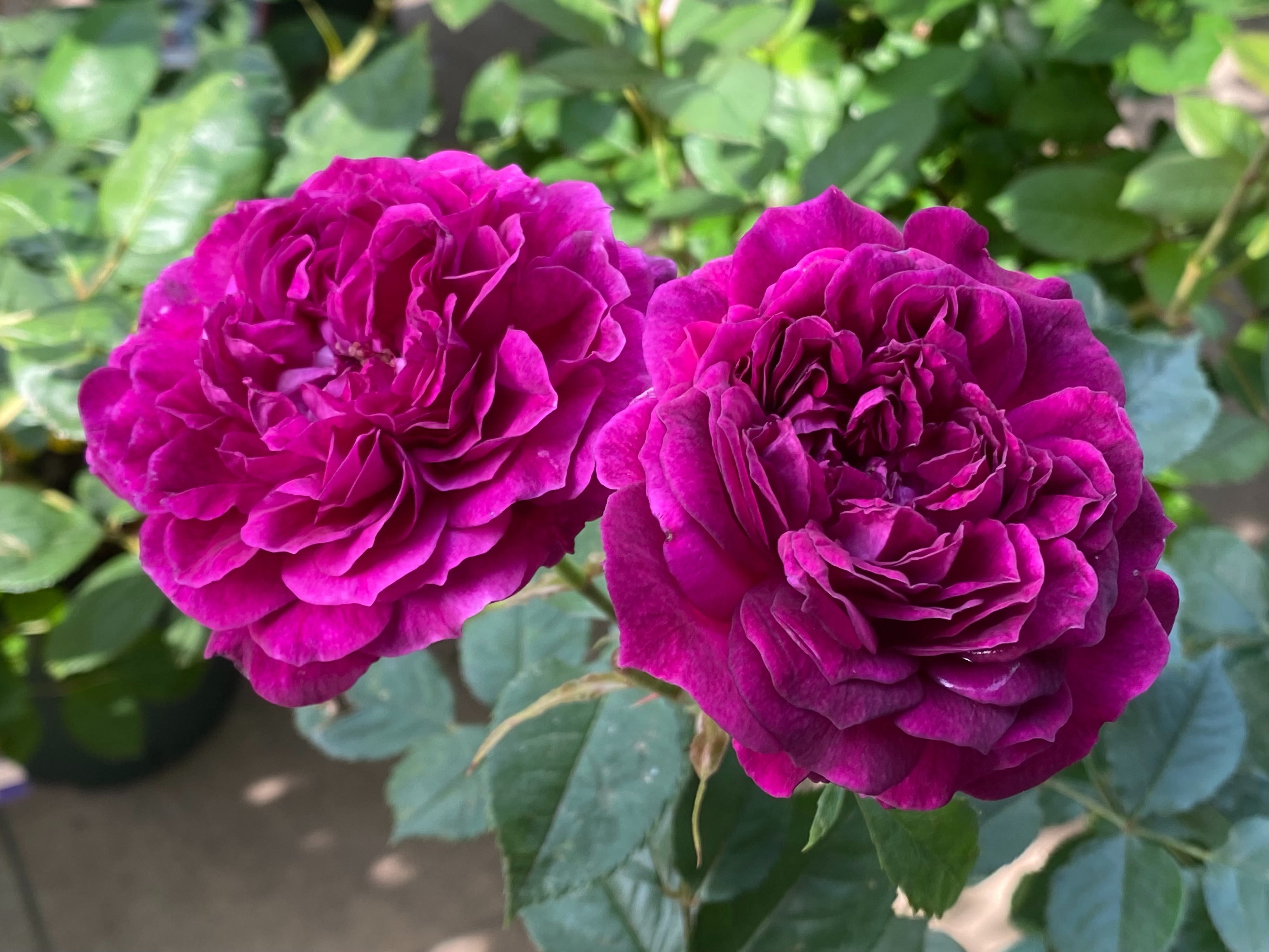
日本・河合伸志 作出のバラ「ローズドゥクミコ」
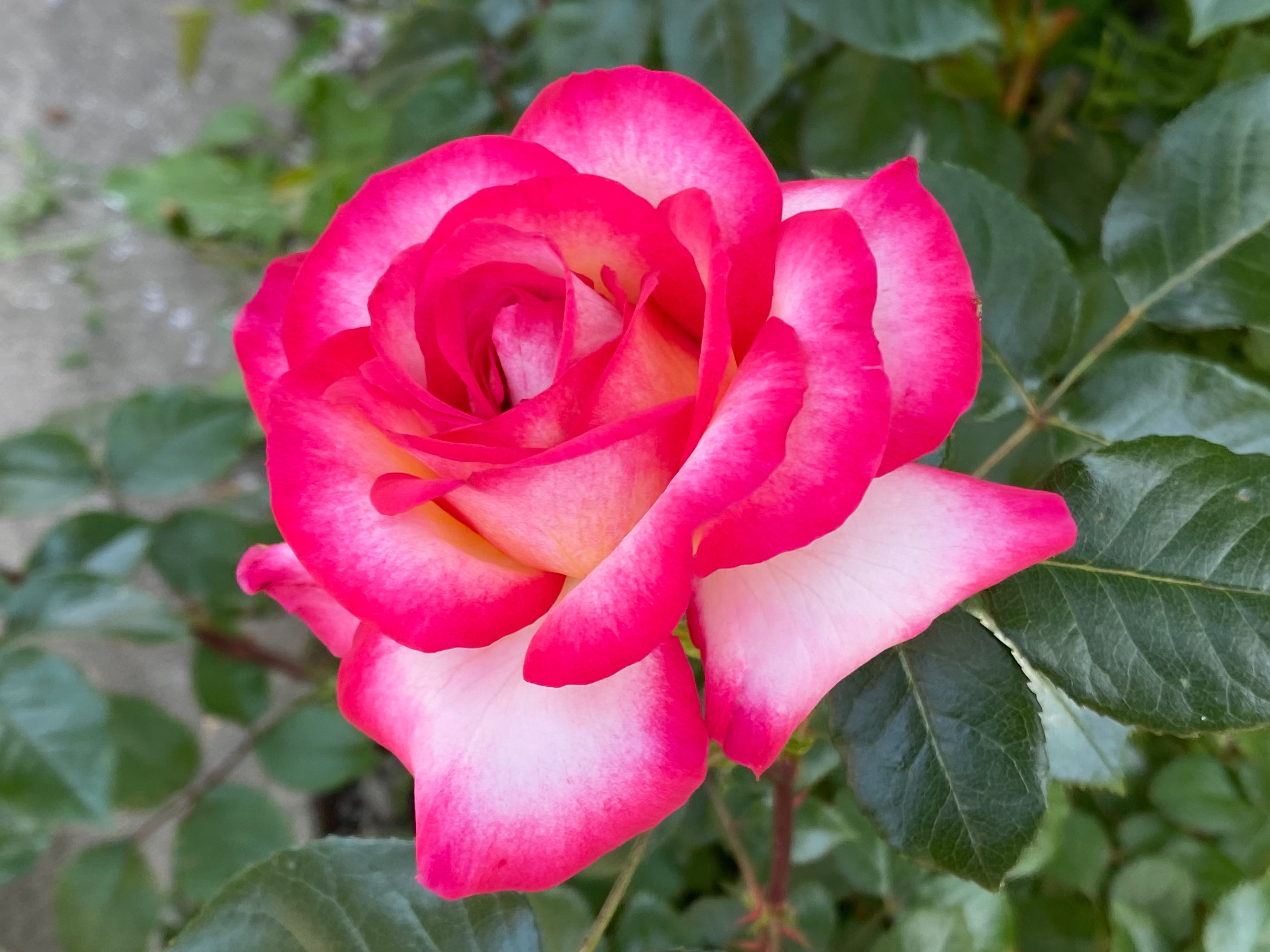
フランス・デルバール社作出「ストロベリーアイス」
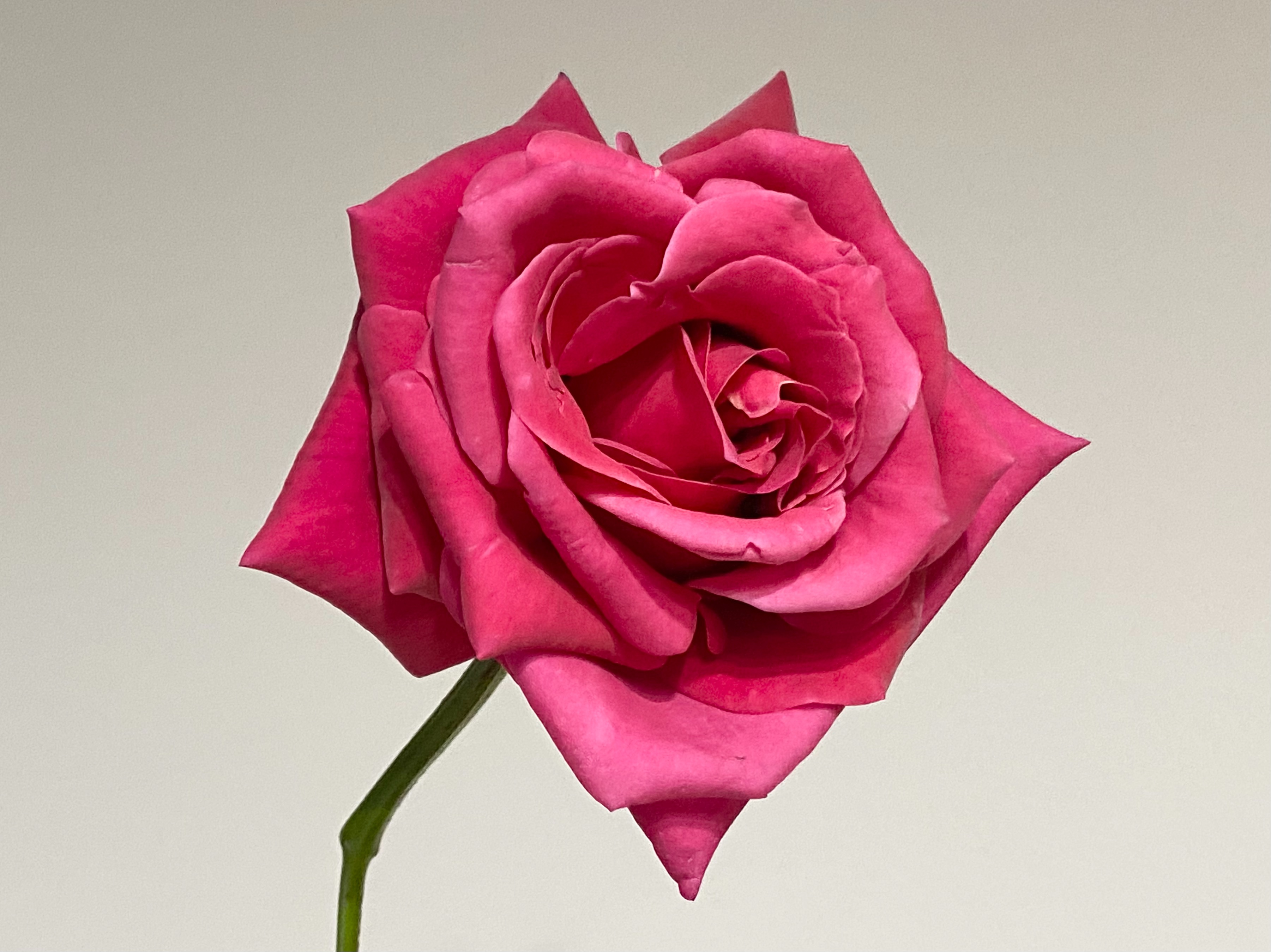
イギリス・McGredy作出「レッドライオン」
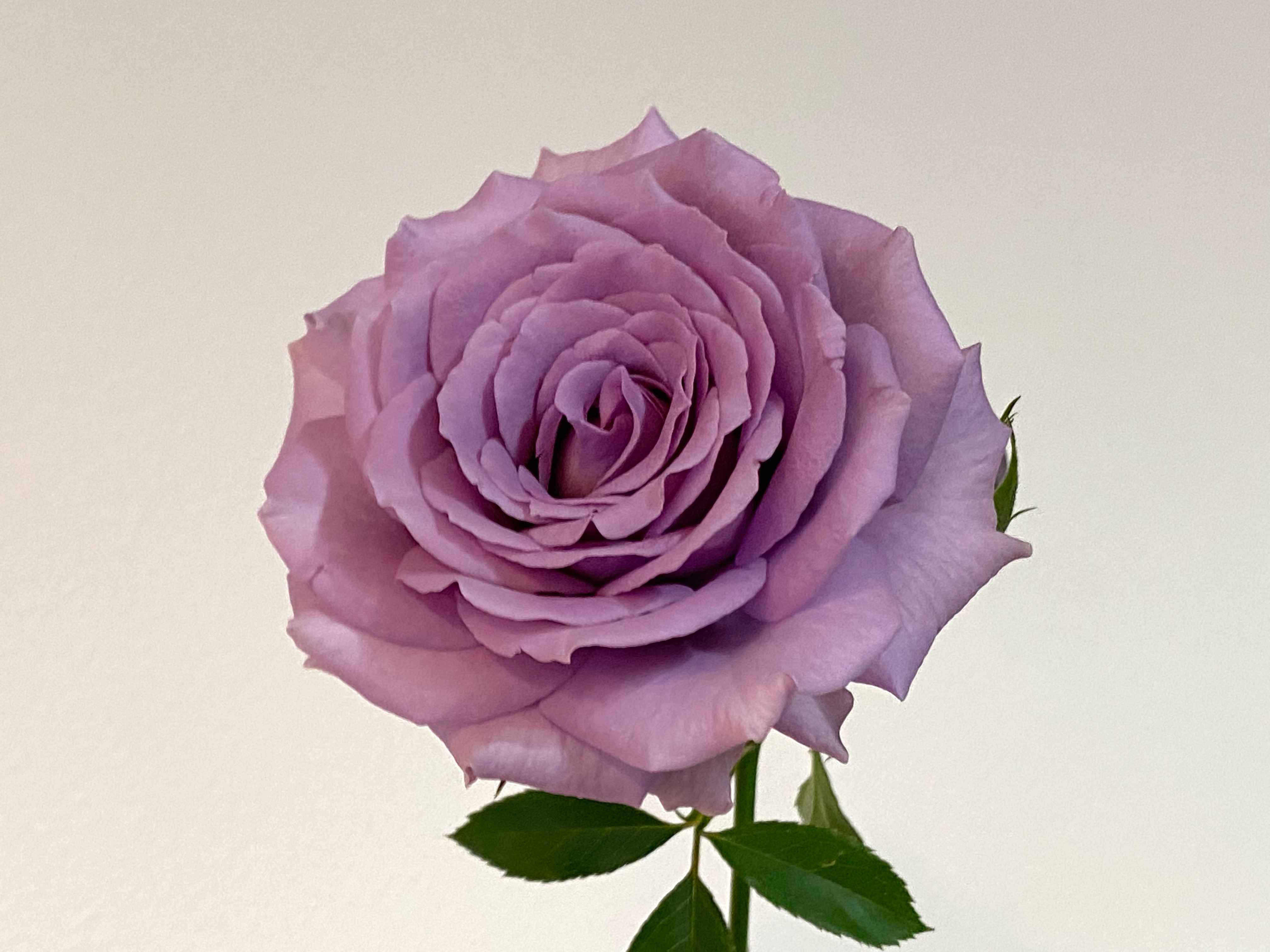
寺西菊雄 作出品種「スイートムーン」
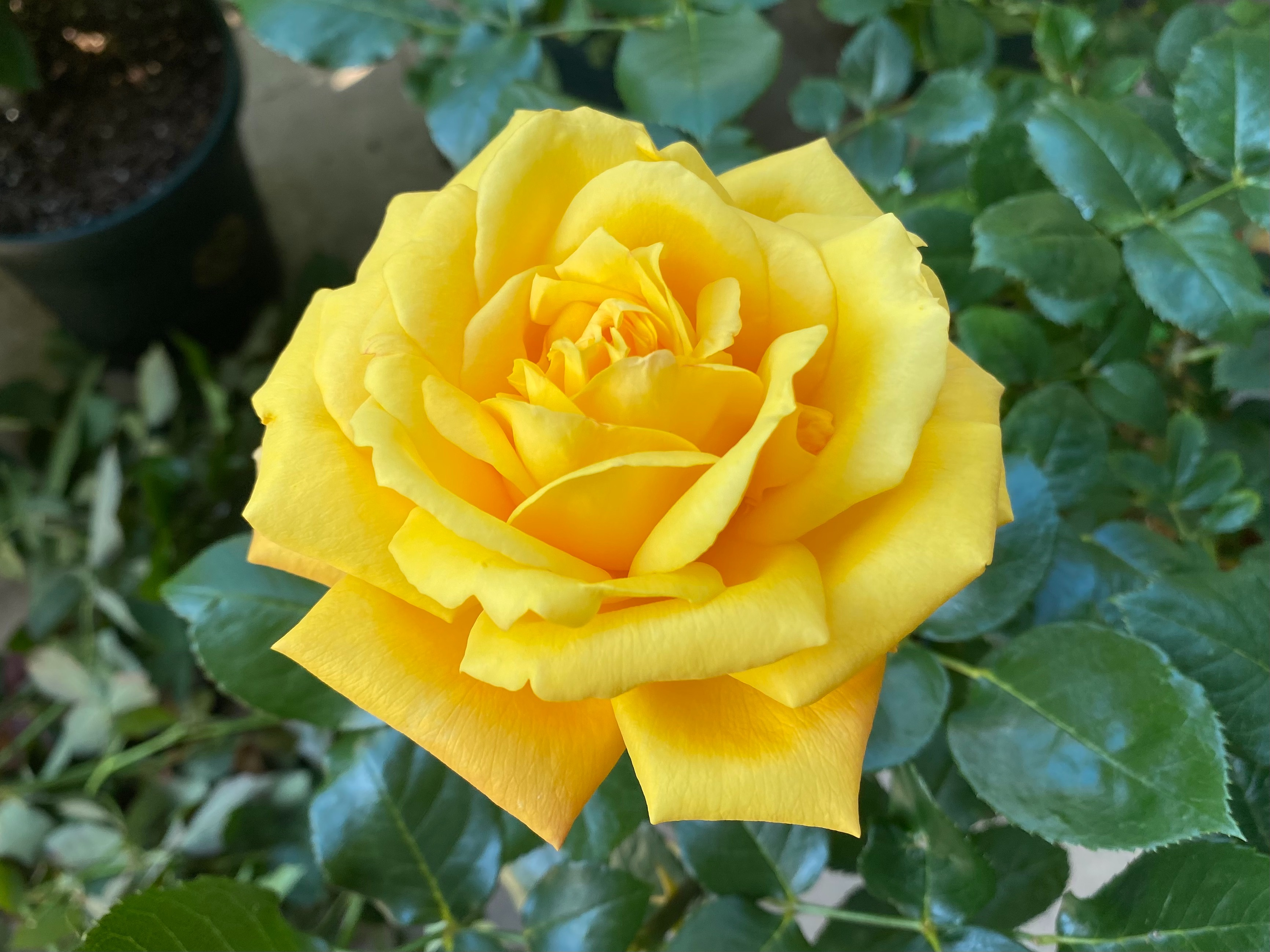
京成バラ園芸作出のバラの品種「かぐや姫」
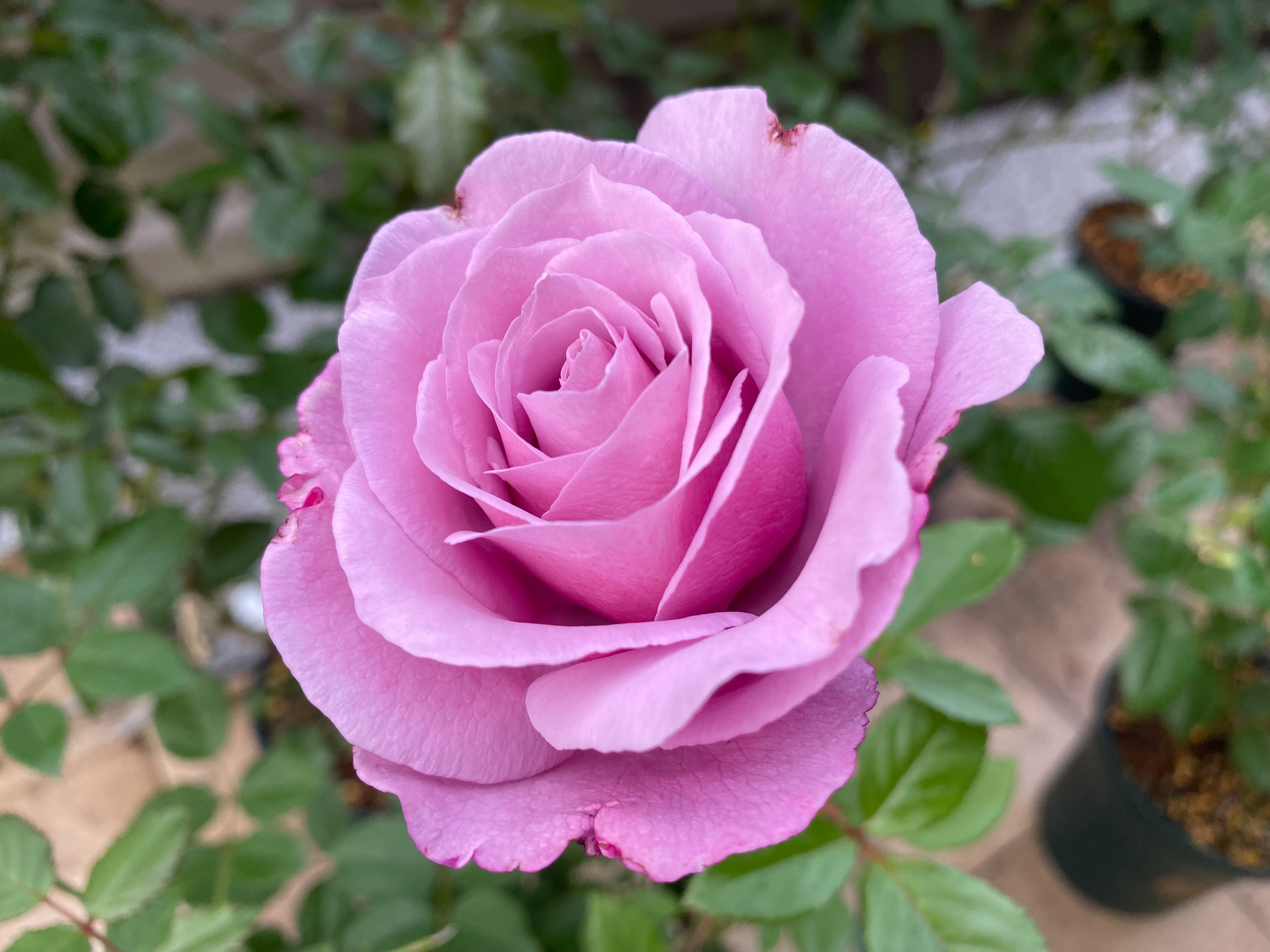
アメリカ・ジャクソン＆パーキンス作出品種「シークレットパヒューム」
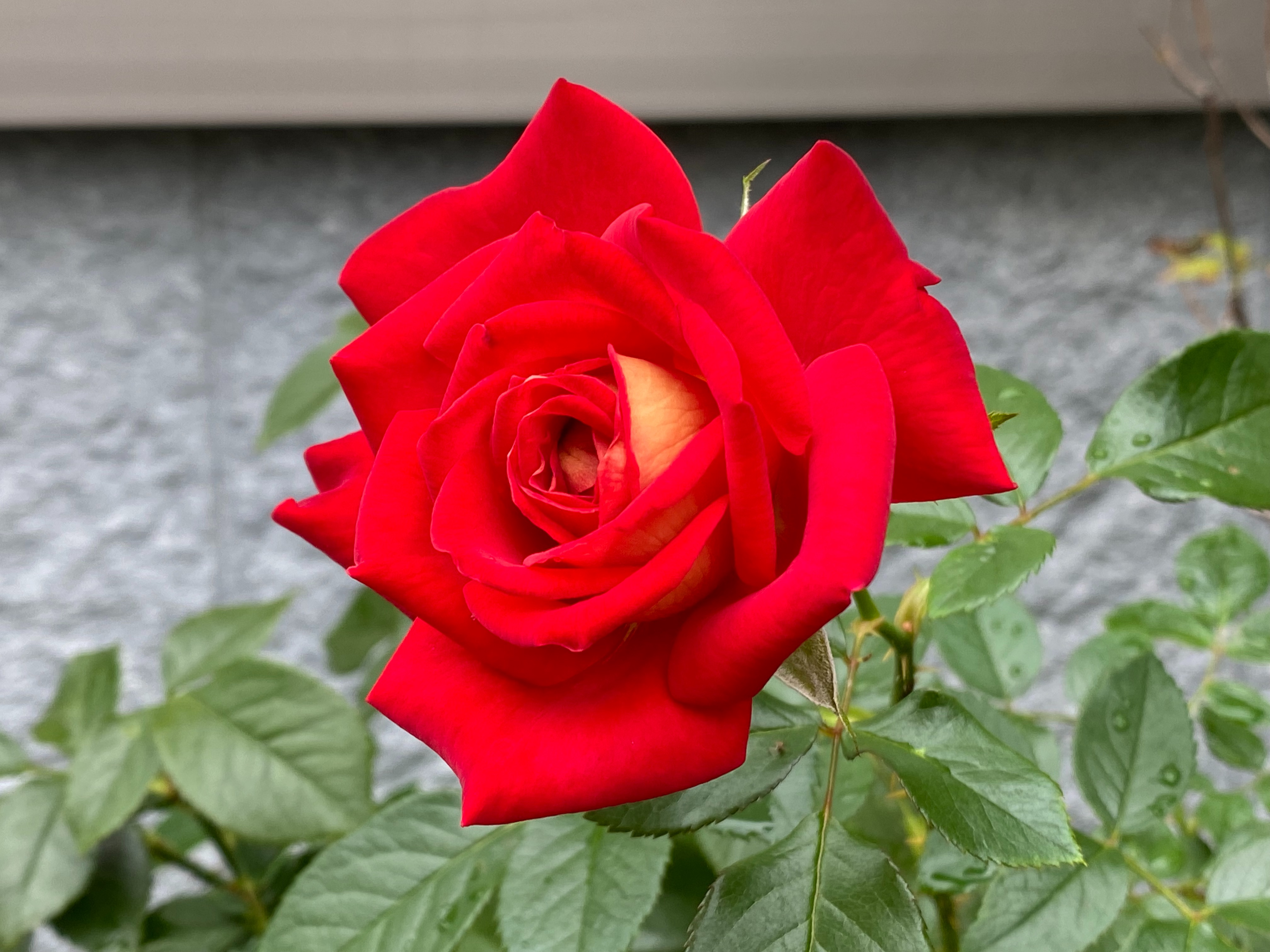
京成バラ園作出のバラの品種「希望（きぼう）」
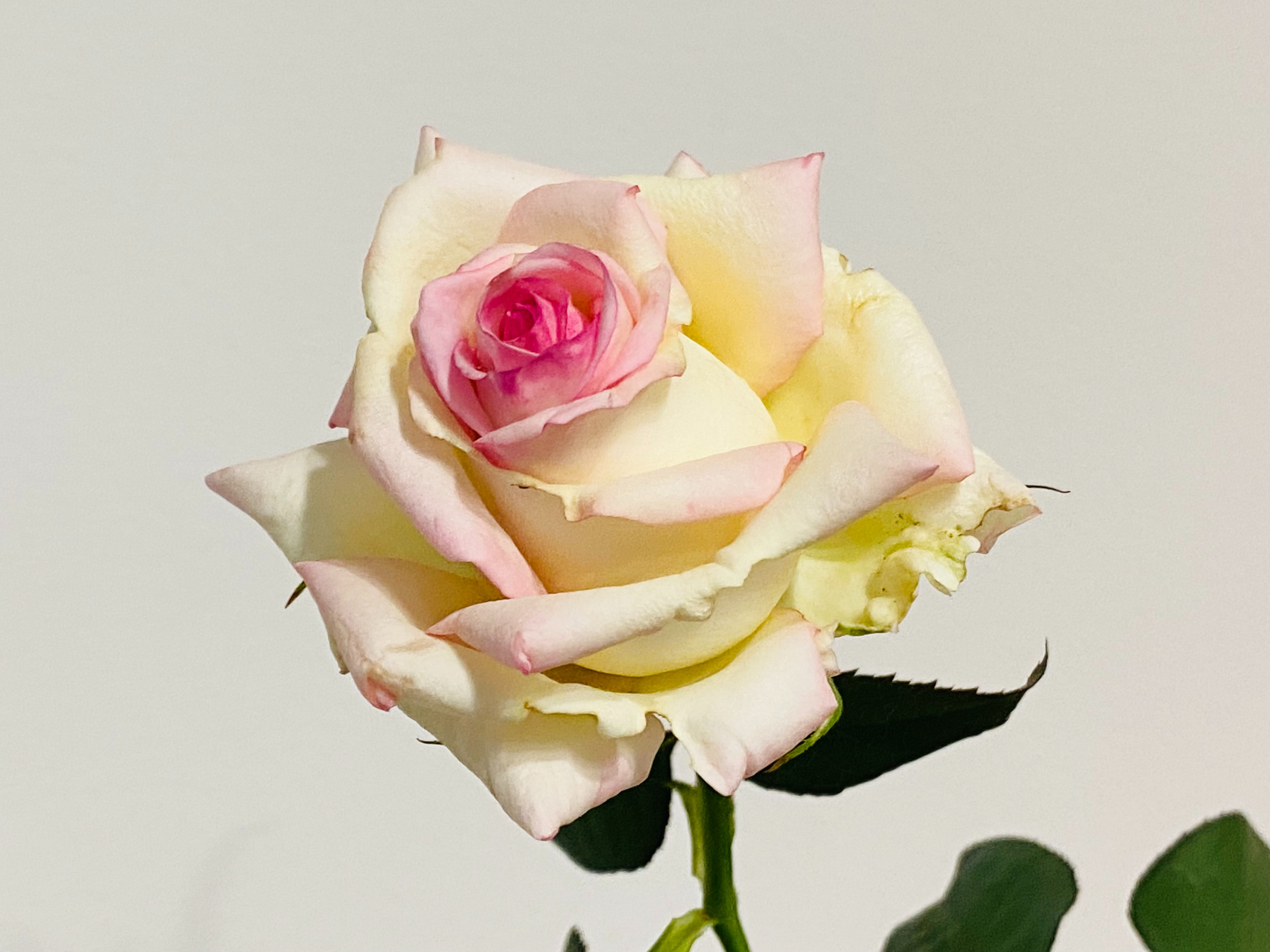
京成バラ園作出のバラの品種「初恋（はつこい）」
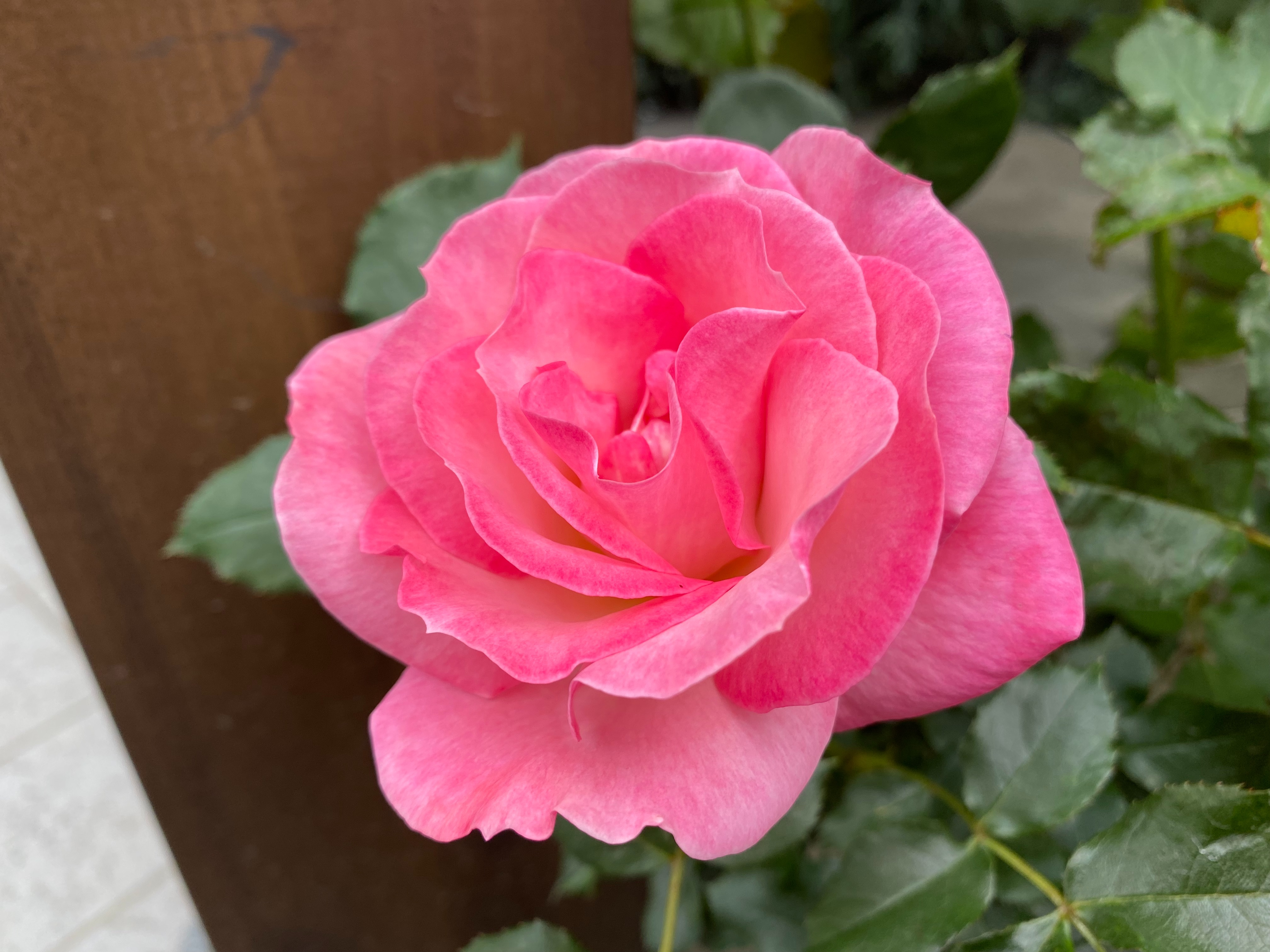
京成バラ園作出のバラの品種「凛（りん）」
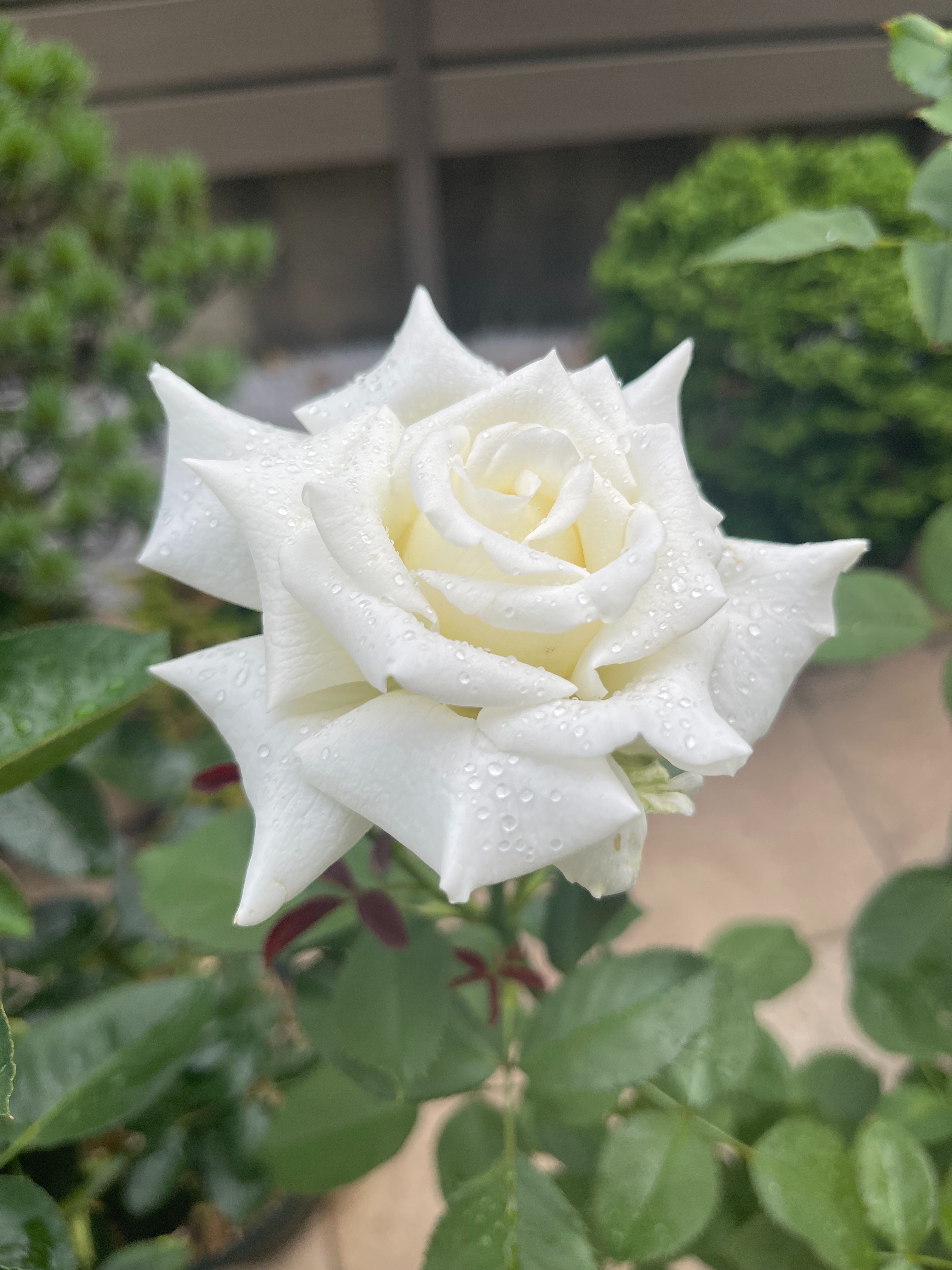
ヨハネパウロ2世（HT）
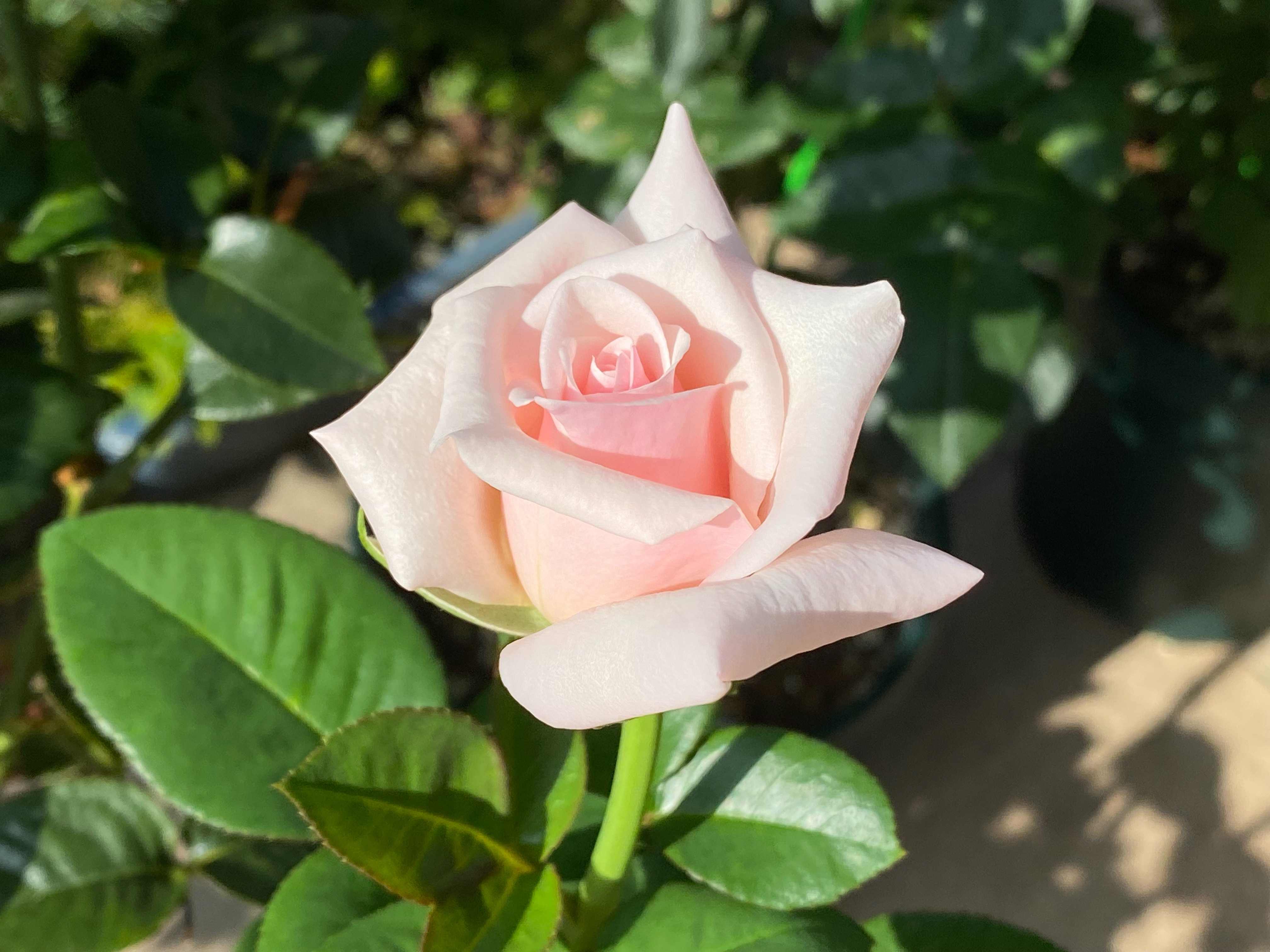
品評会でも使用される品種「ロイヤルハイネス」
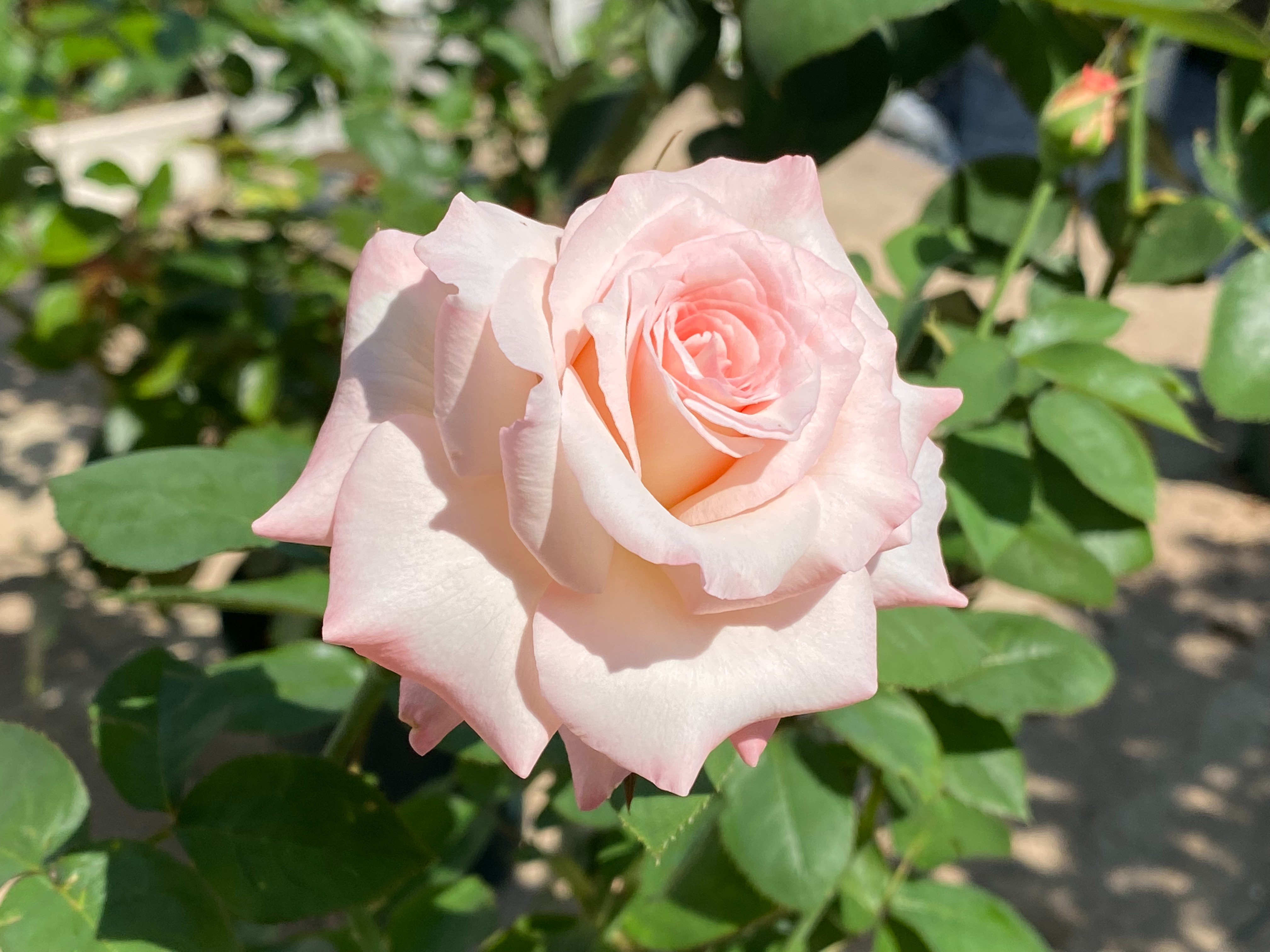
京成バラ園作出の品種「ミスターローズ」
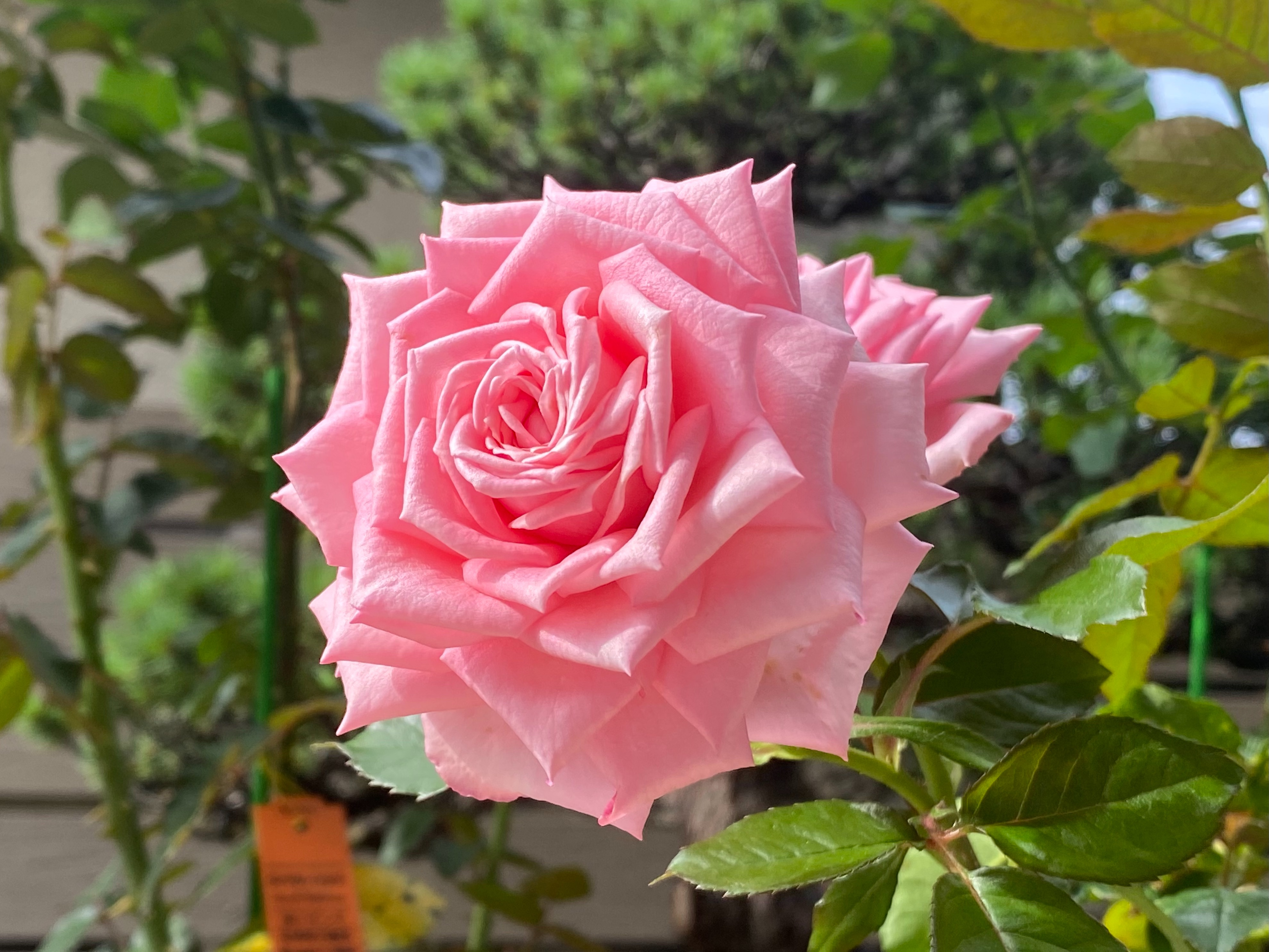
ウェディングベルズ（HT）
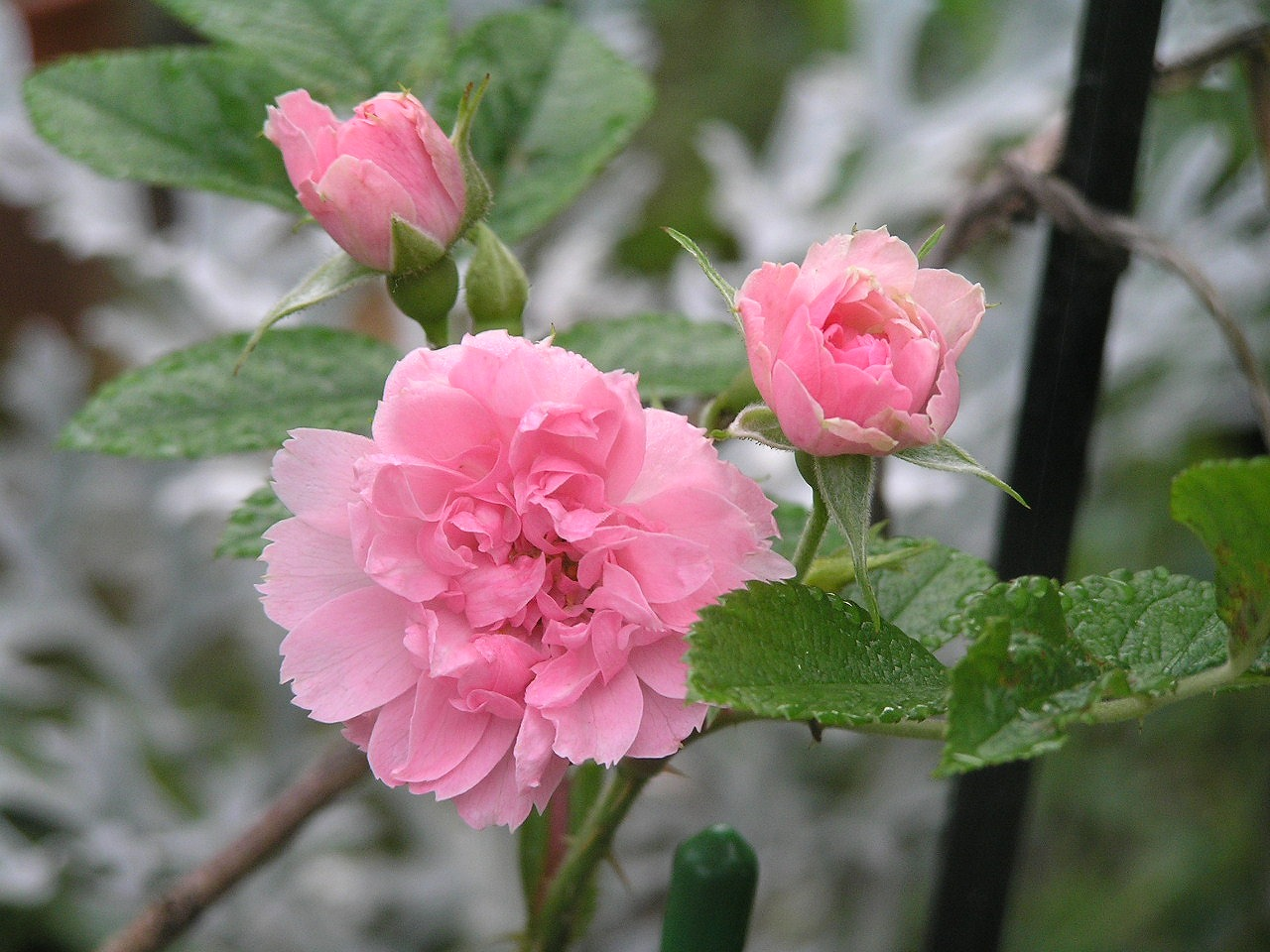
ピンクグルーテンドルスト（OL）
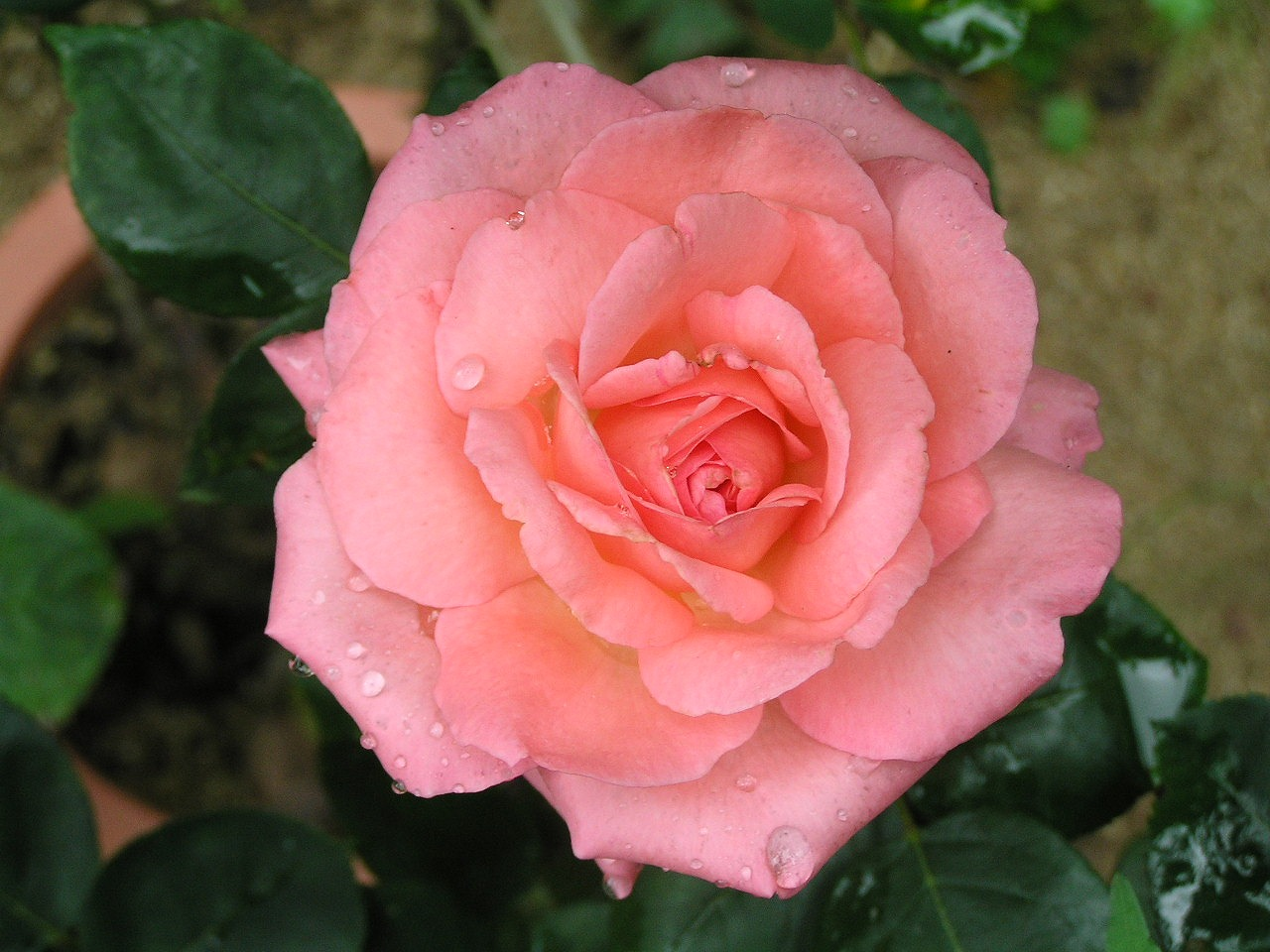
ピンクパンサー（HT)
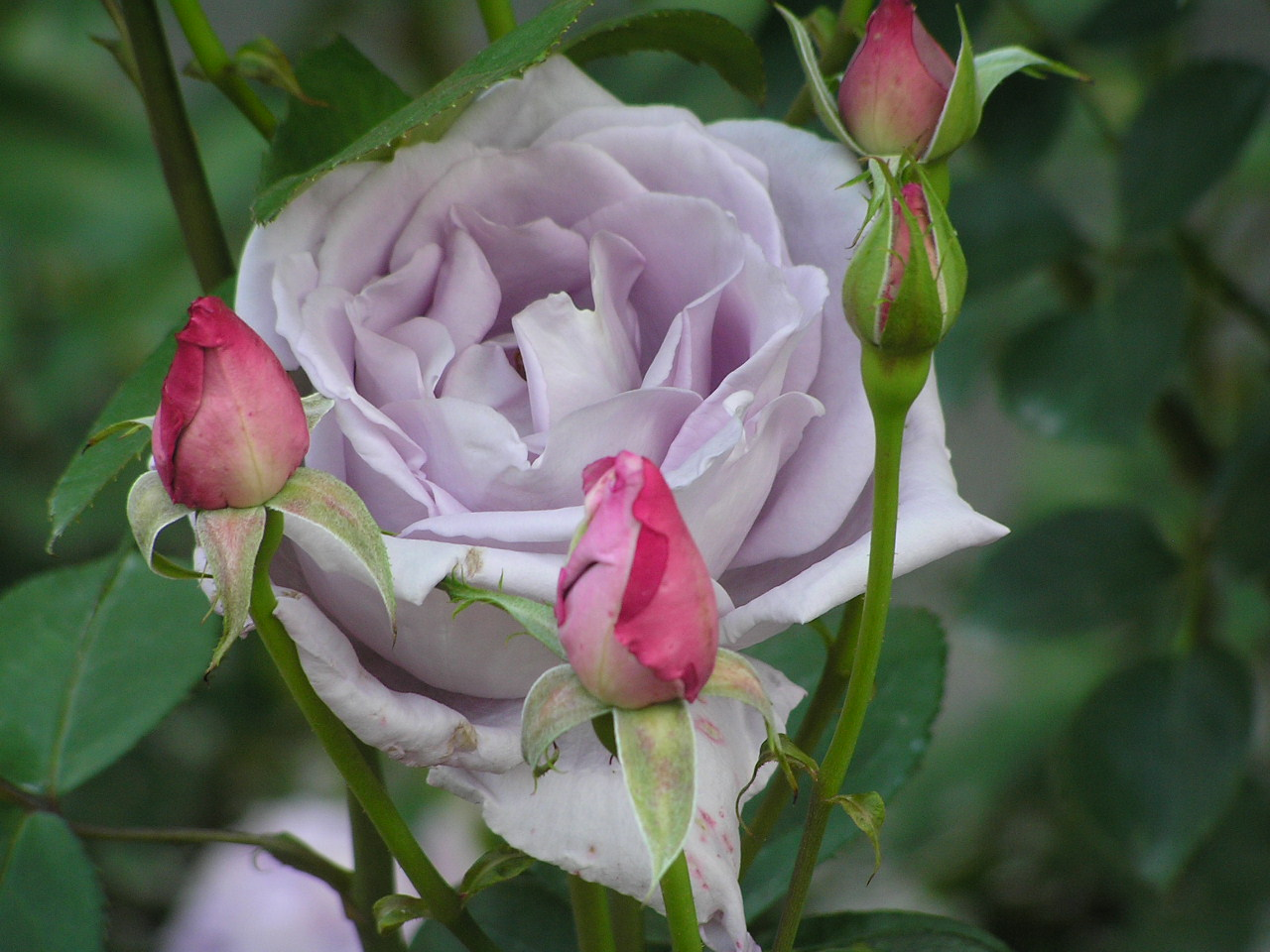
ブルームーン（HT）
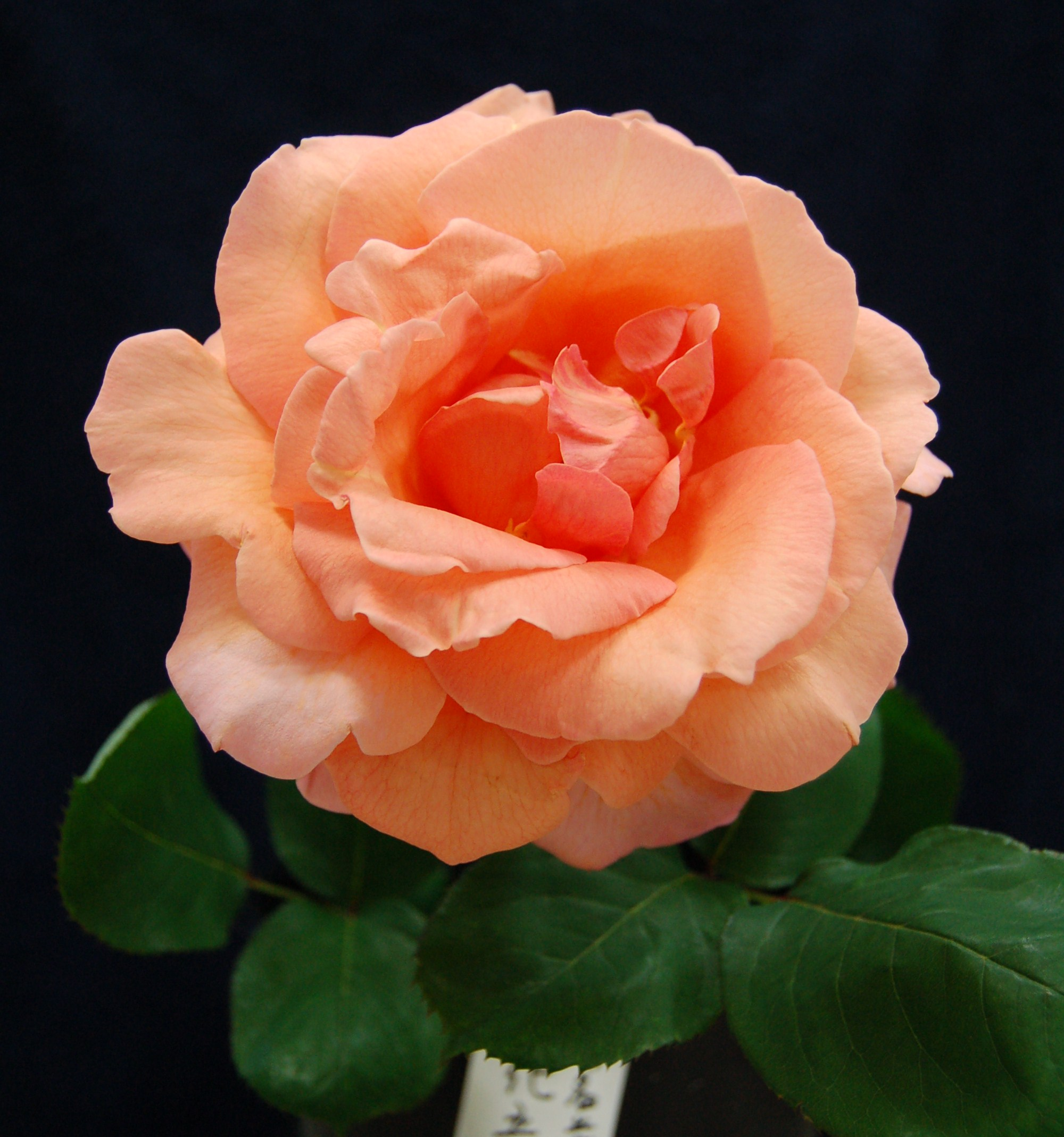
花音（HT）
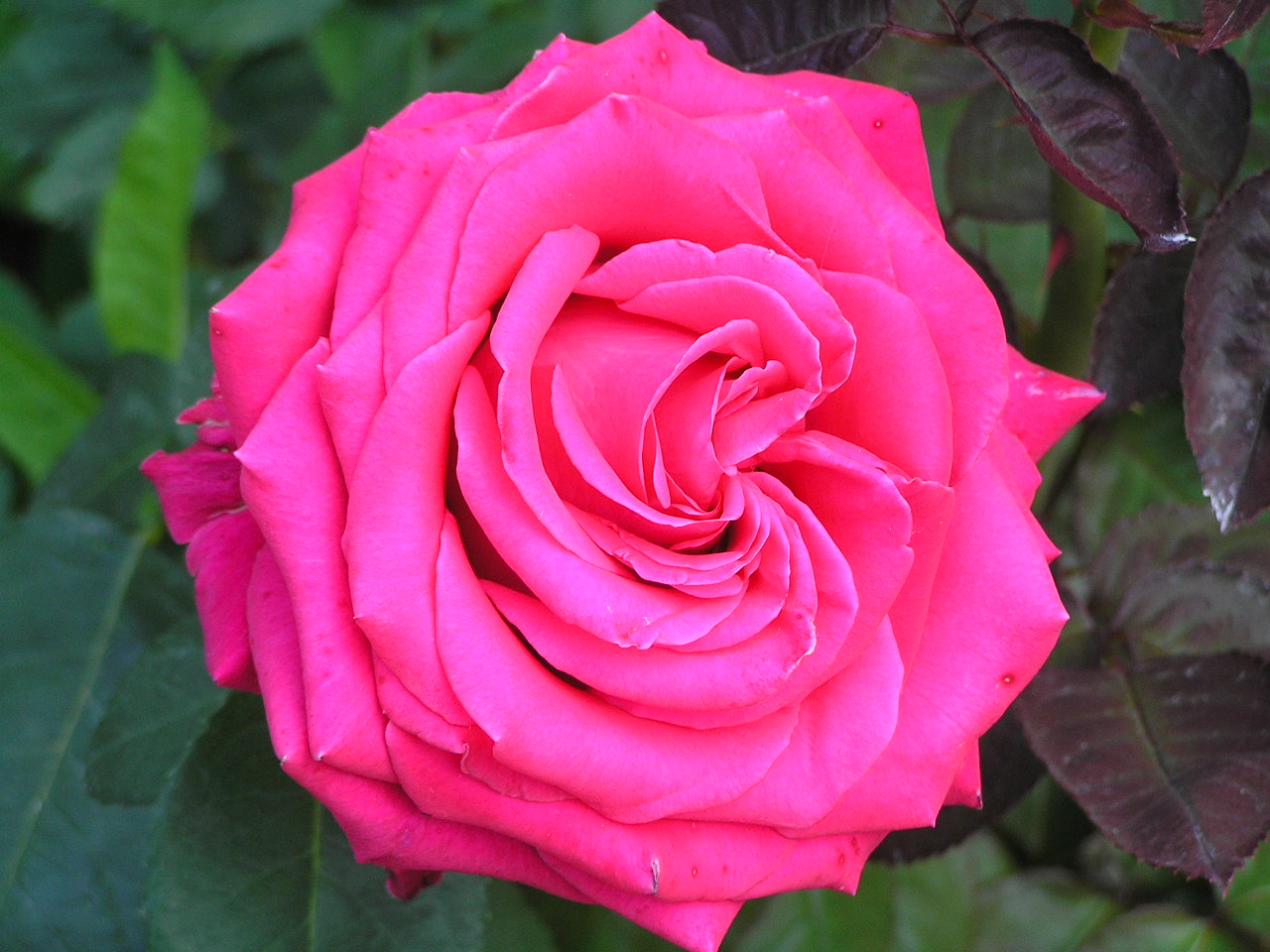
千代（HT）
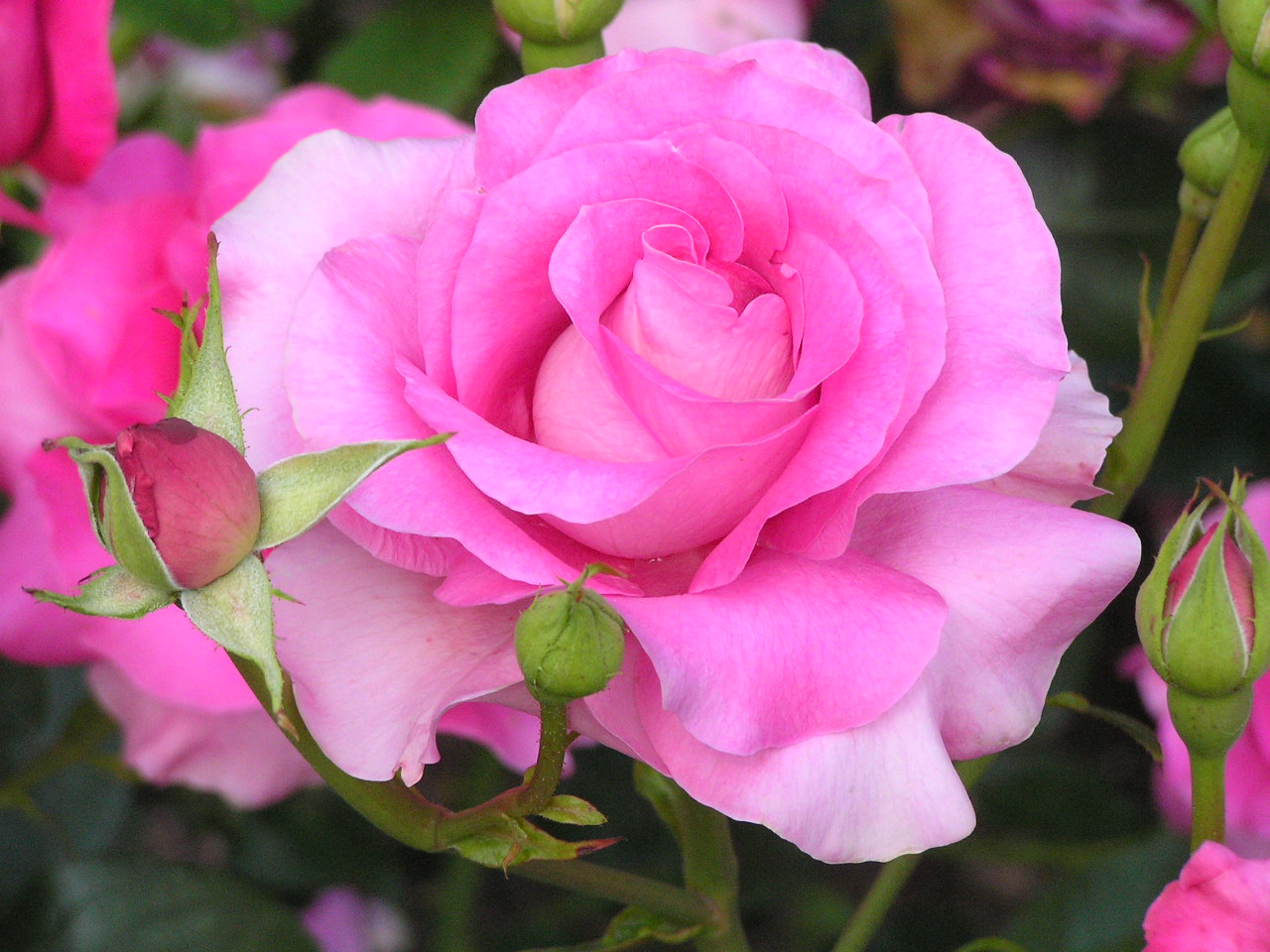
マヌウ・メイアン (HT）
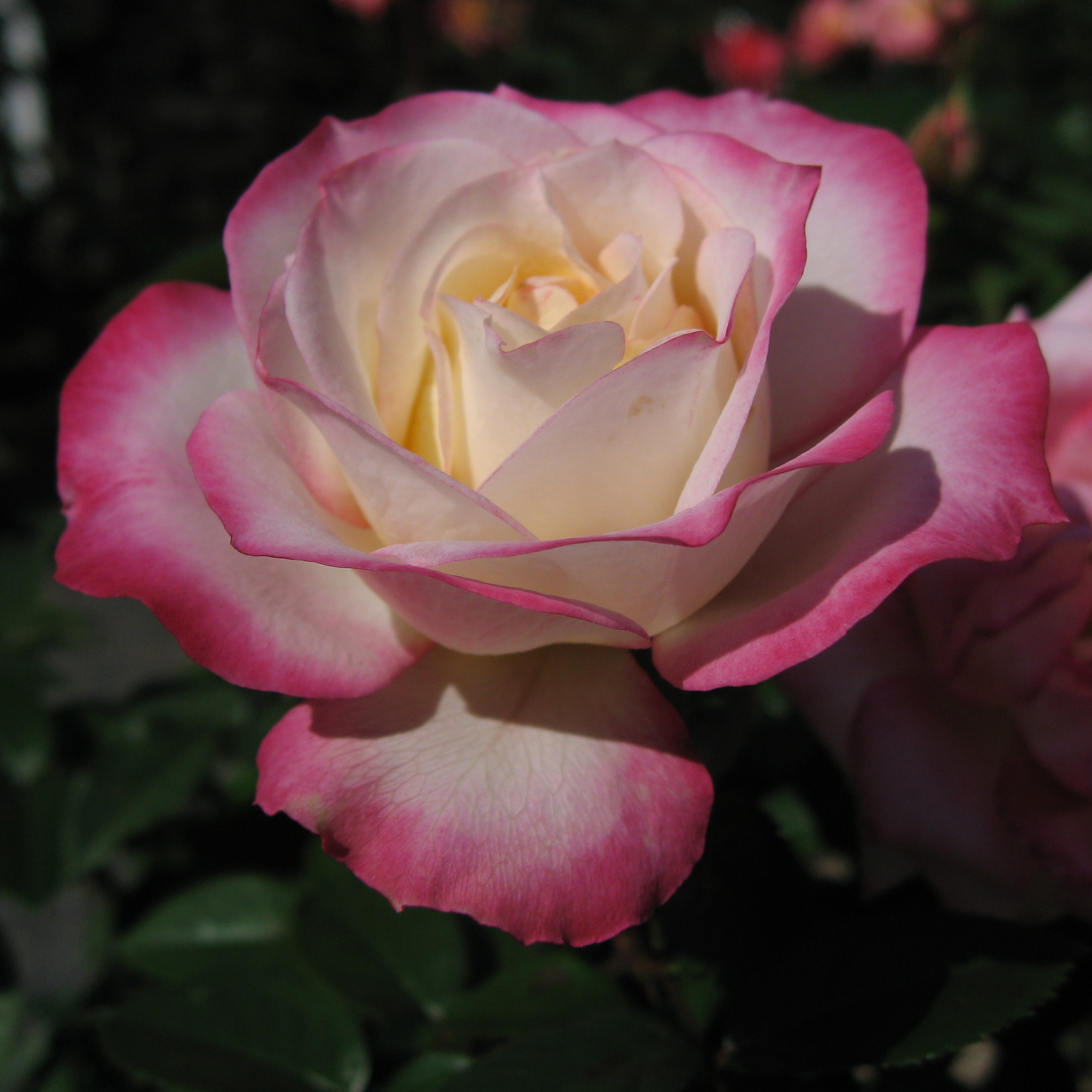
メヌエット（FL）
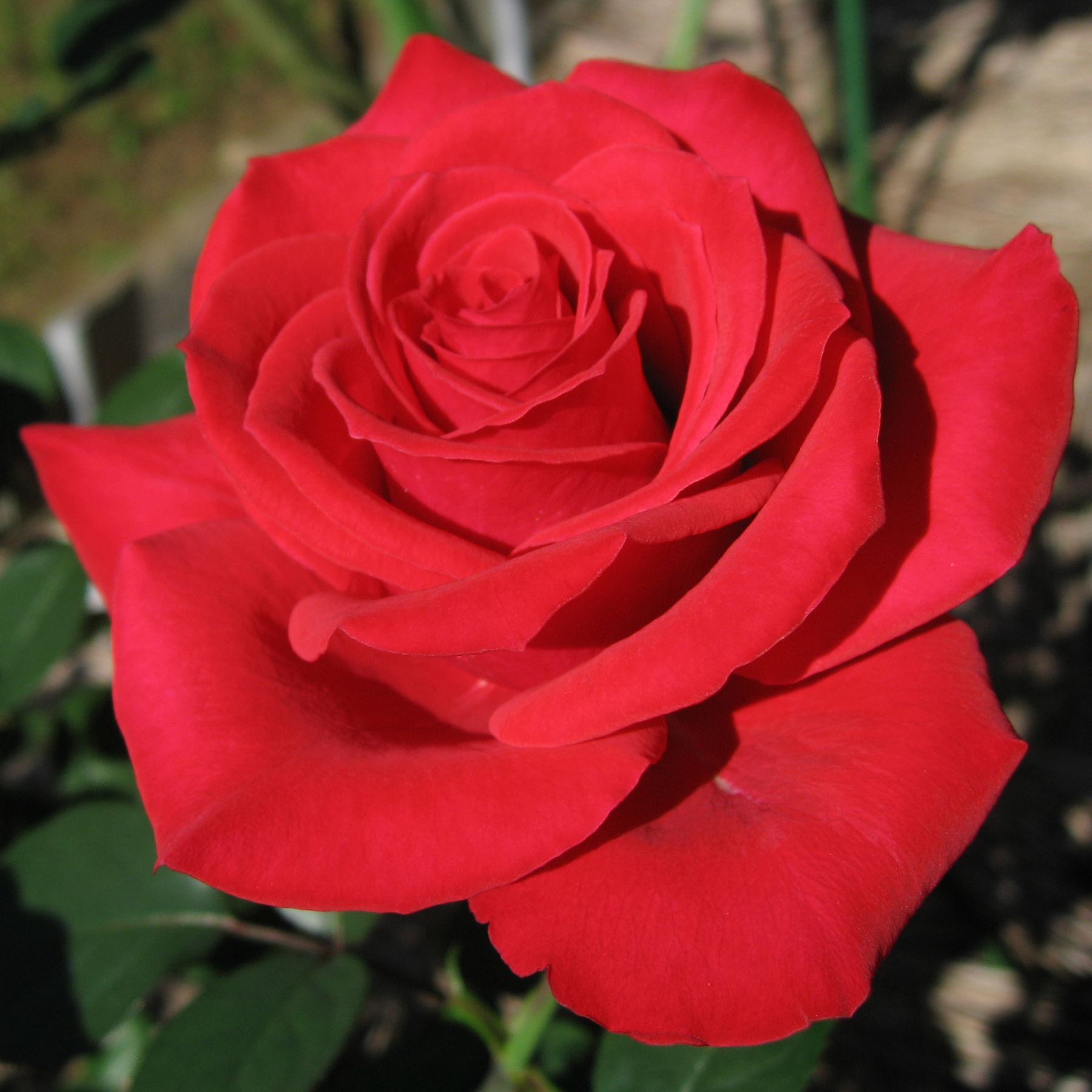
レッドシャトー（HT）
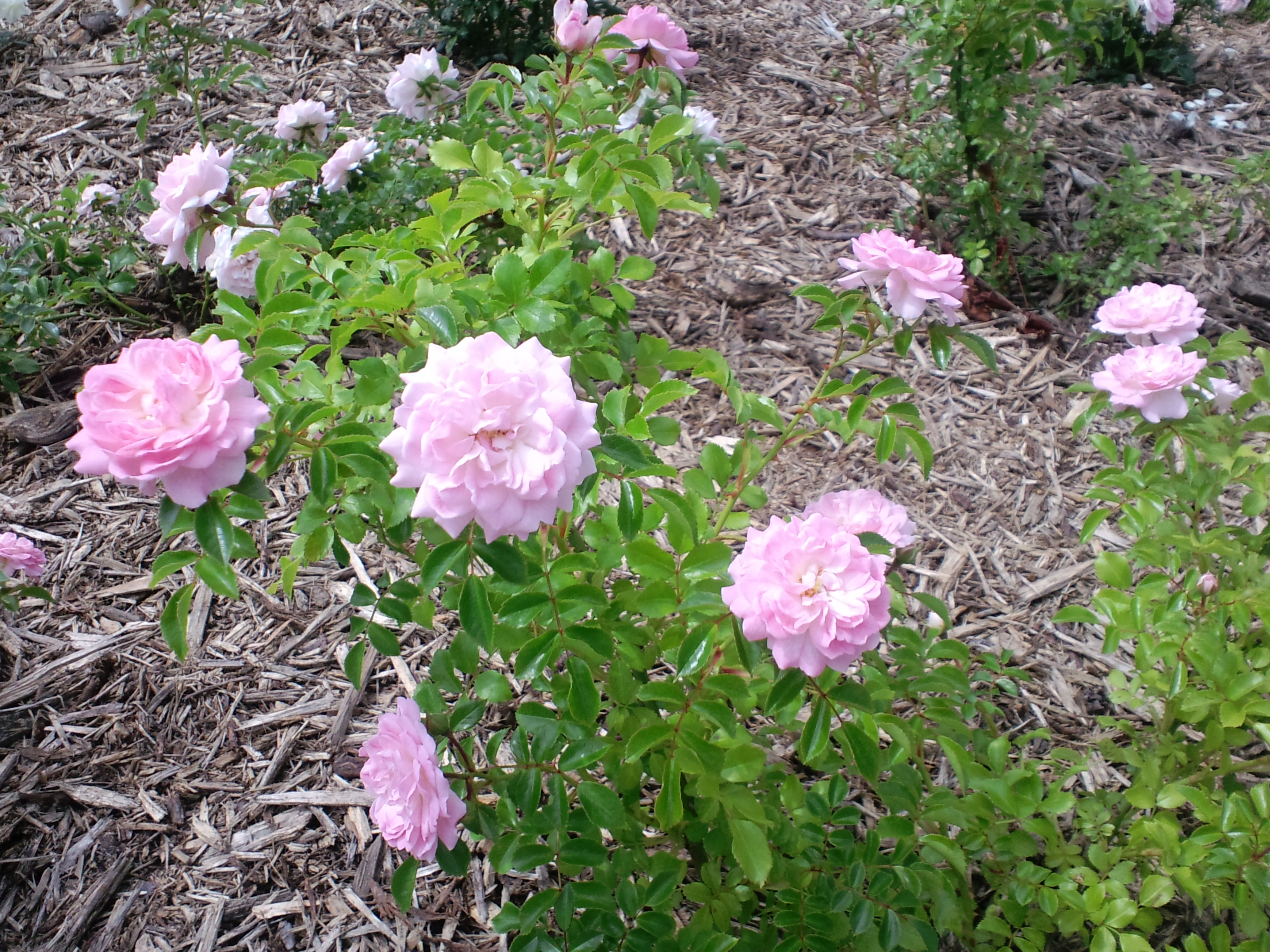
カウンティー・オブ・チェシャー（S）
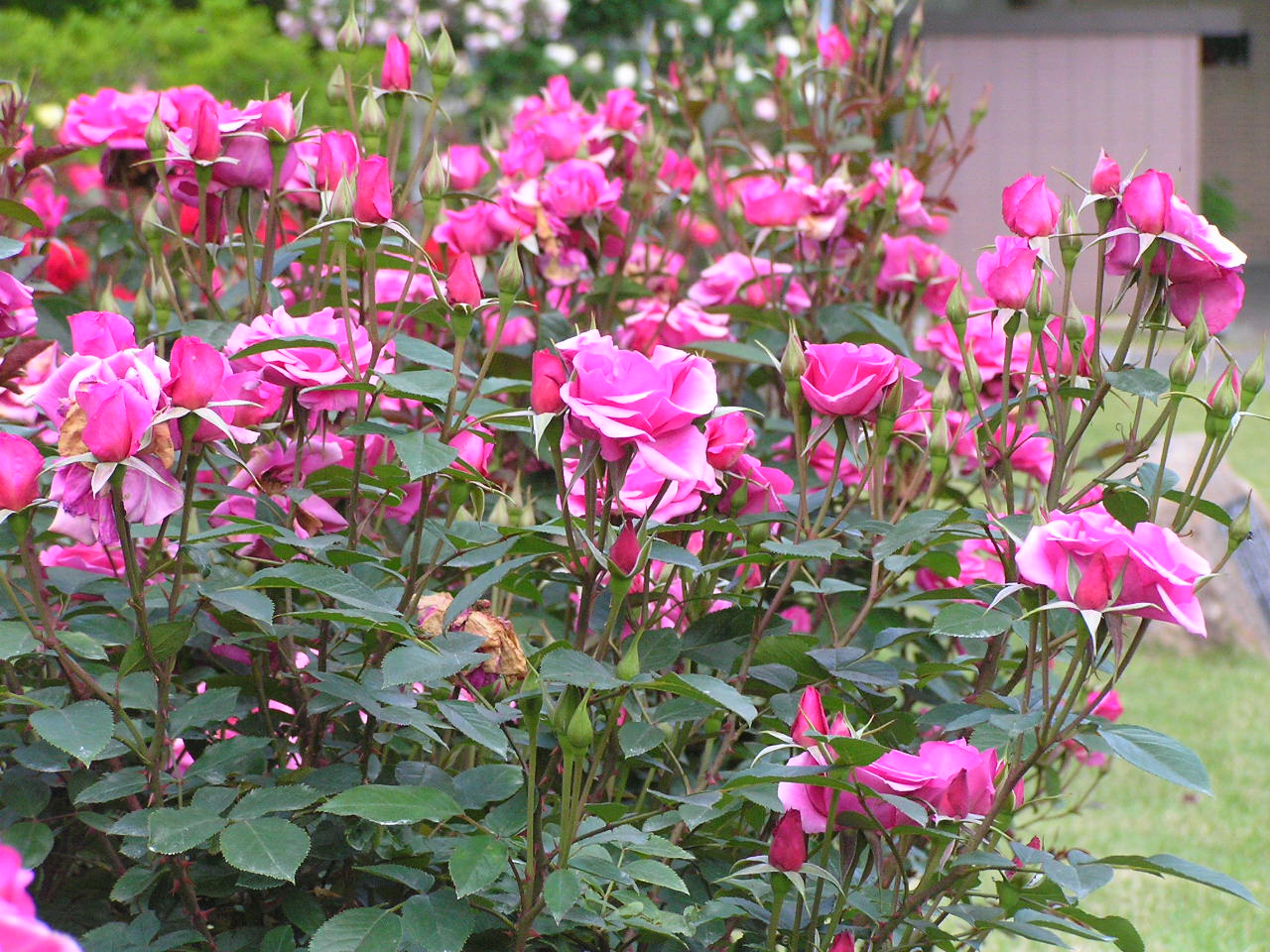
ローズミュージック（HT）
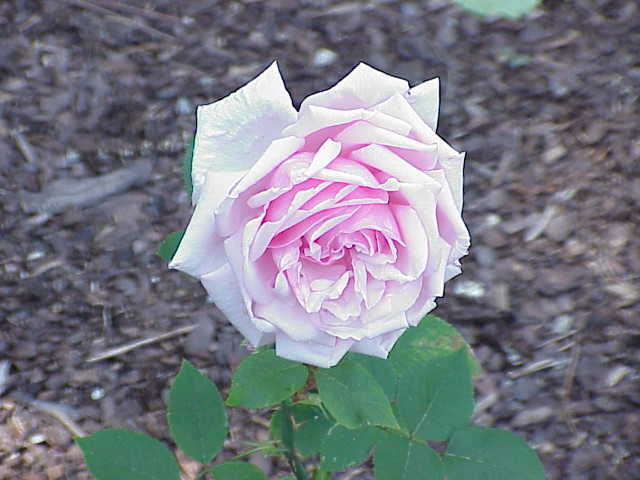
ラ・フランス（HT）
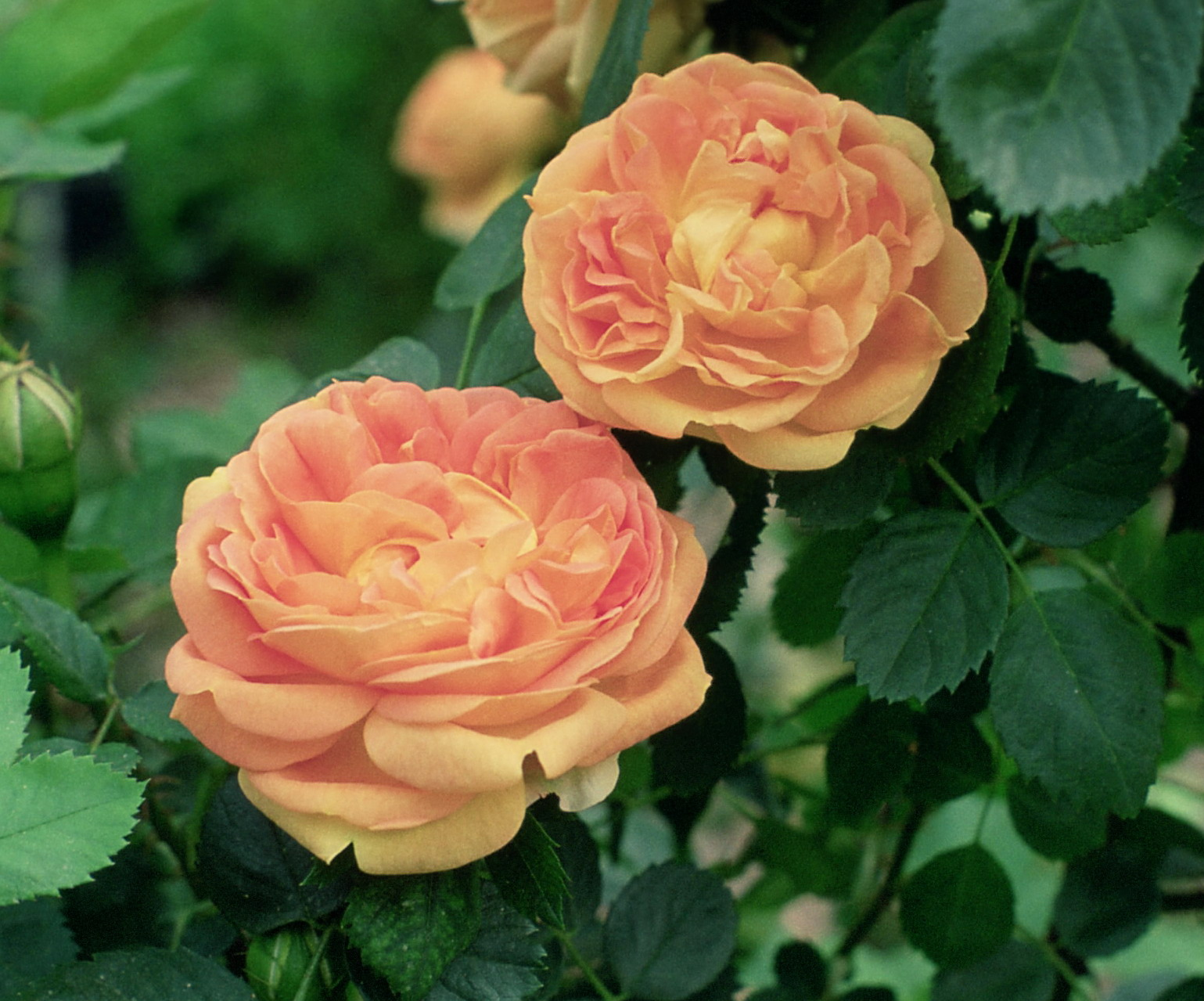
ソレイユ・ドール（HFt）
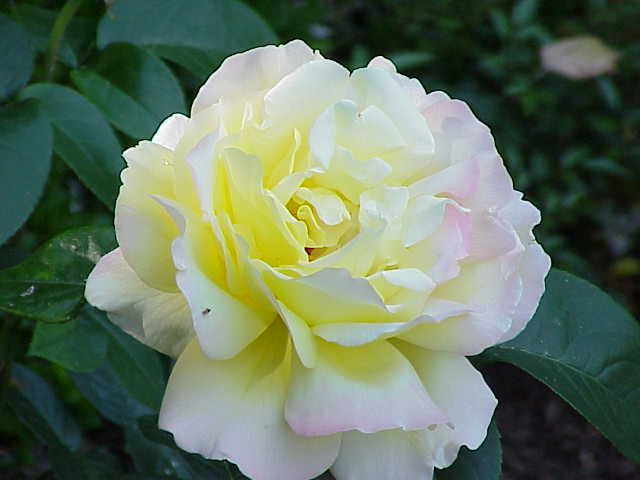
ピース(マダム・アントワーヌ・メイアン)（HT）
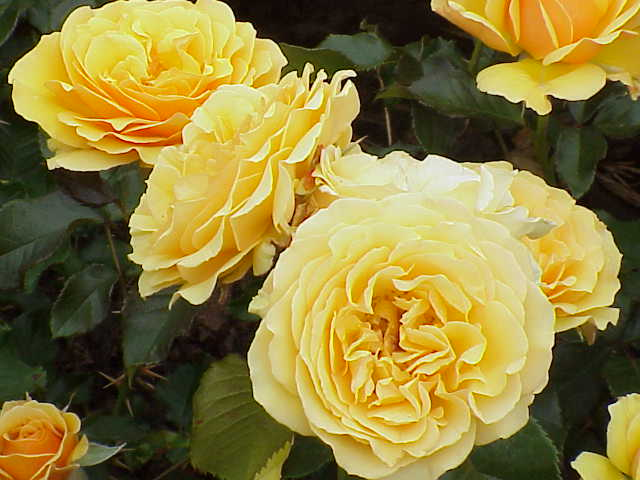
アンバークイーン（FL）
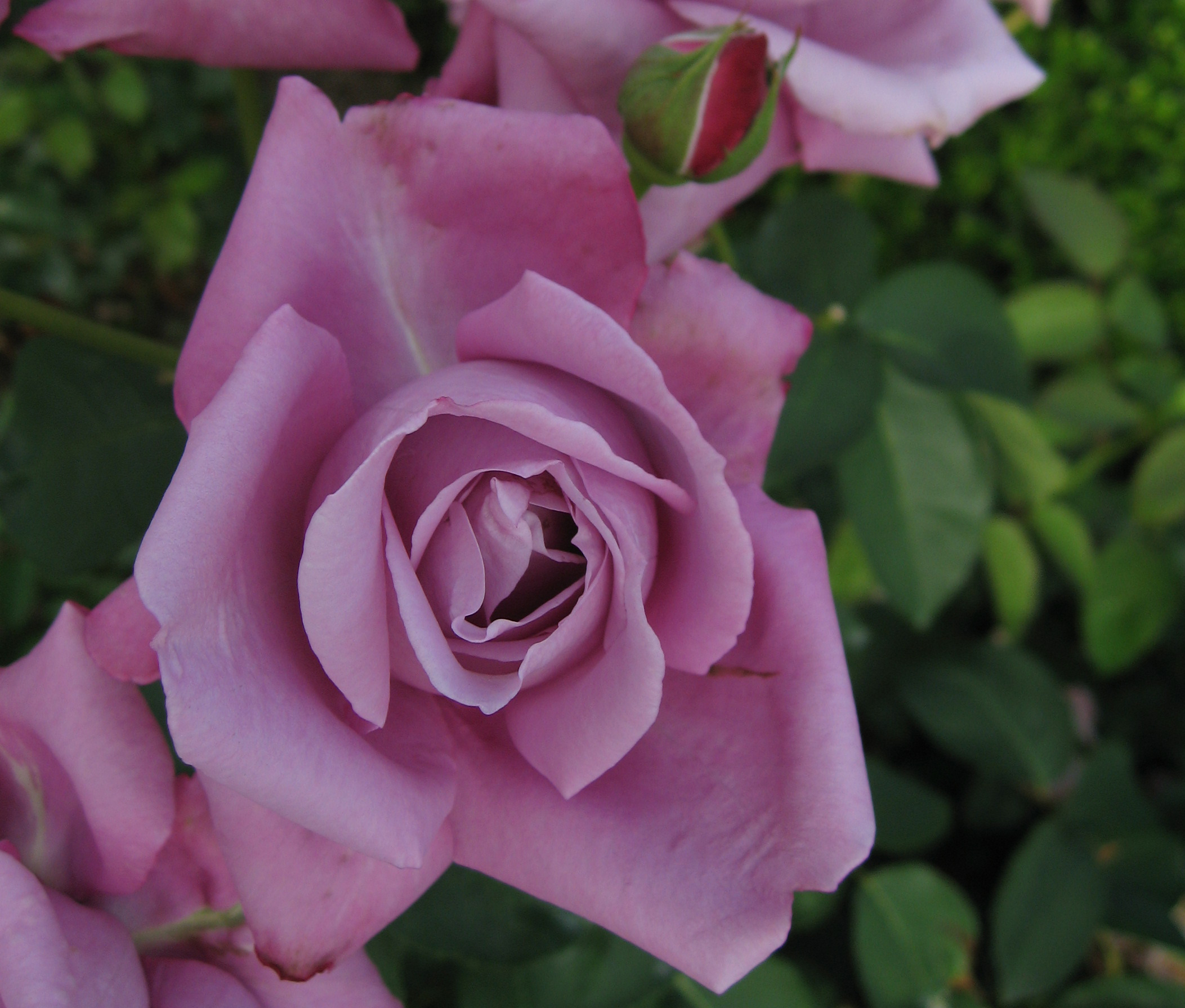
「シャルル・ド・ゴール」、HT、メイアン（1974）
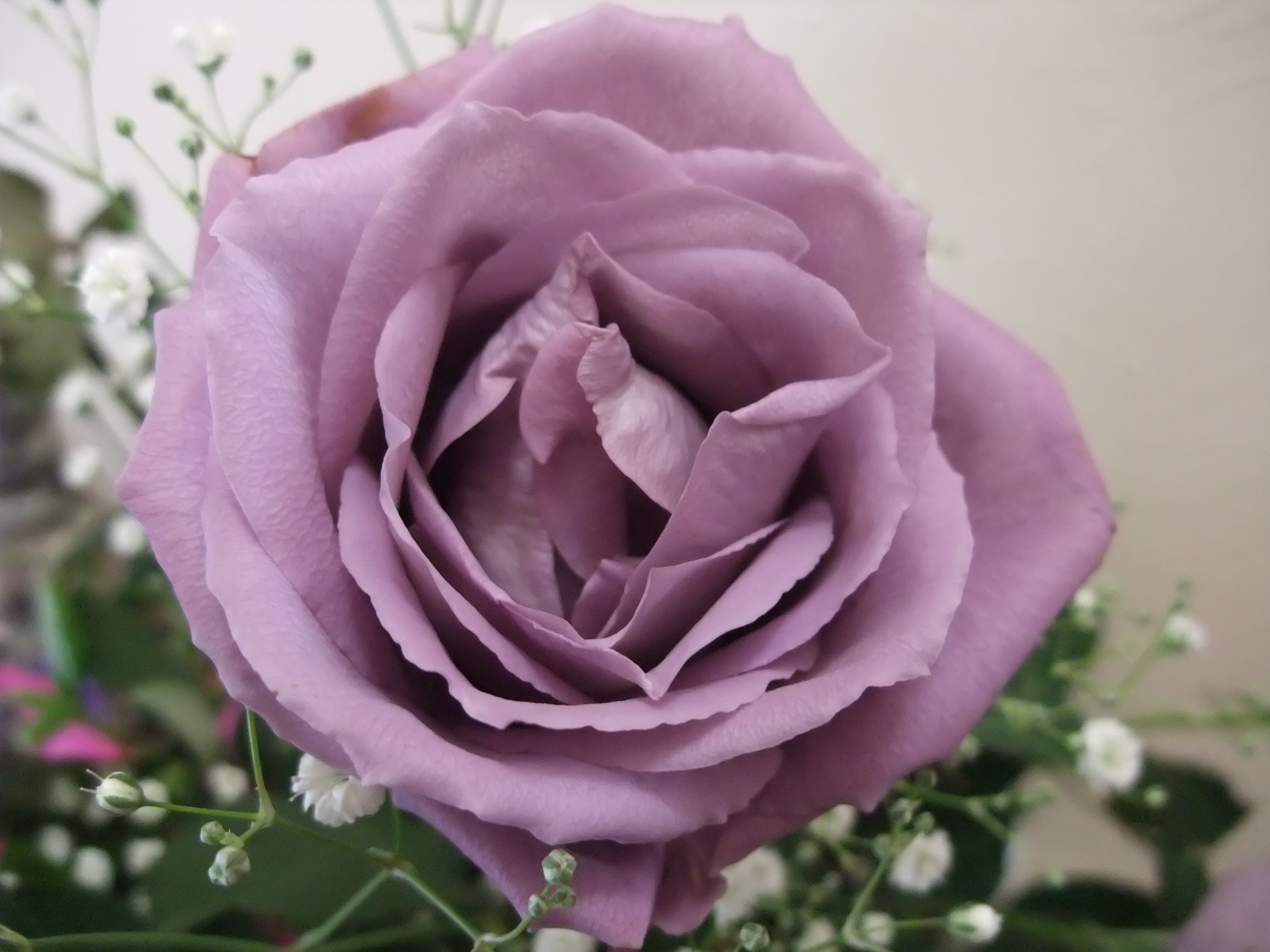
サントリーフラワーズの青いバラ「アプローズ」（2004）
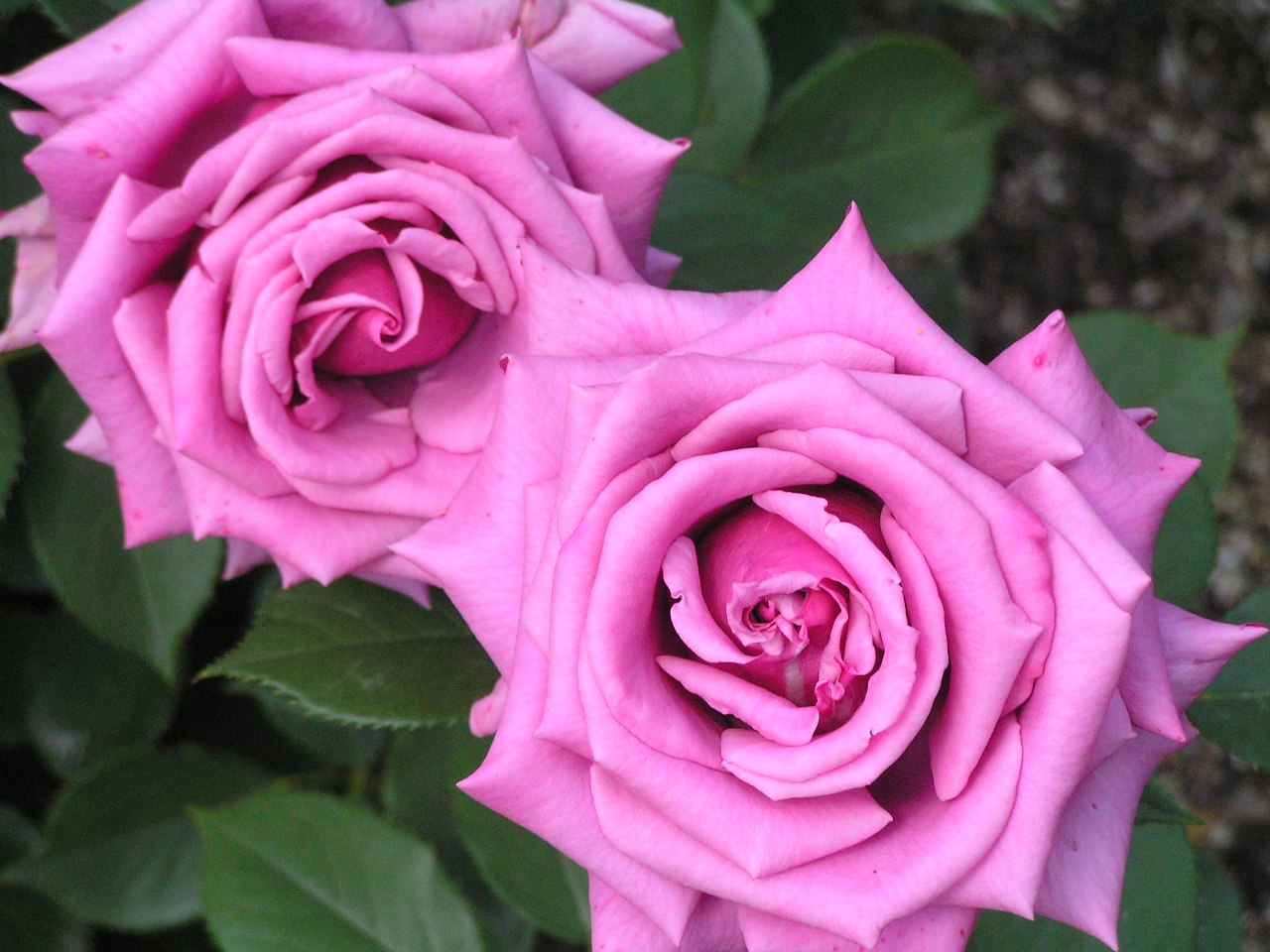
紫雲（鈴木省三 1984作、大輪・四季咲き HT）
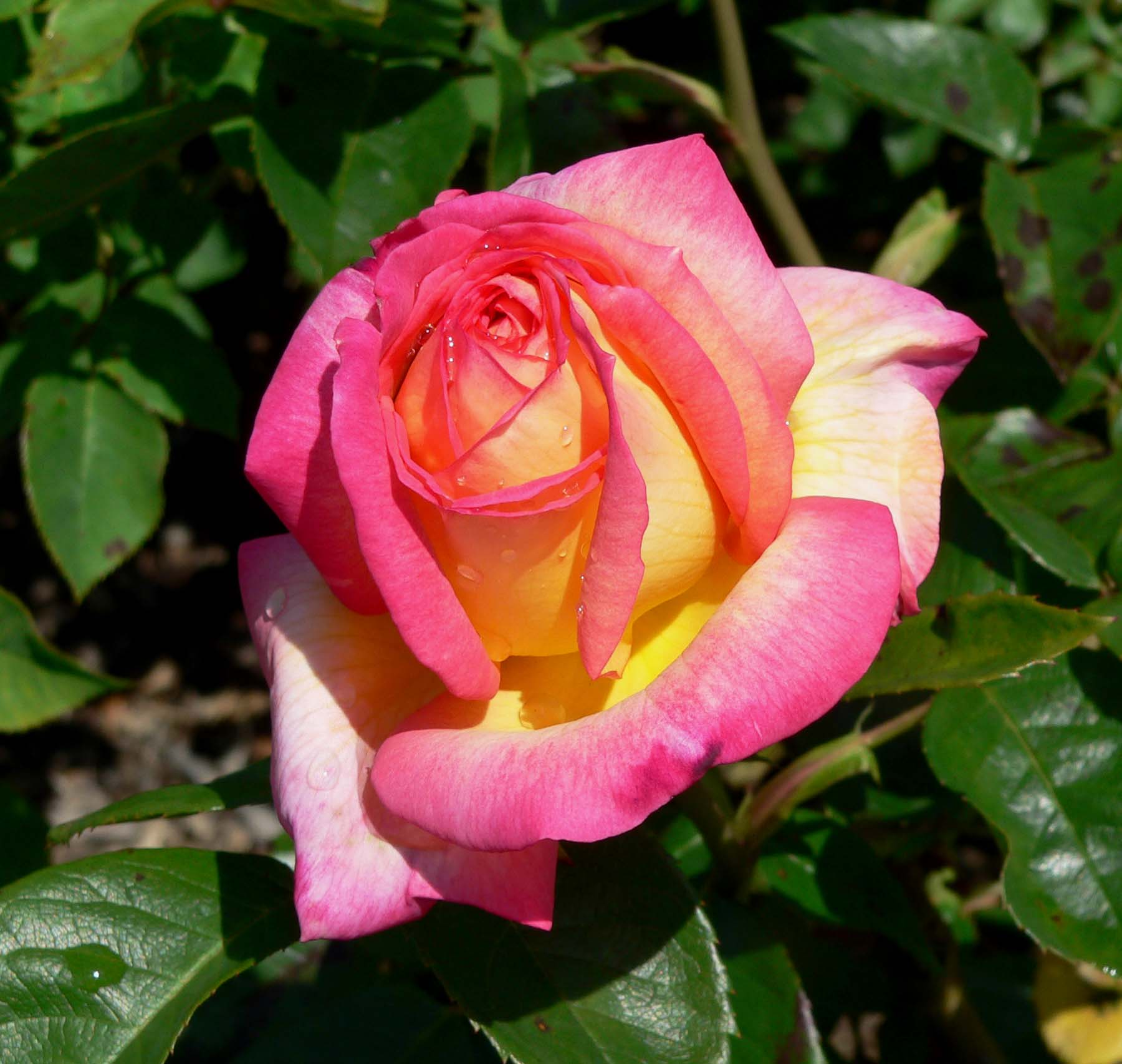
日本で作出されたバラの一つ「朝雲（あさぐも）」